# Jüdische Speisegesetze

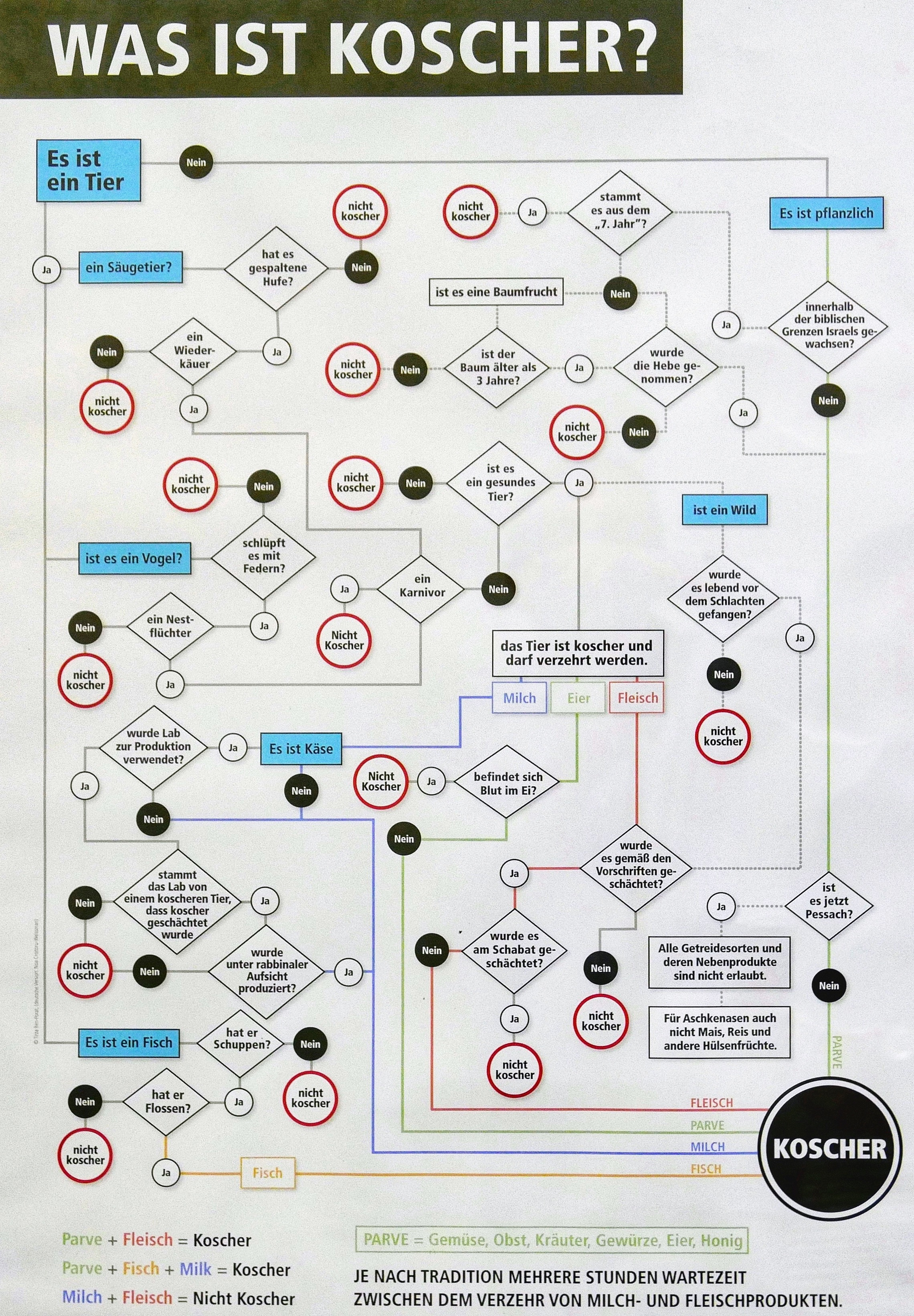
„Was ist koscher?“, Plakat in der Zwi-Perez-Chajes-Schule der Israelitischen Kultusgemeinde (IKG) in Wien

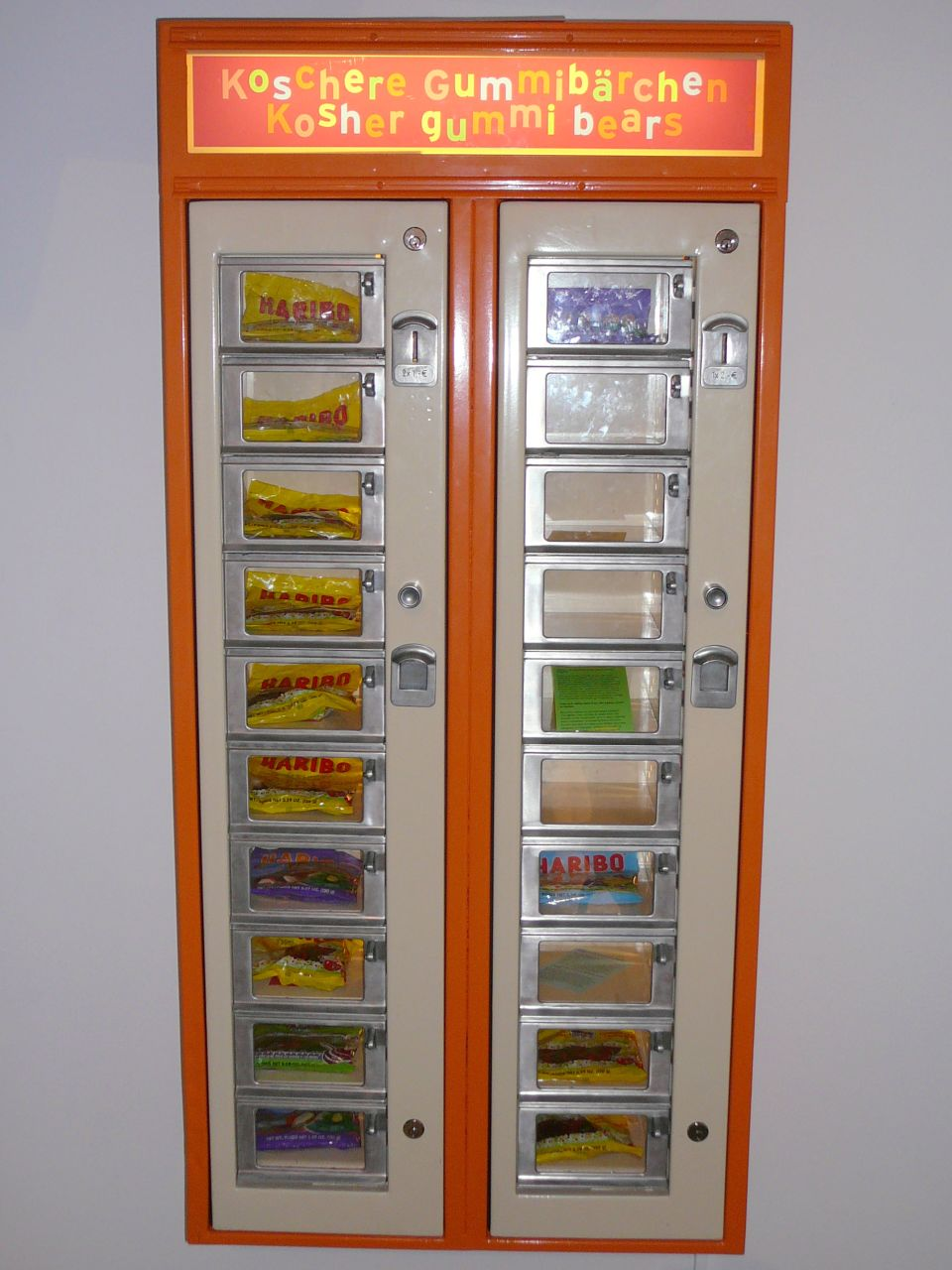
Ein Automat für koschere Gummibärchen aus Fisch- statt Schweinegelatine im Jüdischen Museum Berlin

Als koscher (aschkenasische Aussprache von hebräisch כּשר kascher, wörtlich „tauglich“) wird im kulinarischen Bereich alles bezeichnet, was nach den jüdischen Speisegesetzen (hebräisch כַּשְרוּת Kaschrut bzw. in aschkenasischer Aussprache Kaschrus) erlaubt ist. Kaschern bezeichnet den Vorgang, Speisen oder Getränke entsprechend diesen Gesetzen für diejenigen, die sich daran halten, koscher und damit zum Verzehr fähig zu machen. Was koscher ist, ergibt sich aus den entsprechenden Vorschriften der Halacha. Sie  basieren auf den Speisegeboten der Tora, den fünf Büchern Moses, und wurden im rabbinischen Judentum weiterentwickelt. Die Halacha erhielt Auslegungen im Talmud sowie Ergänzungen um Bräuche und Traditionen, die im Schulchan Aruch zusammengefasst wurden. Nach diesen Vorschriften werden Lebensmittel in solche eingeteilt, die für den Verzehr erlaubt (koscher) und Lebensmittel, die für den Verzehr nicht erlaubt (טרײף treife) sind. Weitere Begriffe dafür sind תּוֹעֵבַה tôwʻêbah oder שֶׁקֶץ Schekets, beide für „Gräuel“.

## Geschichte
Die Bibelwissenschaft geht meist davon aus, dass der priesterliche Kodex einschließlich des Großteils der Bücher Levitikus und Numeri aus der Zeit nach dem Babylonischen Exil (6. oder 5. Jahrhundert v. Chr.) stammt. Andere haben für eine frühere Datierung des Priesterkodex argumentiert und meinen, dass diese Gesetze älter sind als diejenigen des Deuteronomiums, deren Entstehung gemeinhin als im 7. Jahrhundert v. d. Z. datiert gesehen werden. Im Laufe der Jahrhunderte wurden die Speisevorschriften kontinuierlich kommentiert und erweitert.

### Jüdisches Essen in der Antike

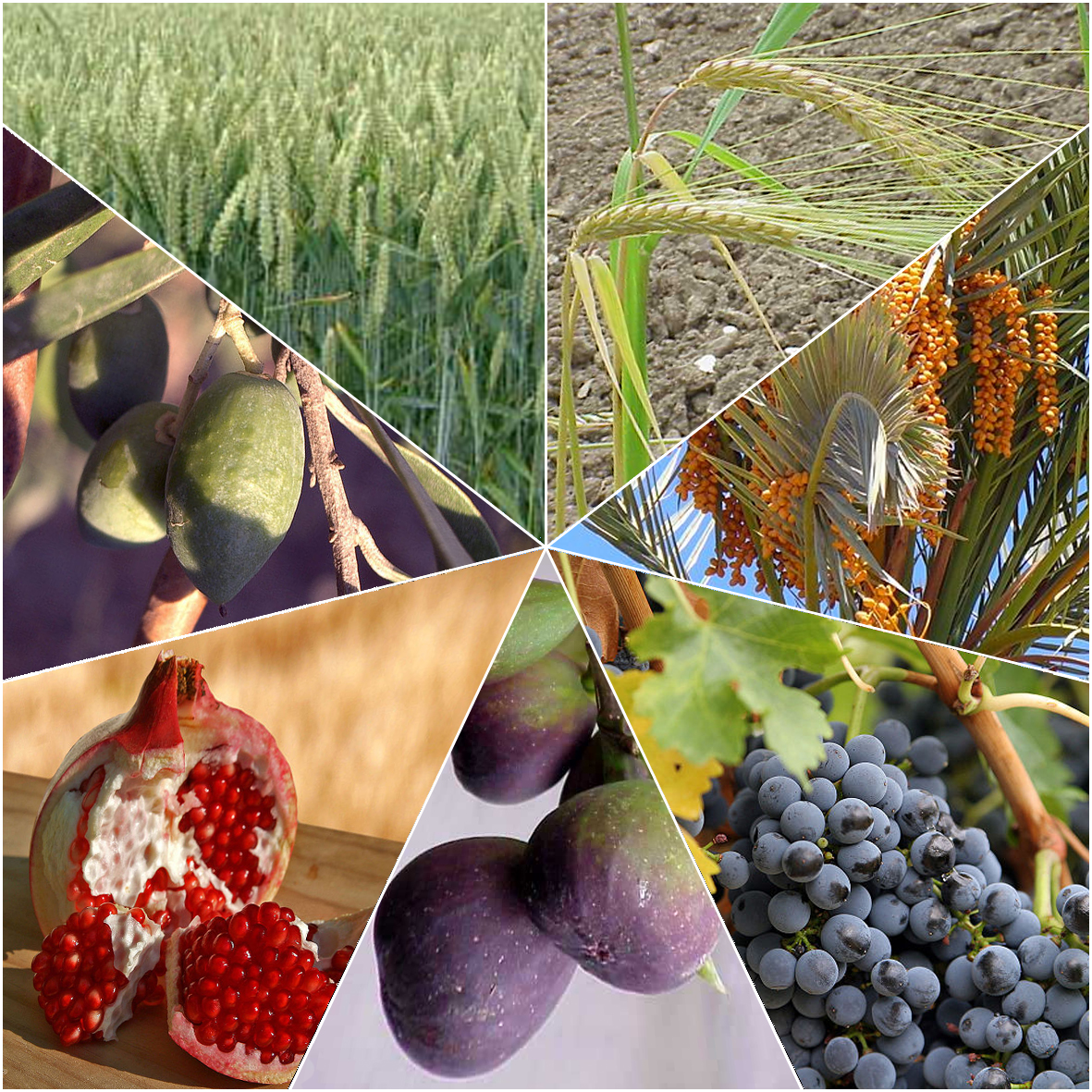
Die sieben Arten

Seit der Zeit des Zweiten Tempels (ab dem 6. Jahrhundert v. d. Z.) basierte das Essen der Israeliten auf mehreren Produkten, die heute immer noch eine wichtige Rolle in der modernen israelischen Küche spielen. Diese sind als die Sieben Arten (שבעת המינים shiv‘at ha-minim) bekannt: Oliven, Feigen, Datteln, Granatäpfel, Weizen, Gerste und Weintrauben. Das Familienoberhaupt hatte das Recht zu bestimmen, wie das Essen unter den Familienmitgliedern verteilt wurde (1 Sam 1,5  Gen 43,34 ).
Im alten Israel waren Lebensmittel saisonabhängig. Dies galt nicht nur für Obst und Gemüse, sondern auch für tierische Produkte. Die Hauptmilchquelle der Israeliten war nicht die Kuh, sondern die Ziege. Diese Milch war nur fünf Monate im Jahr verfügbar. Schafsmilch war nur drei Monate im Jahr verfügbar. In erster Linie bildet die mediterrane Triade aus Brot, Öl und Wein, neben Gemüse, Hülsenfrüchten, Obst, Fleisch, Milch, Geflügel, Fisch und Gewürzen, die Grundlage der frühen israelitischen Ernährung, wobei „Brot“ nicht wörtlich genommen werden darf. Das hebräische Wort für Brot (לֶחֶם lechem) bedeutet auch „Nahrung“. Öl aus Oliven hatte viele Verwendungszwecke, unter anderem war es ein fester Bestandteil der Ernährung, während neben Wasser und Milch vergorener Traubensaft, also Wein, das Hauptgetränk der frühen Israeliten war.
Siehe auch: Biblische Speisegebote im antiken Judentum

### Bluttabu
Alle Abrahamitischen Religionen, Judentum, Christentum, Islam, beachteten das Verbot des Blutgenusses und das Gebot des Schächtens. Trotz der Wiederholung des Bluttabus im Neuen Testament selbst, gelangten westliche Christen letztendlich dazu, dieses Verbot als nicht mehr bindend zu betrachten. Dieser Sinneswandel erfolgte im späten 4. Jahrhundert durch Augustinus von Hippo, der behauptete, dass das Apostolische Dekret (Apostelgeschichte 15,28 ) den Konsum von Blut und bluthaltigem Fleisch nur als vorübergehende Maßnahme verbot, um die Kluft zwischen jüdischen und nichtjüdischen Mitgliedern der jungen Generation in der christlichen Gemeinschaft zu überbrücken.

## Grundlagen in der Tora
Die Tora beschreibt das erste Menschenpaar als Vegetarier. Gott übergibt Adam und Eva nur die Samen tragenden Pflanzen und fruchttragenden Bäume zur Speise (Gen 1,29 ). Ein schöpfungsgemäßes Leben ist ein Leben ohne den Verzehr getöteter Tiere.
Aus der Sintflut rettet Noah reine und unreine Tiere (Gen 7,2-3 ,7,8-9 ). Gott bestimmt nach der Sintflut alles Lebendige als Nahrung der Menschen (Gen 9,2-3 ). Jedoch enthält die Regelung eine Einschränkung: „Fleisch, in dem noch Blut ist, dürft ihr nicht essen.“ (Gen 9,4 ; vgl. Lev 19,26 ).
Im Rahmen der Gesetzgebung des Buches Leviticus, dem 3. Buch Mose, wird im Wochenabschnitt Zaw (Biblisches Hebräisch צַו ‚Befiehl [dem Aaron]!‘) die genannte Bestimmung von Gen 9,4  ausgebaut. Zum einen wird ergänzt, dass jedes Rind, Schaf oder Ziege, das geschlachtet wird, unter priesterlicher Beteiligung JHWH zu opfern ist. Das Blut soll auf den Altar gegossen und das Fett, als göttliche Opfermaterie, darf ebenfalls nicht gegessen, sondern muss stattdessen als Opfer verbrannt werden (Lev 7,22-25 ). „Die Lebenskraft des Fleisches sitzt im Blut.“ (Lev 17,11 ; vgl. Dtn 12,6.23-24 ). Deswegen muss das Tier ausgeblutet werden (Lev 17,13 ). Das Friedensopfer als Dankopfer steht in Verbindung mit ungesäuerten und gesäuerten Broten.
Später wurde die rituelle Schlachtung auch unabhängig vom Tempel freigegeben (Dtn 12,15-21 ). Es enthält das Verbot, von diesen Opfern das Fleisch später als am zweiten Tag und in Unreinheit zu genießen (Lev 7,2-18 ).
Ebenso heißt es in der Parascha (Wochenabschnitt) Re’eh (Biblisches Hebräisch רְאֵה ‚Siehe!‘, 5. Buch Mose 11:26 – 16:17) hinsichtlich der Speisegesetze, dass kein Blut genossen werden darf. Beim Schlachten soll das Blut mit Sand bedeckt, somit „begraben“ werden. Die Parascha enthält erlaubte und verbotene Tiere im Sinne der Speisegesetze und legt das siebte Jahr als das „Schmitta-Jahr“ fest.
Der Hauptunterschied zwischen Deut 14 und Lev 11 besteht darin, dass Letzteres seine Bestimmungen erweitert, um die Auswirkungen verbotener Diäten auf die Gesamtreinheit infolge verbotenen Kontakts zu behandeln, wie etwa die mögliche Befleckung von Koch- und Lagergefäßen. Daher müssen alle Lebensmittel, die in Gefäßen aufbewahrt werden, trocken aufbewahrt werden (Lev 11,32–34 ).

## Unterschiedliche Beachtung der Speisegesetze
Der heutige Umgang von Juden mit den Kaschrut ist sehr unterschiedlich und umfasst ein weites Spektrum von extremer Einhaltung durch ultraorthodoxe Juden über die strikte Einhaltung durch orthodoxe Juden, über eine weitgehende Beachtung durch konservative Juden – wobei einige Regelungen etwas milder als in der Orthodoxie ausgelegt werden – über eine teilweise Beachtung durch Reformjuden, bis hin zur völligen Nichtbeachtung durch säkulare Juden, die zwar die speziellen jüdischen Werte achten, das Judentum als Religion mit all ihren Vorschriften jedoch nicht praktizieren, allenfalls gelegentlich die eine oder andere Tradition beibehalten. Es entstand der Begriff des „Drei-Tage-Juden“, der nur Rosch ha-Schana (Neujahrsfest), Jom Kippur und den Seder an Pessach einhält, ob aus Pflichtgefühl, Traditionsverbundenheit oder dem Wunsch nach Dazugehörigkeit. Ferner gibt es Unterschiede in der Beachtung der Speisegesetze zwischen den Aschkenasim und den Wahrern der sephardischen Glaubensausprägung.
Seit Gründung der orthodoxen Rabbinerkonferenz in Deutschland im Jahre 2003 hat die Kaschrut-Kommission (s. u.) durch ihre Tätigkeit den Einkauf von Lebensmitteln für Menschen, die sich an die Kaschrutgesetze halten, vereinfacht. Unter der Federführung von Rabbiner Tuvia Hod-Hochwald wurde der מדריך כַּשְרוּת Madrich Kaschrut (Supervisor) geschaffen, der darlegt, welche in Deutschland erhältlichen Lebensmittel koscher sind. Insbesondere sind nicht nur Produkte und ihre Hersteller aufgelistet, sondern auch mögliche Bezugsquellen. Die Kaschrut-Kommission plant außerdem Gespräche mit Herstellern, um eine einheitliche Kennzeichnung von koscheren Lebensmitteln einzuführen. Das Judentum kennt jedoch keine oberste Autorität (vergleichbar mit dem Papst). In jeder Gemeinde ist der zuständige Rabbiner (oder Oberrabbiner) derjenige, der entscheidet, welcher Auslegung der Toragebote er sich anschließt und diese seinen Gemeindemitgliedern vorgibt.

## Grundlegende Aspekte
Folgende Aspekte sind für die Kaschrut maßgeblich:
1. Die Unterscheidung von erlaubten und nicht erlaubten Tieren.
2. Das Verbot des Blutgenusses.
3. Die Aufteilung in „fleischige“ (hebräisch בשרי basari), „milchige“ (חלבי chalawi) und „neutrale“ (פרווה parve) Lebensmittel.
4. Spezielle Vorschriften für den Herstellungsprozess
5. Spezielle Vorschriften für die Zubereitung
6. Spezielle Vorschriften für Pessach
7. Spezielle Vorschriften für Schabbat und weitere Feiertage

## Erklärungen der Kaschrut
Tahara (hebräisch טָהֳרָה) bezeichnet den Status der rituellen Reinheit. Die Speisegesetze waren aus der Tora abgeleitete religiöse Vorschriften und nicht etwa Maßnahmen zur Krankheitsprävention, obwohl sie eine entsprechende Wirkung hatten. Die Speisegesetze werden also in einen sakralen Bereich gehoben und mit einer spirituellen Dimension versehen. Sie haben somit nicht die Heilung des Körpers, sondern die der Seele zum Ziel. In biblischen Zeiten waren Bakterien, Viren und andere Schadstoffe unbekannt. Erst in der Neuzeit wurde der gesundheitliche „Nebeneffekt“ der religiösen Vorschriften erkannt. Auch das Gebot (נטילת ידיים Netilat Jadajim), des rituellen Händewaschens vor dem Kochen und vor dem Essen, leistete ebenfalls einen wichtigen Beitrag zur Hygiene, obwohl das Gebot eine rituelle Reinheit bewirken soll.
In orthodoxen Kreisen reicht die Befolgung der Kaschrutvorschriften bis ins allerkleinste Detail, wobei auch da oft keine einheitliche Meinung vorherrscht, weil durch anerkannte Gelehrte, etwa Raschi, Maimonides, Rema, Tur, Rosch, Mechaber und viele andere, verschiedene Auslegungen bestehen. Es werden beispielsweise Details besprochen, die auf Geschmack, Temperatur und Zeit beruhen, wann und wie koscheres Essen durch einen Nichtjuden zubereitet werden darf oder wie etwa eine Fleischspeise behandelt wird, wenn ein Tropfen Milch versehentlich auf die Außenseite des Kochtopfes gelangt ist. Es soll selbst der Eindruck vermieden werden, dass Kaschrutvorschriften nicht eingehalten werden. So werden beispielsweise beim Essen eines fleischigen Gerichts Mandeln neben ein Glas Mandelmilch gelegt, damit ein anderer Jude nicht auf die Idee käme, dass Kuh- oder Ziegenmilch verbotenerweise zum Fleischgericht genossen wird.

### Chukkim
Die Kaschrutvorschriften gelten als hebräisch חוקים „Chukkim“ (Satzungen). Maimonides bezeichnet in seinem Führer der Unschlüssigen Chukkim als Vorschriften Gottes, die nicht zu hinterfragen oder zu kritisieren seien, im Gegensatz zu Mischpatim (Biblisches Hebräisch מִשְׁפָּטִ֔ים ‚Rechtsvorschriften‘), die Maimonides als leicht verständlich und infolgedessen logisch erklärbar interpretiert, wie zum Beispiel die Gebote, nicht zu töten, zu stehlen oder die Ehe zu brechen. Demgegenüber sind unter anderem die Kaschrutvorschriften wesentlich komplizierter.

### Reinhaltung des Körpers
Ebenfalls in seinem Führer der Unschlüssigen erklärte der mittelalterliche Gelehrte Maimonides, dass alle in der Tora verbotenen Speisen dem menschlichen Körper schaden. Mit den Kaschrut-Vorschriften habe die Tora den Juden also einen Schlüssel gegeben, mit dem sie das Gute von dem Schlechten unterscheiden können. Das Verbot von Muscheln, Kriechtieren, Krebsen, Austern, von Aas und dergleichen verringerten das Infektionsrisiko (z. B. Hepatitis). In den zahlreichen Lymphdrüsen des (verbotenen) Bauchfettes – begünstigt durch die Nähe des Darmes – häufen sich Krankheitserreger am leichtesten an. Man denke auch an Trichinen im Schweinefleisch. Bakterien und Viren waren in der Antike vollkommen unbekannt. Der hygienische Aspekt war deshalb eine primär unbeabsichtigte positive „Nebenwirkung“ der Speisevorschriften. Die Begründung, dass etwa Schweinefleisch in heißem Klima nicht haltbar sei, war nicht der Grund. Eher gilt, dass das Schwein in vielen Kulturen das bevorzugte Opfertier war. Da alles Schlachten in der Antike in den religiösen Bereich des Opferns gehörte, zog ein solches Verbot eine deutliche Trennlinie zu heidnischen Kulten. Während der Herrschaft der Seleukiden unter Antiochus IV. wollte man die Menschen dazu zwingen, Schweinefleisch zu essen und schlachtete sogar auf dem Altar im Jerusalemer Tempel Schweine. Dies sollte öffentlich die Abwendung vom Judentum dokumentieren. Auch die Waschungen des Geschirrs mit reinem Wasser wurden unter Nichtjuden erst ab dem 18. Jahrhundert in Mitteleuropa gängige (und hygienische) Küchenpraxis, die es bis dahin ausschließlich im Rahmen der rituellen Speisevorschriften des Judentums gab.

### Reinhaltung der Seele
Nachmanides hingegen erklärte, auch andere Völker äßen die verbotenen Speisen, ohne dass sie Schaden dadurch erlitten. Die verbotenen Speisen schadeten den Juden nicht körperlich, sondern seelisch. Seiner Ansicht nach ist es bezeichnend, dass alle in der Tora für den Verzehr verbotenen Vögel Raubvögel sind (Adler, Falke, Habicht etc.), während die zum Verzehr erlaubten (wie Hühner, Taube, Ente, Gans) keine sind. Irgendetwas vom Raubvogel färbe auf den ab, der ihn verspeise. Auf diese Weise wird auch das Verbot des Blutgenusses verständlich: Der Genuss von Blut gewöhne an Grausamkeit und fördere mörderische, zerstörerische Sitten. An diesem Jahrtausende alten, strikten Verbot des Blutgenusses wird auch die Unsinnigkeit der christlichen Ritualmordlegende deutlich, dass Juden das Blut von Christenkindern für ihre Matzen beim Pessachfest und zu verschiedenen magischen oder medizinischen Zwecken benötigten. Die Tora verbietet diese als „Greuel für JHWH“ wiederholt streng (Lev 18,21 ; 20,2-5 ; Dtn 12,31 ; 18,10 ). Die Legende kostete tausende von Juden das Leben und hält sich bis heute in abgewandelten Formen. Auch die Tieropfer regelte die Tora streng und verbietet Juden unter anderem den Blutgenuss, da im Blut das Leben sei und dieses ausschließlich dem Schöpfergott gehöre (Gen 9,4 ; Lev 3,17 ; 7,26-28 ; 17,10–14 ). Mit diesem strengen Verbot grenzten sich die Juden dezidiert gegen den Brauch ab, der im Altertum üblich war, lebende Tiere im Opferakt zu verzehren mit dem Ziel, „die heilige Kraft des Blutes“ in sich aufzunehmen.

### Heiligkeit
Das Motiv der Speisegesetze ist die in Lev 19,2  geforderte Heiligkeit im Sinne einer „Imitatio Dei“: „Heilig sollt ihr sein, denn ich, euer Gott, bin heilig.“ „Die Speisegesetze erziehen uns zur Herrschaft über unsere Gelüste, sie gewöhnen uns daran, aufkeimende Wünsche zu unterdrücken, ebenso auch die Neigung, die Freude am Essen und Trinken als Zweck des menschlichen Daseins anzusehen“, wie im Sohar, dem bedeutendsten Schriftwerk der Kabbala ausgeführt wird.

### Göttliche Herkunft
Rabbiner betonen die göttliche Herkunft der Gebote. Interpretationen und Überlegungen seien stets nur „menschliche Auslegungsversuche des göttlichen Willens“. Diese Regeln wurden nach jüdischer Überlieferung den Israeliten nach dem Auszug aus Ägypten durch Moses übermittelt.

### Segensprüche
Vor dem Genuss von Brot, Wein, Obst oder Gemüse wird ein spezieller Segensspruch (Bracha) gesprochen. Vor dem Genuss von Fleisch wird nur ein allgemeiner Segensspruch gesprochen. Der Grund ist, dass man sich nur für solche Nahrungsmittel mit einem eigenen Segen bedankt, die den Menschen nicht dazu zwingen, ein anderes Lebewesen zu töten.

### Rezeption
Exegetische Erklärungsansätze bietet die Studie Impurity and Danger von Mary Douglas aus dem Jahr 1966. Sie sieht das Unreine, das Zweideutige als das die Ordnung Gefährdende, vor dem das Heilige rituell geschützt werden muss. Nur das Reine sei unvermischt, lebensförderlich und erlaubt Kontakt mit dem Heiligen. Bei der Herausbildung der Speisegebote, wie Lev 11 und Dtn 14 sie wiedergeben, haben sicherlich mehrere Faktoren eine Rolle gespielt, in deren Hintergrund der Gegensatz von Reinheit und Unreinheit steht. Die Speisegesetze bilden den Körper und den Altar kompliziert nach. Unter den Landtieren durften die Juden beispielsweise nur Tiere essen, wenn sie auch geopfert werden durften, somit Tiere, die auf Hirten angewiesen sind. Douglas schloss daraus, dass Tiere, die zum Essen abscheulich sind, nicht wirklich unrein sind, sondern „dass es abscheulich sei, ihnen zu schaden“. Sie behauptete, dass spätere Interpreten (sogar spätere biblische Autoren) dies missverstanden hätten.

### Aufrechterhaltung eigenständiger Existenz
Laut dem Theologen Gordon J. Wenham bestand der Zweck der Kaschrut darin, Juden zu helfen, eine eigenständige und von anderen Völkern getrennte Existenz aufrechtzuerhalten. Die Wirkung der Gesetze habe darin bestanden, die Sozialisation und Mischehen mit Nichtjuden zu verhindern, wodurch die jüdische Identität verwässert worden wäre. Die Auswirkungen der Lebensmittelgesetze seien eine „öffentliche“ Angelegenheit. Die Bindung an die Speisegesetze hätte die Bewusstmachung ihres besonderen Status als Juden verstärkt.
Auch wenn heute die jüdischen Speisevorschriften von vielen Juden entweder überhaupt nicht oder nur wenig beachtet werden, sind und waren die Kaschrut, ähnlich wie der Schabbat, identitätsstiftend für das Judentum. Das Judentum hatte seit 70 n. Chr. kein religiöses Zentrum und keinen eigenen Staat mehr. Die Rabbinen schufen allein mit der Halacha, dem Religionsgesetz, die Voraussetzung dafür, dass sich Juden, egal in welchem Land sie lebten, egal welche Sprache ihre Muttersprache war, als ein zusammengehöriges „Volk“ verstehen konnten. In diesem Rahmen der Halacha bildete die Kaschrut eine wichtige Säule. Michael Wolffsohn weist in diesem Zusammenhang darauf hin, dass die Speisegesetze zugleich mit der Stärkung der eigenen Identität eine Abgrenzung nach außen darstellen: „Was war und ist deren Zweck? Nichts anderes als die Trennung von Juden und Nichtjuden bei und vom Tisch. Keine verführerische Kommunikation sollte ermöglicht werden.“
Dies hat sich seit der Neuzeit und mit dem aufkommenden Reformjudentum grundlegend gewandelt, da sowohl die Assimilation an die nichtjüdische Mehrheitsgesellschaft wichtig geworden war (Jüdische Emanzipation), als auch die Verbindlichkeit der Halacha in Frage gestellt wurde. Insofern ist heute die Kaschrut im Reformjudentum der privaten Ausübung anheimgestellt, aber keineswegs bedeutungslos geworden.

### Religiöse Pflichten der Frau
Die Einhaltung der Kaschrutvorschriften gehört zu den drei wichtigsten religiösen Pflichten der Frau im Judentum, neben dem Anzünden der Schabbatkerzen und der Beachtung der Nidda, der körperlichen und sexuellen Reinheit. Bei alleinstehenden Männern geht die Pflicht auf die Männer über.

## Koschere Tiere
Die Tora unterscheidet im 3. Buch Mose (11 ) die zum Verzehr gedachten Tiere in erlaubte (koschere) und nichterlaubte (nichtkoschere) Tiere. Zahlreiche rabbinische Gelehrte haben sich detailliert damit auseinandergesetzt. Die Wurzel des Wortes „treif“, (von hebräisch טְרֵפָה trefa zerreißen) bezog sich ursprünglich nur auf ein Tier, das von einem anderen Tier gerissen wurde und daher für Juden verboten ist, gegessen zu werden. Inzwischen steht der Begriff für alle verbotenen Nahrungsmittel.

### Fleisch

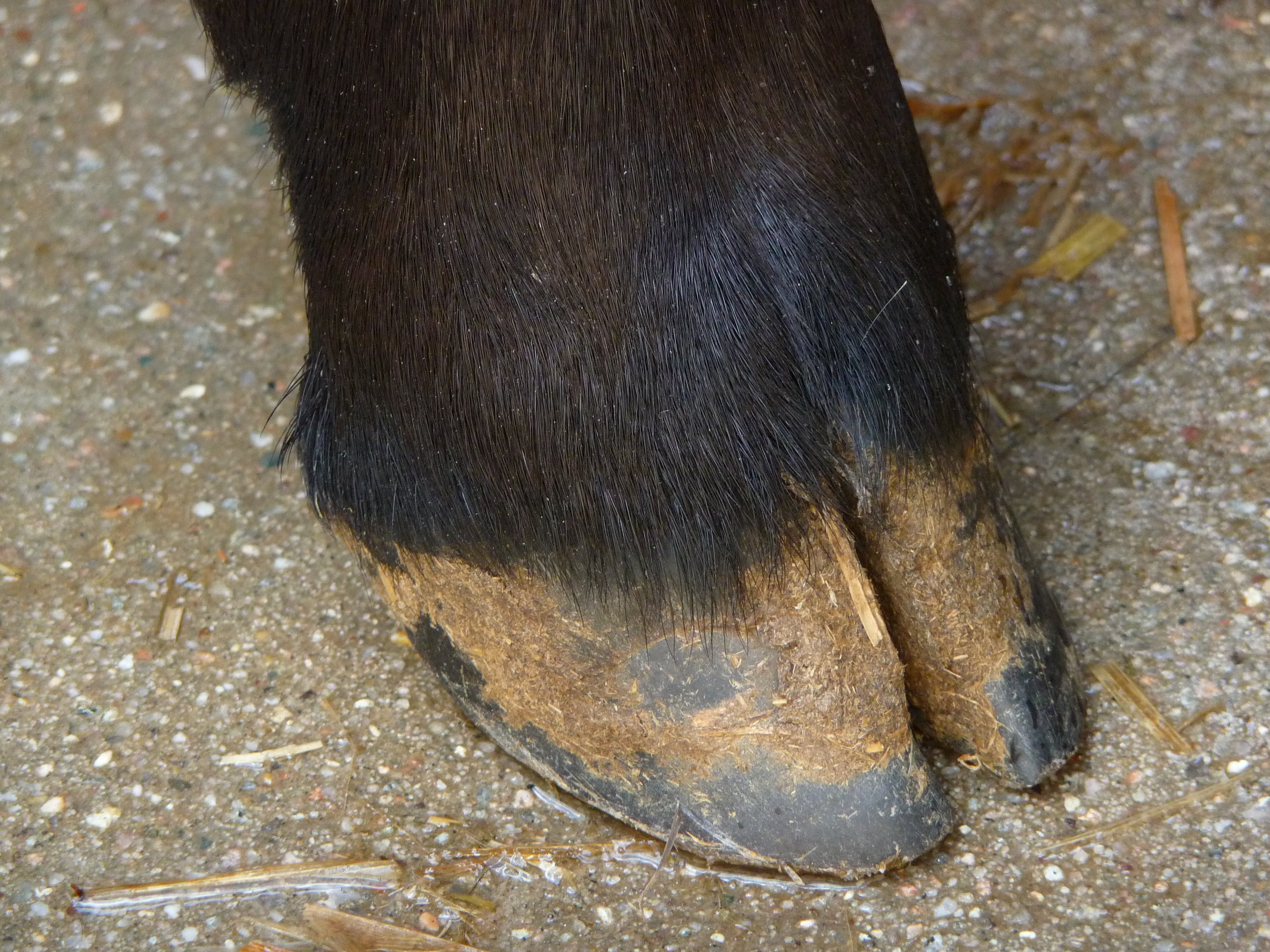
Gespaltener Huf eines Kalbs

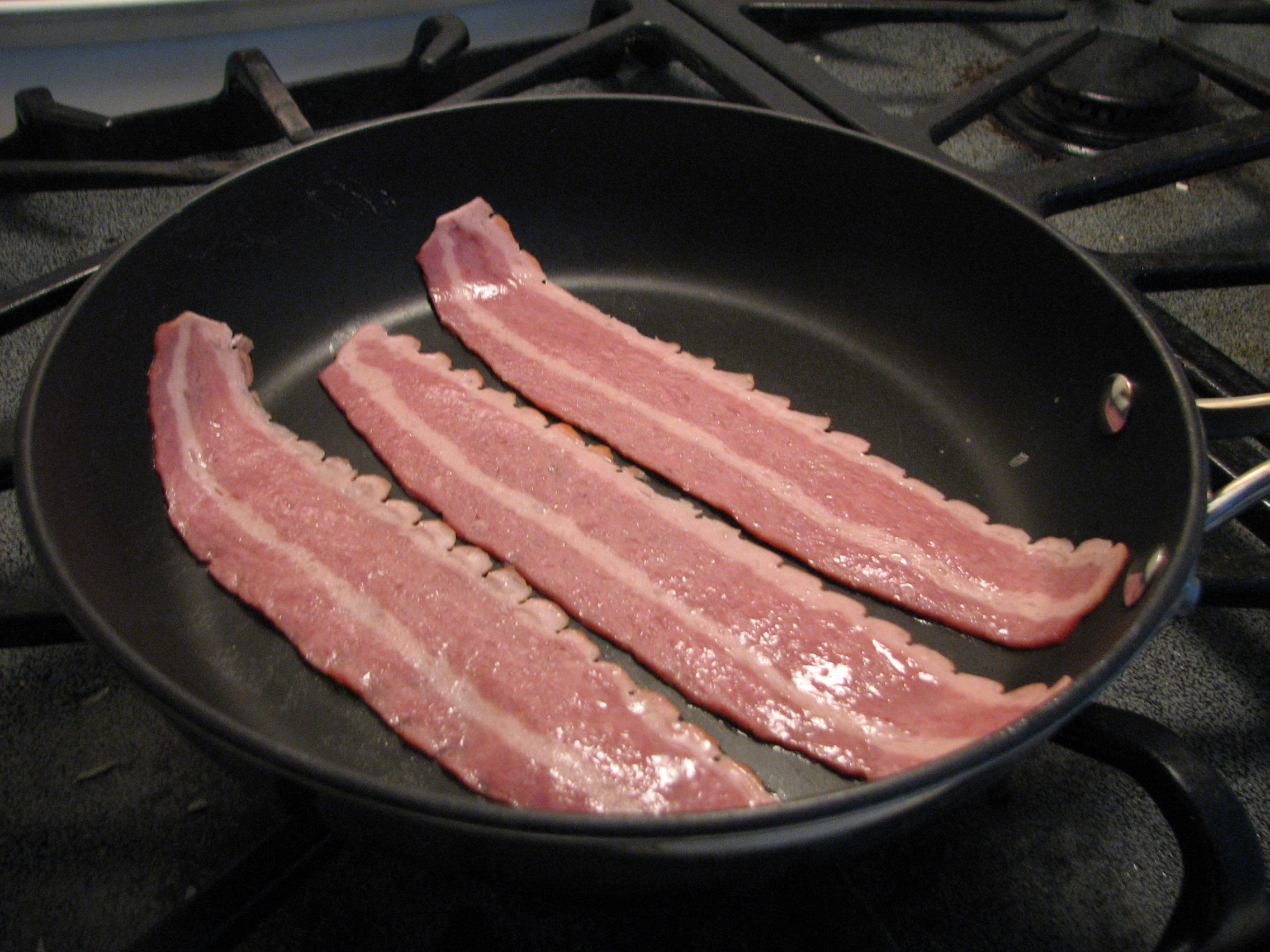
Truthahn-„Speck“ als Speckimitat

Nach dieser Regelung sind von den Tieren nur solche als koscher zu betrachten, die domestiziert sind, zweigespaltene Hufe haben und Wiederkäuer sind (zum Beispiel Rinder, Schafe, Ziegen, Damwild). Damit ist beispielsweise Schweinefleisch als treife, das heißt als nicht koscher, einzustufen, da Schweine zwar gespaltene Hufe haben, aber nicht wiederkäuen. Auch Kamele sind nicht koscher, weil sie zwar wiederkäuen, aber keine vollständig gespaltenen Hufe haben. Dementsprechend fallen alle weiteren Landtiere (Pferde, Esel, Hasen, Kaninchen, Meerschweinchen, Hunde, Katzen, Wildtiere etc.) in die Rubrik der verbotenen Tiere. Koscher sind auch Rehe und Hirsche, sofern man sie schächtet, nicht aber wenn sie auf einer Jagd erlegt wurden. Verboten ist das Töten trächtiger Tiere, ebenso das Töten von Jungtieren, solange sie nicht entwöhnt sind, also noch gesäugt werden, und das gleichzeitige Töten von Muttertier und ihrem Jungtier (Lev 22,28 ).
Es gibt den jüdischen Witz, in dem ein Jude eine nichtkoschere Metzgerei betritt, auf ein Produkt deutet und zum Verkäufer sagt: „Ich möchte gerne 500 Gramm von diesem Fisch“. Der Verkäufer antwortet: „Mein Herr, das ist kein Fisch, das ist Schinken vom Schwein.“ Darauf der Jude: „Habe ich Sie gefragt, wie der Fisch heißt?“

### Geflügel
Geflügel ist dann koscher, wenn die Tierarten domestiziert und keine Raubvögel (דורס dores) oder Aasfresser sind, beispielsweise sind Hühner, Gänse, Enten, Tauben oder Wachteln erlaubt. Koschere Vögel besitzen zudem drei anatomische Eigenschaften: einen zusätzlichen hinteren Zeh (אצבע ישרה Etzba Jesejrah) der nicht mit den anderen Zehen verbunden ist, einen זֶפֶק Zefek (Kropf) und einen קוּרְקְבָן Korkoban (Muskelmagen). Über den Truthahn wurde lange Zeit rabbinisch diskutiert, er gilt heute allgemein als koscher. Straußenvögel, Kraniche oder Störche dagegen sind nicht erlaubt. Viele Speisevorschriften führen zu Ersatzprodukten. So wird beispielsweise als Speckimitat statt Schweinespeck geräuchertes Truthahnfleisch verwendet, das noch dazu fettarm ist.

### Fische/Meerestiere
Von den im Wasser lebenden Tieren sind solche koscher, die Flossen und Schuppen haben. Bei einem koscheren Fisch müssen die Schuppen mit bloßem Auge erkennbar und von der Haut des Fisches leicht entfernbar sein. Falls die Schuppen erst entfernt werden können, nachdem der Fisch in kochendem Wasser eingeweicht wurde, gibt es unterschiedliche Meinungen, ob der Fisch als koscher betrachtet werden kann (Aruch HaSchulchan, Jore Dea 83:15). Wenn sie nicht entfernt werden können, werden sie als Teil der Haut, und nicht als Schuppen betrachtet. Die meisten Süßwasserfische sind also erlaubt, wie beispielsweise Barsch, Lachse, Forelle, Hecht, Karpfen, Saiblinge. Koscher sind auch Kabeljau, Makrele, Thunfische, Heringe, Goldbrasse (Dorade), Wolfsbarsche, Seezunge oder Sardinen. Im Gegensatz dazu sind beispielsweise Aal, Haie (damit auch Haifischflossensuppe), der Dornhai (damit Schillerlocken), Schwertfisch, Pangasius, Störe oder der Wels, welche keine Schuppen haben, „treife“ und damit verboten, ebenso Meeressäuger wie Wale, Delfine, Robben, Seekühe oder Seeotter.
Ein Fisch muss mittels Netz gefangen werden. Das Fischen mit einem Speer ist untersagt (ebenso Sportfischen), weil dies als grausam gilt. Ein Fisch muss nicht rituell geschächtet werden. Sobald der Fisch aus dem Wasser gezogen wird, gilt dieser als geschächtet. Es ist jedoch verboten, einen Fisch zu essen, solange dieser am Leben ist. Vor der Zubereitung soll der Fisch gewässert werden.
Ebenfalls nicht erlaubt sind von den Meerestieren all diejenigen, die keine Fische sind, zum Beispiel Krebstiere, Hummer, Langusten, Austern, Krabben, Muscheln, Tintenfische, Garnelen und Seeigel.

### Weitere verbotene Tiere
Ebenfalls als „treife“ gelten sämtliche Reptilien, Kriechtiere, Schlangen und Insekten sowie Frösche (damit auch Froschschenkel), Schildkröten (damit auch Schildkrötensuppe), Fledermäuse, Flughunde oder Weinbergschnecken. Es ist sogar ein viel schlimmerer Verstoß gegen die Halacha, kleine Kriechtiere zu essen als Schweinefleisch. Die Tora hat an sechs Stellen verboten, Schnecken zu verzehren. Und deshalb ist es „sechsmal schlimmer“, Weinbergschnecken mit Kräutersoße zu essen als etwa eine Schweinshaxe.
Heuschrecken wurden dagegen in der Tora erlaubt, später aber aus rabbinischer Sicht verboten, weil die ursprünglich erlaubten vier Heuschreckenarten (vgl. Lev 11,20-22 ) nicht mehr sicher bestimmt werden konnten. Bei Sepharden wiederum ist der Genuss von bestimmten Heuschrecken erlaubt. Die Arben werden heute als Wanderheuschrecken betrachtet, vier spezifische Arten gelten als koscher. Traditionell galt der Grundsatz: „Die Tora hat nicht verboten, was man mit bloßem Auge nicht sieht.“ (Aruch haSchulchan, Jore Dea 84,36) Nach Kenntnisnahme von Mikroorganismen in neuerer Zeit wurden sie als von der Tora verbotenes „Gewimmel“ (Lev 11,43 ) klassifiziert. Dies führte zu einer Verschärfung der Kaschrut.

### Novel Food
Unter verbotene Tiere fallen die Larven von Schwarzkäfer-Arten wie Mehlkäfer (Mehlwürmer), Großer Schwarzkäfer, Hausgrillen (Heimchen) oder Getreideschimmelkäfer, die als Speiseinsekten für den menschlichen Verzehr und den Einsatz in verarbeiteten Lebensmitteln gezüchtet werden, in Europa als neuartige Lebensmittel (Novel Food) gelten und von der EU zugelassen wurden.

### Tierprodukte
Nach rabbinischen Vorschriften gelten alle Produkte von koscheren Tieren ebenfalls als koschere Lebensmittel. So ist die Milch eines koscheren Tieres (Kuh, Ziege) selbst koscher, während die eines nichtkoscheren Tieres (z. B. Pferd) nicht erlaubt ist. Eine Ausnahme bildet der Honig, der als koscher gilt, obwohl er von einem nichtkoscheren Tier (Biene) hervorgebracht wird.

### Vegane Ernährung
Fleisch ist in den meisten traditionellen jüdischen Häusern ein wesentlicher Bestandteil der Mahlzeiten am Schabbat und Jom Tow (Feiertag). Obwohl der Schulchan Aruch als auch die Mischna Berurah, ein für streng religiöse aschkenasische Juden bis heute verbindlicher sechsbändigen Kommentar des Schulchan Aruch von Israel Meir Kagan den Fleischverzehr nachdrücklich fördern, verpflichtet die Halacha nicht, Fleisch zu essen. Vegane Ernährung oder eine vegetarische Ernährung stehen nicht im Widerspruch zu jüdischen Speiseregeln. Die meisten Gelehrten sind der Ansicht, dass der moderate Verzehr von Fleisch vollständig mit der Tora vereinbar sei. In Israel leben jedoch weltweit die meisten Veganer.

## Tierhaltung
Mehrfach ist in der hebräischen Bibel vom „guten Hirten“ die Rede, der die Bedürfnisse seines Viehs kennt (Ez 34 ; Ps 23 ). Es sind verschiedene Voraussetzungen für eine Schlachtung koscherer Tiere einzuhalten. Hierzu gehört eine artgerechte Haltung („Du sollst dem Ochsen, der da drischt nicht das Maul verbinden“ (Dtn 25,4 )), deshalb sind beispielsweise Tiere aus Massentierhaltung verboten. Das Tier muss möglichst stressfrei zur Schlachtung geführt werden, woraus sowohl ein Verbot eines langen Tiertransports resultiert, als auch das hintereinander Treiben der Tiere zur Schlachtbank. Es muss zur Schlachtung hingelegt werden und darf nicht hingeworfen werden. Zur Schlachtung vorgesehene Tiere dürfen das vorangehende Schlachten eines Tieres nicht mitbekommen. Das Tier muss gesund und unverletzt sein, deshalb ist auch eine vorausgegangene Enthornung, das Kupieren von Schwänzen oder die Kastration verboten. Tiere dürfen auch nicht während einer Jagd erlegt worden sein. Bei der Jagd kann es vorkommen, dass die Beute nicht sofort tot ist und auch nicht ordnungsgemäß entblutet wird. Der Talmud rät grundsätzlich von der Jagd ab, insbesondere als Hobby, da sie tierquälerisch sei (Chullin 60b). Ebenso ist Vogelfang verboten. Jagd und Vogelfang verletzen das jüdische Verbot von צער בעלי חיים Za’ar Baalei Chajim (vermeidbare Grausamkeit gegen Tiere). Der brütende Vogel soll nicht als Jagdbeute dienen (Dtn 22,6 ), damit man nicht Mutter und Junge oder Eier zusammen esse. Auch der Verzehr von Gänsestopfleber (hergestellt durch die gewaltsame Fütterung der Gänse) damit auch Gänseleberpastete und bestimmtes Kalbfleisch (das blutarme Fleisch von Kälbern, denen Licht und Bewegung versagt werden) ist deshalb verboten. Der Verzehr von Fleisch, das von einem lebenden Tier abgetrennt wurde, ist verboten, auch wenn es sich nur um kleinste Mengen handelt.

## Schächten

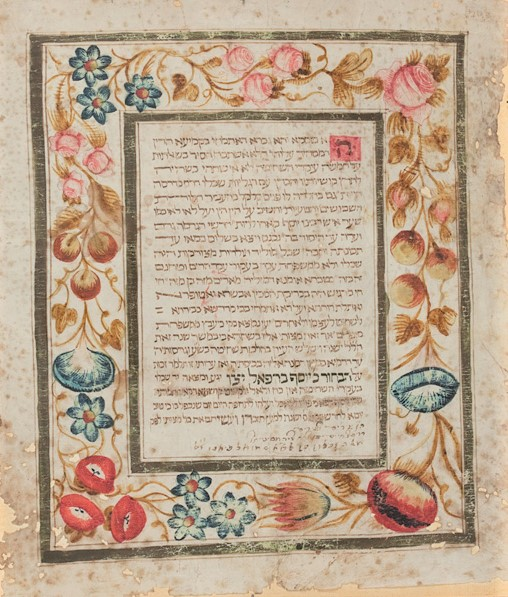
Schächtbewilligung aus Rom, 1762. Heute im Jüdischen Museum der Schweiz.

Die Tora nennt drei Stellen, die den Verzehr von Blut und Fleisch verbieten: „Jedoch Fleisch, worin das tierische Leben, nämlich das Blut, ist, sollt ihr nicht essen“ (1. Buch Mose 9,4). „Und jeder aus dem Haus Israel und von den Fremden in eurer Mitte, der irgendwelches Blut isst – gegen die Blut essende Seele richte Ich mein Angesicht und lasse sie aus der Mitte des Volkes entwurzeln“ (3. Buch Mose 17,10). „Nur bleibe fest, dass du nicht das Blut isst; denn das Blut ist die Seele. Und du sollst die Seele nicht mit dem Fleisch essen“ (5. Buch Mose 12, 23). Das rabbinische Judentum hat aus diesem Verbot weitreichende Vorschriften deduziert, die das Bereiten des koscheren Fleisches betreffen. Die christliche Ritualmordlegende, wonach Juden angeblich das Blut von Christenkindern für ihre Matzen beim Pessachfest und zu verschiedenen magischen oder medizinischen Zwecken benötigten, kam 1144 im englischen Norwich erstmals auf und breitete sich sukzessive bis in das 20. Jahrhundert in ganz Europa aus. Sie zeugt von der Unkenntnis eines der wichtigsten Verbote der jüdischen Speisevorschriften.
Nach diesen muss das koschere Tier geschächtet werden, damit das Blut des Tieres möglichst vollständig herausfließt. Maimonides schreibt in seinem Buch Führer der Unschlüssigen, dass es bei manchen antiken Völkern Brauch war, Blut zu trinken, um damit eine Verbindung zu einem Dämon oder einer Gottheit herzustellen. Hinter solchem Blutgenuss steht die Vorstellung, man könne durch die Vereinigung mit übersinnlichen Mächten mehr über die eigene Zukunft erfahren. Das Blutverbot soll die Juden vom Götzendienst abhalten. Nach biblischer Vorstellung ist das Blut der Sitz der Seele, die mit mehreren Begriffen umschrieben wird: hebräisch נפש nefesch (lit. „Lebewesen“), נְשָׁמָה neschama (lit. „Atem“) und רוח ru'ach (lit. „Wind“), חיה chajah (lit. „Leben“) und יחידה jechidah (lit. „Singularität“). Es darf daher keinesfalls verzehrt werden. Nefesch ist „das, was Menschen und Tiere zu Lebewesen macht.“ Damit wird im Judentum beachtet, dass auch Tiere eine Seele besitzen. „Die Nefesch ausgießen“ bedeutet, ein Lebewesen zu töten. Das Blut von Geflügel und Wild muss begraben (mit Erde/Sand bedeckt) werden (hebräisch כיסוי הדם Kissui HaDam; Leviticus 17:11). Nichtgeschächtetes Fleisch wird als נְבֵלָה Nevela (Aas) angesehen.
Das Schächten galt als die schonendste Art, ein Tier zu töten. Das Schächten diente also dazu, weniger schonende Schlachtmethoden nichtjüdischer Kreise zu vermeiden.
Nicht geschächtetes Fleisch steht vom Status her dem Schweinefleisch gleich. Jüdische Kreise sind der Ansicht, dass auch moderne Betäubungsverfahren das Tier vor dem Schlachten töten können und dann nicht schmerzärmer als der Schächtschnitt sind. Im orthodoxen Judentum wird daher daran festgehalten auf Betäubung zu verzichten, während im Reformjudentum der Verzehr von unter Betäubung entbluteten Tieren erlaubt ist.

### Fleischbeschau
Auch eine Fleischbeschau (בְּדִיקַת Bedika „prüfen“) ist seit Jahrtausenden vorgeschrieben, mit der Veränderungen am Fleisch ausgeschlossen sein müssen – es muss תמים tāmîm vollkommen/einwandfrei sein, sonst darf das Fleisch nicht verzehrt werden. Ursprünglich wurden im Talmud acht verschiedene Erkrankungen und Anomalien (טריפות treifot) aufgezählt, die ein Tier nicht koscher machen. Sie wurden in der Mischna um weitere 18 und durch Maimonides auf 70 aufgestockt. Wenn ein Tier dem Anschein nach noch gesund ist, jedoch durch eine Verletzung oder Erkrankung (מוּם Mum, Makel) eine Lebenserwartung von weniger als einem Jahr hat, ist es treife und darf nicht verzehrt werden. Ein häufiger Mum, der das Rind treife macht, ist ein Loch oder eine Verwachsung in der Lunge, weshalb bei der Schlachtung zunächst die Lunge untersucht wird. Die Bezeichnung „glatt“ koscher (eingedeutscht von jiddisch „glat“) bezieht sich dabei auf die Lunge des toten Tieres, die, nach sephardischer und strikter aschkenasischer Auslegung, nach der Schächtung untersucht wurde und als unauffällig befunden wurde. Die Bezeichnung „glatt“ koscher gilt nur für Fleisch von größeren Tieren, wird aber auch im Sinne von „strikt koscher“ verwendet. Dabei gibt es grundsätzlich keine Steigerungsform von „koscher“. Entweder ist das Fleisch koscher oder treife. Die den „strikten“ Anforderungen der sephardischen Juden genügende Bezeichnung lautet Chalak Bet Josef (חלק בית יוסף) nach Josef Karo, dem aus Spanien stammenden Verfasser des Schulchan Aruch.

### Fleischvorbereitung
Es ist verboten, den חֵלֶב Chelev eines Tieres zu essen. Dieser Ausdruck bezeichnet das feste, dichte Fett des Tieres, das an verschiedenen Stellen vorkommt, so beispielsweise an der Niere, am Darm oder am Magen. Der Verzehr des גִּיד הַנָּשֶׁה Gid HaNasche, des Ischiasnervs (oft fälschlich als Sehne bezeichnet) ist ebenfalls verboten. Ebenso wird der Muskelstrang über dem Hüftgelenk nicht gegessen (Gen 32,33 ). Daher werden diese Bestandteile durch einen מנקר Menaker entfernt, bevor das Fleisch zubereitet werden darf (Mischna Chullin, 7). Dieser Prozess wird ניקור Nikur (auch: „Porschen“) genannt, bei dem das Fleisch eines erlaubten Tieres koscher gemacht wird. Die Grundlage für diese Praxis ist 3. Mose 7:23: „Du sollst keinen fetthaltigen Talg essen, sei es von Rindern, Schafen oder Ziegen.“ Darüber hinaus ist das Fleisch vor der Zubereitung zu wässern, zu salzen und zu spülen, um das im Fleisch verbliebene Blut weitestgehend zu minimieren. Das Einsalzen erfolgt mit grobkörnigem Salz, wonach das Fleisch über ein Gitter oder Sieb gelegt wird, um ein Abtropfen zu ermöglichen. Es bleibt dort für eine Dauer, in der eine biblische Meile (2000 Schritte, etwa 1,8 km) gegangen wird (ca. 18–24 Minuten). Anschließend werden die Salzreste mit Wasser abgespült und das Fleisch gegart. Die Leber und das Herz müssen vor dem Einsalzen der Länge und Breite nach aufgeschnitten werden und werden durch das Braten „gekoschert“. Dies gilt auch für Geflügel, aus dem Leber und Herz vor dem Kochen/Braten entnommen und gesondert gebraten werden müssen. Generell muss Fleisch durchgebraten sein. Ein Steak muss deshalb „well done“ (gut durchgebraten) werden und nicht „rare“ (roh) oder „medium rare“ (halbroh).

## Fleischig und milchig

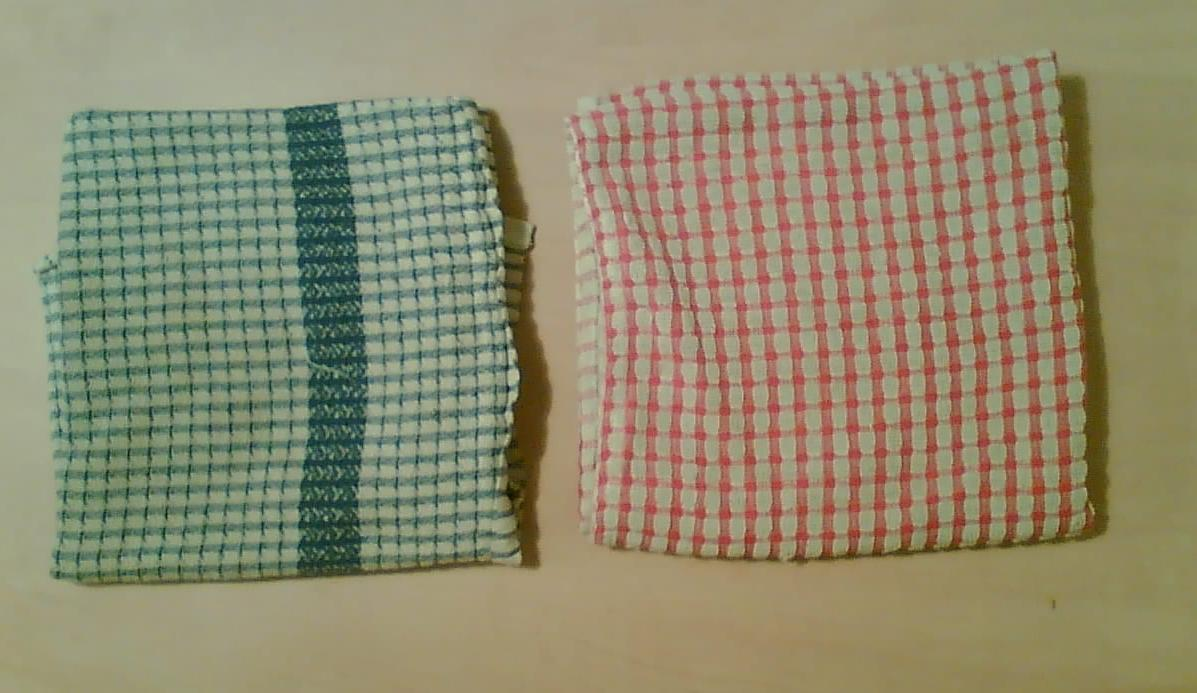
Verschiedenfarbige Geschirrtücher für fleischiges und milchiges Geschirr

Vor allem rabbinischen Ursprungs ist die grundsätzliche Unterscheidung von fleischigen (hebräisch בשרי basari) und „milchigen“ (hebräisch חלבי chalawi) Speisen, welche als Weiterentwicklung des Gebotes gilt: „Du sollst ein Zicklein nicht in der Milch seiner Mutter kochen.“ (Ex 23,19  sowie Dtn 14,21 ) Bereits Philon von Alexandria befasste sich eingehend mit diesem Gebot und schlug unter anderem folgende Erklärung vor: „Wenn die Natur, um das Überleben der Art besorgt, die Milch fliessen lässt, dann ist es abnorm, wenn die Unmässigkeit der Menschen soweit geht, dass sie sich der Quelle des Lebens genau dazu bedient, den Körper zu zerstören, der überleben sollte.“
Danach sind fleischige Speisen nicht nur Fleischprodukte, sondern alle Lebensmittel, in denen Fleischprodukte verarbeitet sind, während milchige Lebensmittel all diejenigen sind, in denen Milch oder Produkte aus Milch enthalten sind. Diese Unterscheidung ist für die Kaschrut deshalb wichtig, weil der gleichzeitige Verzehr von fleischigen und milchigen Speisen verboten ist und milchige Speisen nach dem Verzehr von fleischigen erst nach einer geraumen Zeit (je nach Tradition unterschiedlich, zwischen drei und sechs Stunden) gestattet sind; die umgekehrte Reihenfolge erfordert einen kürzeren Zeitraum (meist eine Stunde) – offenbar wegen der schnelleren Verdauung milchiger Speisen. So wird bei einem mehrgängigen Menü die Trennung eingehalten: Nach einem Fleischgericht wird nicht etwa ein Käsekuchen als Nachtisch gereicht, sondern beispielsweise ein Obstsalat.

### Geschirr
Vor allem im aschkenasischen Judentum hat sich zudem die Unterscheidung von fleischigem und milchigem Geschirr durchgesetzt, so dass fleischige Speisen nicht vom milchigen Geschirr gegessen werden dürfen und umgekehrt, damit eine Kontamination beider Essenssorten vermieden wird. Aus diesem Grund hat eine Küche von observanten Juden, also denjenigen, die die strenge rabbinische Auslegung der biblischen Gesetze befolgen, oft vierfaches Kochgeschirr, Geschirr und Besteck – jeweils eines für milchige und fleischige Speisen und zwei ebensolche für Pessach, an dem Gesäuertes verboten ist. Besteck wird beispielsweise dadurch gekennzeichnet, dass milchiges Besteck mit einem Loch am Stiel versehen wird. Ferner gehört die Möglichkeit zum getrennten Geschirrspülen dazu (zwei Sortimente an Spülgeräten oder auch zwei Spülmaschinen). Milch und Fleisch müssen in verschiedenen Töpfen und Pfannen gekocht beziehungsweise gebraten werden. Jedoch genügt nur ein Kühlschrank. Bei Wärme (die laut Halacha „so stark ist, dass die Hand davor zurückschreckt“; יד סולדת בו jad soledet bo), etwa über 45 °C, beginnt ein Erhitzungsprozess, bei dem sich die Gerüche – und damit eventuell der Geschmack – der verschiedenen Speisen vermischen könnten. Dies ist jedoch im Kühlschrank nicht der Fall.

### Restaurants

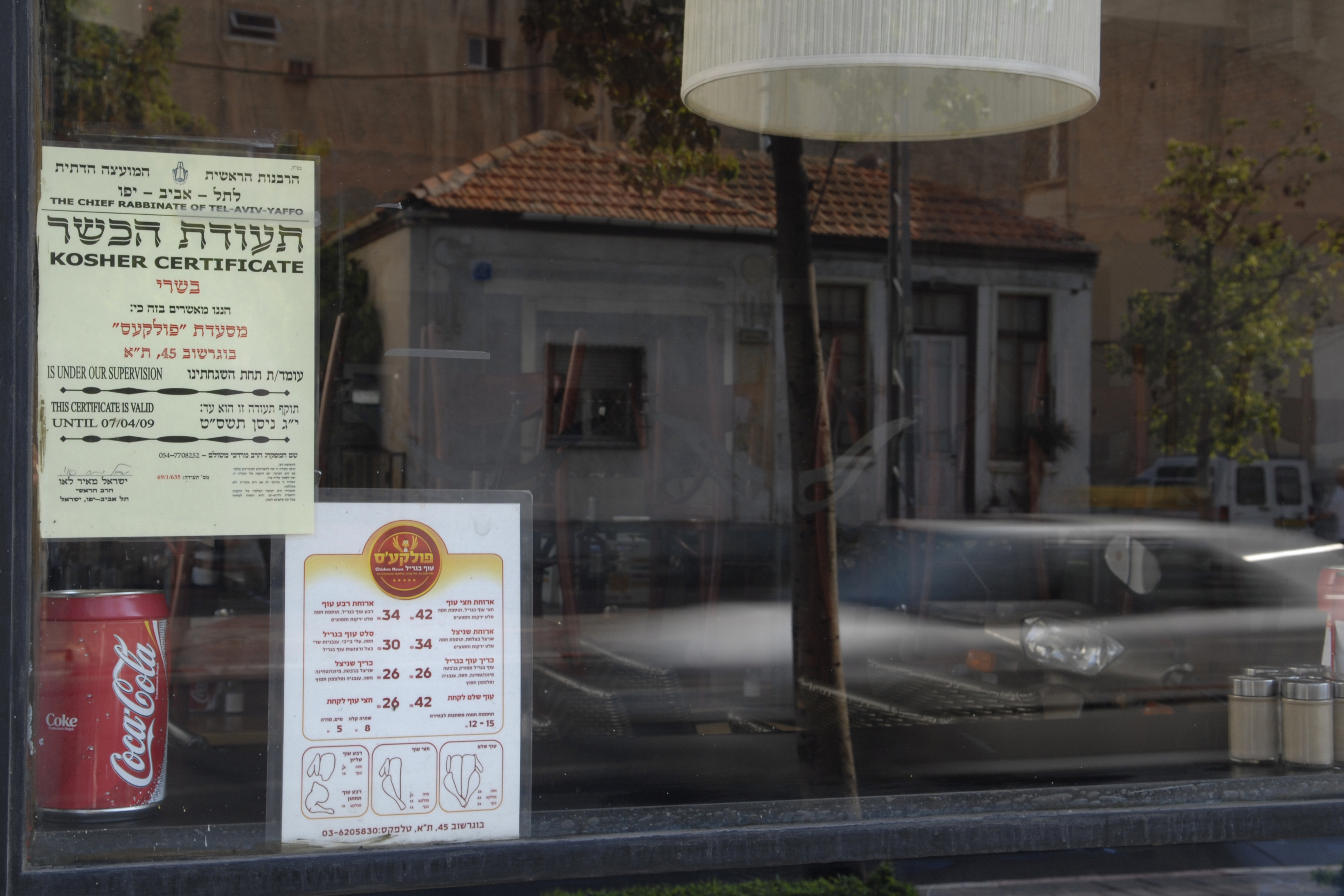
Hechscher (Koscher-Zertifikat) in einem Restaurant in Tel Aviv

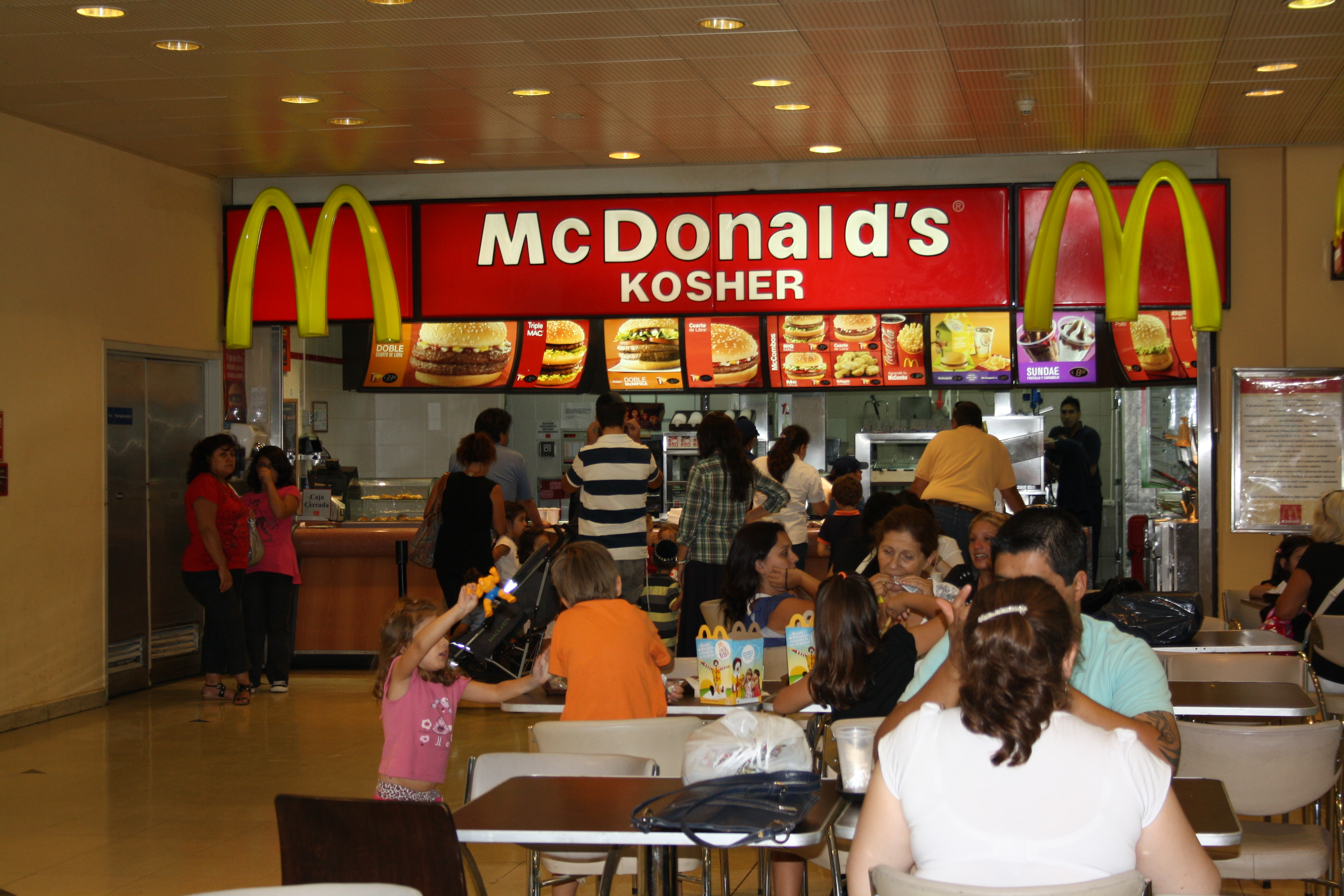
Koscheres McDonald’s Restaurant, Buenos Aires

Koschere Restaurants bieten meist entweder nur „milchige“ oder nur „fleischige“ Gerichte an. Es gibt aber auch Restaurants, die beides anbieten und dabei dennoch die Regeln der Kaschrut einhalten. Hierzu wird eine Milchküche und eine Fleischküche vorgehalten, die die strikte Trennung der Zubereitung von Milch- und Fleischspeisen und deren Küchengeräten ermöglichen. Die Unterscheidung wird beim Servieren der Speisen beibehalten, indem verschiedenfarbige Tischdecken, Servietten, Teller und Besteck jeweils für milchige und fleischige Speisen verwendet werden. So kann ein Gast milchige Speisen, ein anderer Gast fleischige Speisen – selbst am gleichen Tisch – verzehren. In Israel haben alle 5-Sterne-Hotels eine koschere Küche. Hätten sie keine koschere Küche, dürften sie keinen fünften Stern erhalten. Nachdem in Israel 70 % der Bevölkerung koschere Restaurants aufsuchen, hat ein Hechscher (ein Koscher-Zertifikat) für die Restaurants eine existenzielle Bedeutung. Koschere Restaurants sind oft am Schabbat und jüdischen Feiertagen geschlossen. In denjenigen, die geöffnet haben, muss man im Voraus reservieren und das Essen im Voraus bezahlen, da das Bezahlen, beziehungsweise das Berühren von Geld (מוקצה Muktza), an diesen Tagen verboten ist. Am Schabbat darf man weder Handel treiben noch etwas kaufen. Alle Speisen müssen – wegen des Kochverbots – am Vortag zubereitet worden sein.
90 Prozent der Jerusalemer Restaurants sind koscher. In Tel Aviv sind es 49 Prozent.

## Neutrale Lebensmittel
Neben dieser Unterscheidung („fleischig“ und „milchig“) gibt es eine dritte Kategorie von Lebensmitteln, die man als פרווה parve, neutral, bezeichnet. Hierzu gehören nicht nur sämtliche Obst-, Gemüse- und Getreidesorten, sondern auch Eier, Honig und Fisch. Diese neutralen Lebensmittel können, mit Ausnahme von Fisch, sowohl zusammen mit fleischigen als auch mit milchigen Speisen verzehrt werden. Fisch gilt zwar als parve, darf aber nach den Vorschriften nicht zusammen mit Fleischigem zubereitet oder verzehrt werden. Es ist jedoch erlaubt, sie bei derselben Mahlzeit nacheinander von getrenntem Geschirr zu essen. Die Gesetzesausleger des sephardischen/orientalischen Judentums verbieten es, Fisch und Milch zusammen zu essen, aber es gibt auch welche, die das Braten von Fisch im Milchprodukt ‚Butter‘ erlauben. Gelatine aus koscheren tierischen Quellen (die rituell geschlachtet wurden) ist parve. Andere gelatineähnliche Produkte aus nichttierischen Quellen wie Agar und Carrageen sind von Natur aus parve.

## Eintauchen der Ess- und Kochutensilien in eine Mikwe
Das Eintauchen von Lebensmittelgebrauchsgegenständen aus Metall und Glas (טְבִילָה כֵּלִים Tewilat Kelim) in eine מִקְוֶה Mikwe, ein rituelles Tauchbad, dient der Beseitigung einer rituellen Unreinheit und muss vor dem Gebrauch erfolgen. Auch elektrische Geräte, die zur Vorbereitung der Nahrungsmittel dienen und das Essen direkt berühren, müssen eingetaucht werden, wie beispielsweise ein Toaster, eine Fritteuse, ein Elektrogrill oder ein elektrischer Wasserkocher. Jedes natürliche, ruhende Gewässer kann als koschere Mikwe dienen, jedoch unter der Bedingung, dass es mindestens 360 Liter Regenwasser enthält. Vor dem Eintauchen sind alle Gegenstände zu kaschern sowie alle Etiketten, Klebstoffe, Rostspuren, Unreinheiten oder Essensreste zu entfernen. Die Vorschriften für die Durchführung sind sehr detailliert.

## Zertifizierung (Hechscher)

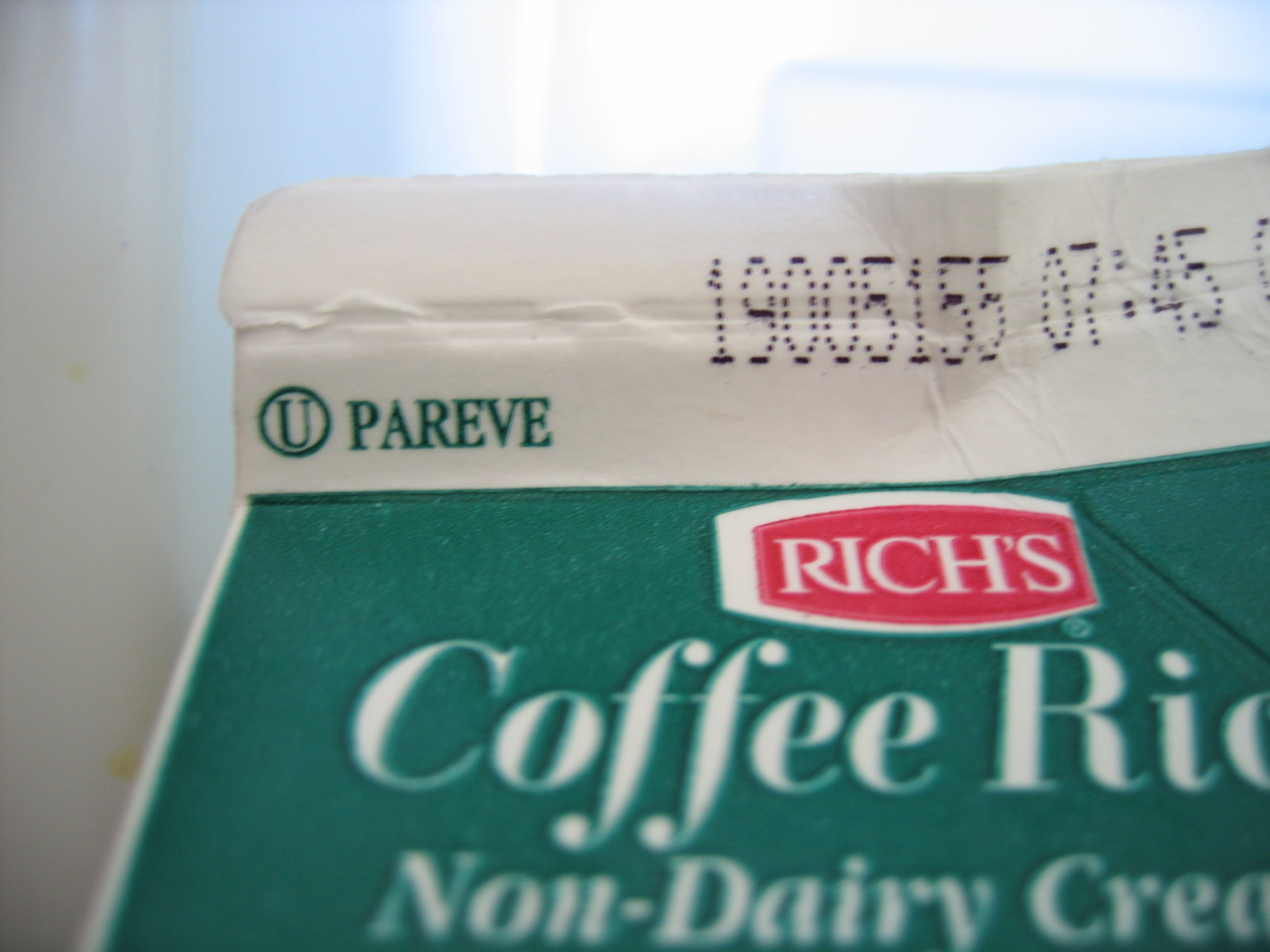
Das eingekreiste U wird von der Orthodox Union zur Auszeichnung koscherer Lebensmittel in den USA verwendet. „Pareve“ bedeutet, dass darin weder milchige noch fleischige Bestandteile enthalten sind.

Um die Speisevorschriften im orthodoxen Judentum einzuhalten, müssen die Produkte, meist Lebensmittel, zertifiziert werden, damit Gewähr besteht, dass sie diesen Vorschriften entsprechen. Die Zertifizierung, (hebräisch הכשר Hechscher), ist in Israel und den Vereinigten Staaten von Amerika wie eine Art Siegel auf der Verpackung angebracht oder in entsprechenden Geschäften (z. B. in Bäckereien, Metzgereien) oder Restaurants ausgehängt. Fleisch erhält eine Plombe. Die Überwachung der religiösen Vorschriften wird von einem Maschgiach (hebräisch משגיח Beobachter) vorgenommen und von einem Rabbinat verantwortet. Ein Maschgiach kann von einem מפכח Mefakeach kontrolliert werden, ob dieser die Überprüfung aller jüdischen Speisegesetze korrekt durchgeführt hat. Hechscharim werden von zahlreichen Rabbinaten vergeben und können voneinander abweichen. Als שּׁוֹמֵר Schomer (Wächter) wird eine fromme Person zur Überwachung der Herstellung von Nahrungsmitteln bezeichnet. Eine Frau wird jiddisch Schaumeres genannt.
Ein Hechscher „Koscher für Pessach“ bedeutet, dass ein Produkt das ganze Jahr über koscher ist, aber auch an Pessach genossen werden darf.

### Verschärfungen

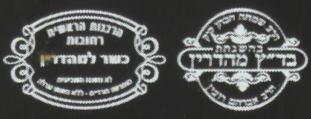
Mehadrin-Koscherzertifikat

In Israel, teilweise auch in anderen Ländern, werden Hechscharim, die auf einer Interpretation der Religionsgesetze beruhen, die über das strikt notwendige hinausgehen, mit dem Zusatz le’mehadrin (ausgeschmückt) als koscher le’mehadrin (hebräisch כשר למהדרין) versehen. Eine weitere Steigerung lautet le’mehadrin-min–ha’mehadrin (hebräisch למהדרין מן המהדרין).
Eine moderne Sicht der Kaschrut schließt eine bewusste Ernährung, die auch auf einem nachhaltigen Konzept von Gerechtigkeit (צדק Zedek) baut, mit ein. In den USA entwickeln Teile der jüdischen Lebensmittelbranche hierfür den Begriff הכשר צדק Hechscher Zedek (Gütesiegel nach Gerechtigkeitskriterien, eine Art jüdisches fair trade). Koscher sind danach nur Lebensmittel, die zusätzlich zu den rituellen Kriterien sozialen und ökologischen Anforderungen entsprechen – beispielsweise in Bezug auf die Entlohnung der Arbeiter oder einer artgerechten Tierhaltung.
Auf Arthur Waskow geht das Konzept Eco-Kaschrut zurück, das jüdische Speisevorschriften und Nachhaltigkeit in Verbindung bringt. So soll etwa Gemüse und Obst nicht gegessen werden, bei deren Anbau der Erdboden mit Pestiziden behandelt wurde. Die Begriffsprägung Eco-Kaschrut stammt von Zalman Schachter-Shalomi.

### Koscherlisten
In Deutschland und anderen Ländern, wo wenig observante Juden leben, werden die Lebensmittel oft nicht eigens mit einem Hechscher versehen, vielmehr werden Lebensmittel, die den jüdischen Speisegesetzen entsprechen und deren Verzehr für religiöse Juden unbedenklich ist, in einer umfangreichen Liste aufgeführt, beispielsweise durch Vaad Ha Kaschrus der Berliner Jüdischen Gemeinde Kahal Adass Jisroel, die auch online abrufbar ist. Lediglich koschere Metzgereien oder Bäckereien, soweit es sie in diesen Ländern gibt, stehen unter einer besonderen Aufsicht und sind zertifiziert.

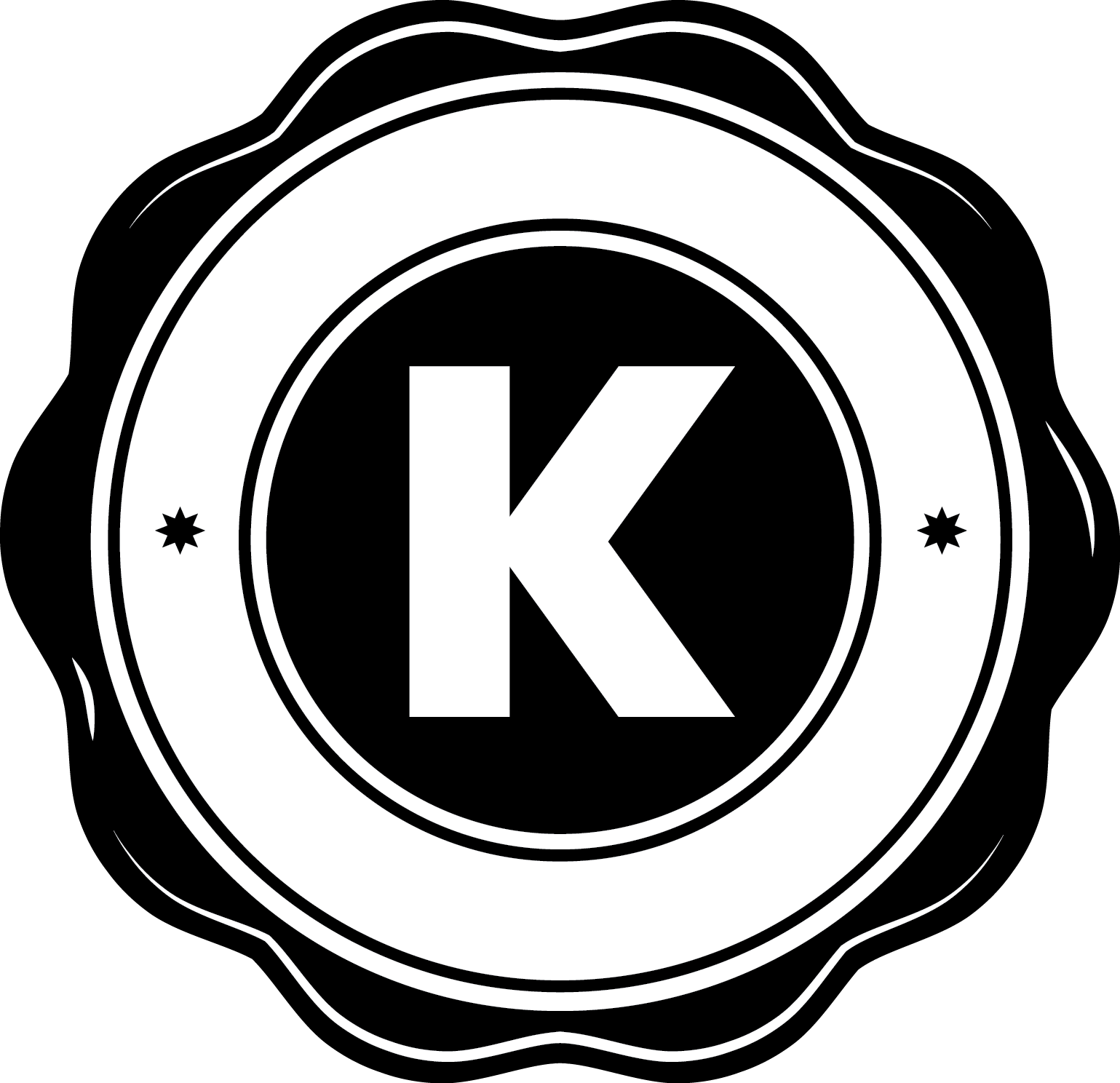
K-Logo für koschere Speisen
Orthodox Union Kashrut-Zertifikat
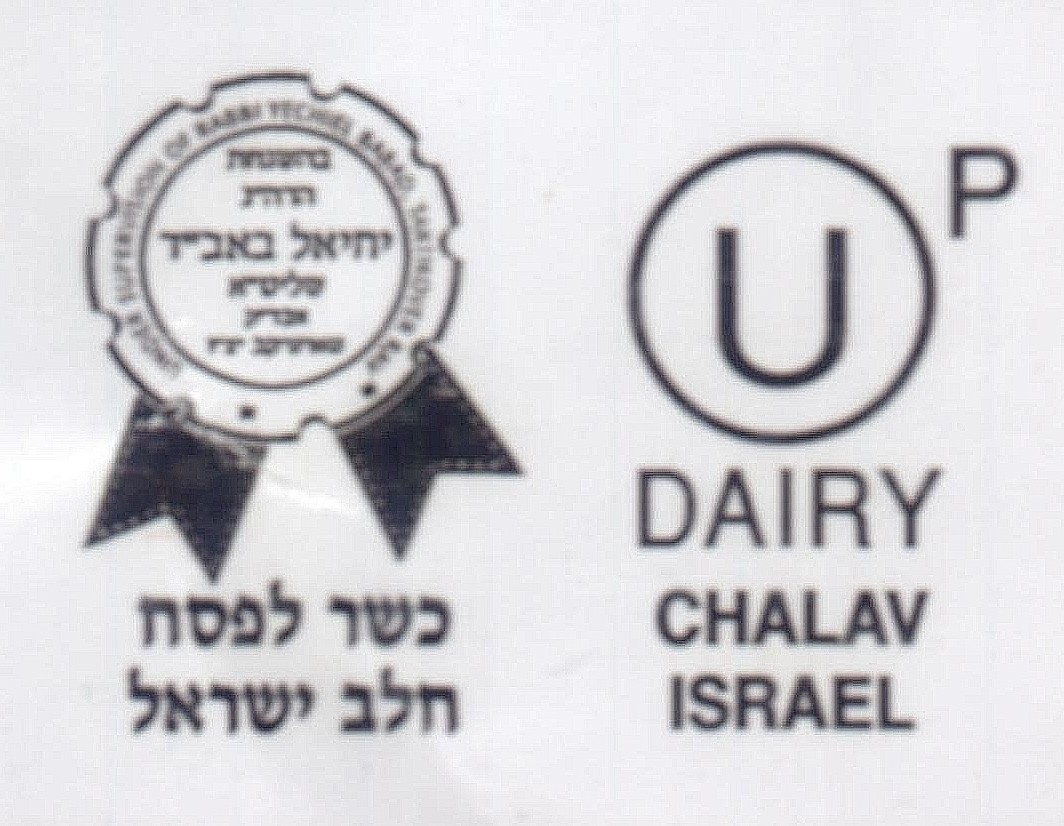
Koscher (milchig) für Pessach Zertifikat
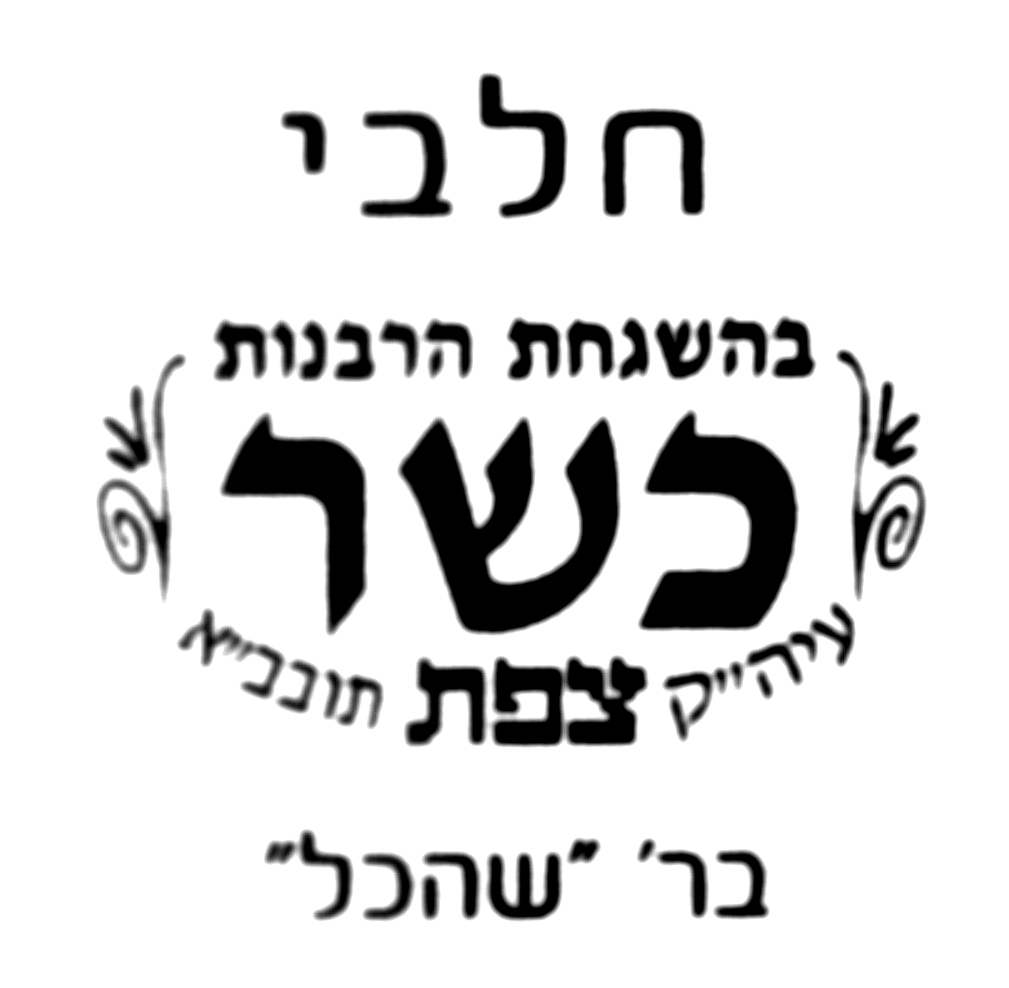
Koscher (milchig) Zertifikat

## Besonderheiten
Die Einhaltung der jüdischen Speisegesetze mit all ihren Feinheiten ist eine Wissenschaft für sich. In einer lexikalischen Übersicht kann nur ein grober Überblick dargestellt werden. Als Grundsatz gilt, dass selbst eine kleine Spur von unkoscherer Substanz – schon bereits ab 1⁄60 (1,66 %; ביטול בשישים Bitul me-schischim) der Speisenmenge und manchmal sogar weniger als das – die gesamte Speise unkoscher macht. Umgekehrt gilt jedoch laut Awoda Sara 69A auch: Das Volumen einer Olive an Milch mit 60 Volumenanteilen Fleisch gilt als nichtig gemacht und ist daher erlaubt. Das heißt, dass durch Minderung des unkoscheren Anteils auf 1⁄60 oder weniger (im Beispiel Milch) nach Zugabe von zusätzlichen koscheren Bestandteilen die Speise wieder als koscher gilt.

### Wein

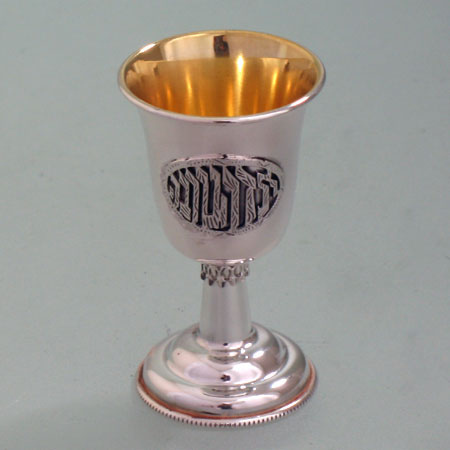
Kidduschbecher

Im Judentum sind alkoholische Getränke erlaubt, teilweise sind sie Bestandteil der Religionsausübung, wie beispielsweise der Genuss von Wein am Eingang des Schabbats (mit den Segenssprüchen über Wein (קידוש Kiddusch) und Brot) und am „Schabbatausgang“ (hebräisch מוצאי שבת Motza’e Schabbat). Am Trauertag Schiwa Assar beTammus trinkt ein kleines Kind den Hawdala-Wein (bzw. Traubensaft), der den Erwachsenen, ebenso wie Fleischgenuss, an diesem Tag verboten ist. An Purim (an dem man vier Becher Wein trinken und deshalb sogar angetrunken sein muss) oder am Sederabend zu Pessach und anderen Feiertagen wird ebenso Wein genossen. Nur die Priester (כהנים Kohanim), die den Dienst im Tempel verrichteten, durften weder Wein noch andere berauschende Getränke trinken. (3. Mose 10,9 ) Die Nasiräer leisteten einen Eid der Askese, die jeglichen Genuss von alkoholischen Getränken sowie Weintrauben, Rosinen und Essig verbot. Während des Schiv’a-Sitzens, den sieben Trauertagen nach dem Tod eines nahen Verwandten, darf kein Wein getrunken werden.
Obwohl Trauben-Wein ein pflanzliches Produkt ist und daher keiner spezifischen Kaschrut-Vorschrift unterliegt, ist es für orthodoxe Juden dennoch notwendig, nur Traubenwein mit einem Koscher-Zertifikat (יין כשר jajin kascher) zu trinken. In der Tora findet sich im Wochenabschnitt Ha'asinu ein Hinweis darauf: „Wo sind ihre Götter, die das Fett ihrer Schlachtopfer essen sollten und trinken den Wein ihrer Trankopfer?“ (5. Mose 32,37-38 )
Es gibt drei Arten von Weinen, deren Genuss verboten ist:
- Den Trinkopfer-Wein (יין נסך Jajin Nesech), von dem es verboten ist, irgendeinen Nutzen zu ziehen, und von dem eine enthaltene Menge von der Größe einer Olive eine schwerwiegende Verunreinigung verursachen würde;
- Wein סתם יינם Stam Jejnam („von einem Nichtjuden stammend“), von dem es ebenfalls verboten ist, irgendeinen Nutzen zu ziehen, wobei ein Viertel eines Logs (≈ 0,125 Liter), Getränke (oder Lebensmittel) unrein macht;
- Wein (eines Israeliten) (יינו), der bei einem „Götzendiener“ deponiert wurde und deshalb nicht getrunken werden darf, aber dessen Nutzung erlaubt ist.

Dies wird damit begründet, dass Traubenwein auch in anderen Religionen eine rituelle Bedeutung hatte und hat. Es sollte damit der Gefahr begegnet werden, dass ein Wein getrunken wird, der beispielsweise im Rahmen von Götzendienst getrunken wird.

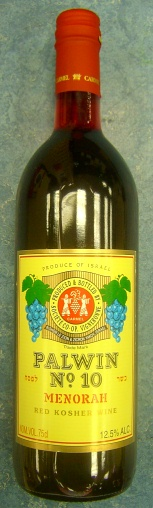
Koscherer Wein jajin mevuschal

Für das karäische Judentum, eine biblische Strömung des Judentums, ist koscherer Wein eine Erfindung und in der Thora werde koscherer Wein nicht erwähnt. Die Karäer behaupten, dass koscherer Wein erstmals während der Zeit des zweiten Tempels in Jerusalem im 1. Jahrhundert mit der Geburt des pharisäischen Judentums unter römischer Herrschaft auftauchte. In einem nichtreligiösen, aber rein sozialen und politischen Kontext erfanden die damaligen Rabbanim den sogenannten „koscheren“ Wein und verankerten ihn in ihrem mündlichen Recht.
Seitdem ist es üblich geworden, dass nur der Wein aus Trauben, der in der Produktion von hierfür beauftragten Juden begleitet wird, als koscherer Wein gilt und entsprechend zertifiziert ist. In den Weinbergen darf zwischen den Weinstöcken weder Obst noch Gemüse angepflanzt werden. Die ersten vier Jahre darf die Ernte nicht zur Weinproduktion benutzt werden. Zwei Monate vor der Ernte darf organisch nicht mehr gedüngt werden. Enzyme und zugeführte Bakterien sind unzulässig. Die auf der Schale befindlichen Bakterien allein regen die Fermentation an. Es ist verboten, dem Wein Zusätze wie Zucker beizumischen. Lediglich Papierfilter sind zulässig. Eine mehrmalige Füllung der Flaschen ist nicht zulässig. Nur einmalige Füllung ist gestattet. Die Erntegeräte werden unter Aufsicht eines Rabbiners gesäubert und ein kleiner Teil des Weines muss verschenkt werden. Dies erfolgt im Gedenken an das Erstlingsopfer, das bis zur Zerstörung des Zweiten Tempels dargebracht wurde. Die Vorschriften gelten auch für Traubensaft und alle Lebensmittel, die Traubenwein oder Traubensaft enthalten oder die aus Wein erzeugt werden, wie Sekt, Champagner, Cognac, ebenso wie Liköre, die auf Wein/Cognac-Basis produziert werden sowie Essig und Senf. Auch dürfen koschere Weine und Säfte nicht mittels Gelatine (sogenannte „Gelatine-Tannin-Schönung“) geklärt sein. Apfelessig oder Obstessig (ohne Kräuter) ist erlaubt, Weinessig ist nicht koscher, Branntweinessig hingegen schon. Sollte in einem koscheren Restaurant nichtjüdisches Bedienungspersonal tätig sein, so darf es eine Weinflasche nur mit Handschuhen berühren.
Weine sind auch koscher, die in die Kategorie יין מבושל jajin mevuschal („gekochter Wein“) fallen. Nur derart etikettierte Flaschen dürfen von Nichtjuden geöffnet und von nichtjüdischen Kellnern eingeschenkt werden, ohne dass der Wein dadurch treife wird. Die Regelung geht auf den Schulchan Aruch, Joreh Deah 123,3 zurück. Mevuschal bedeutet, dass der Wein kurzfristig pasteurisiert, demnach auf 90 Grad erhitzt wird. Heute benutzen die meisten koscheren Weinhersteller ein schonenderes Verfahren der Pasteurisierung und erhitzen den Wein nur wenige Sekunden lang auf etwa 71,5 bis 74 Grad. Er wird oft in Restaurants kredenzt, in dem nichtjüdisches Personal bedient.

### Bier
Ein nach dem deutschen, ursprünglich bayerischen Reinheitsgebot hergestelltes Bier aus Hopfen, Malz, Wasser und Hefe, das unter strengen Hygienevorschriften gebraut wird, gilt als koscher. Lediglich während des achttägigen Pessachfestes in der Diaspora und des siebentägigen Pessachfestes in Israel darf kein Bier getrunken werden, da nur Ungesäuertes, also auch nur Ungegärtes, genossen werden darf. Beim Bier ist der Ausgangsstoff Stärke zumeist aus (an Pessach verbotenem) Getreide.

### Sonstige Alkoholika
Branntwein ist erlaubt (oft in Essigen oder Senf enthalten), Weinbrand und Cognac hingegen sind ohne Koscherstempel nicht erlaubt. Obstschnäpse sind in der Regel auch ohne Hechscher erlaubt. Alkohol der Weintraube, Kartoffel oder Mais ist koscher. Bei Wodka kommt es auf die eventuell zugefügten Aroma- und Farbstoffe an. Reiner Wodka ist immer koscher. Alkohol von Melasse, Ölderivaten, verdorbenem Obst oder Obstresten oder der Obstschale ist nicht gestattet und somit nicht koscher.

### Milch/Butter

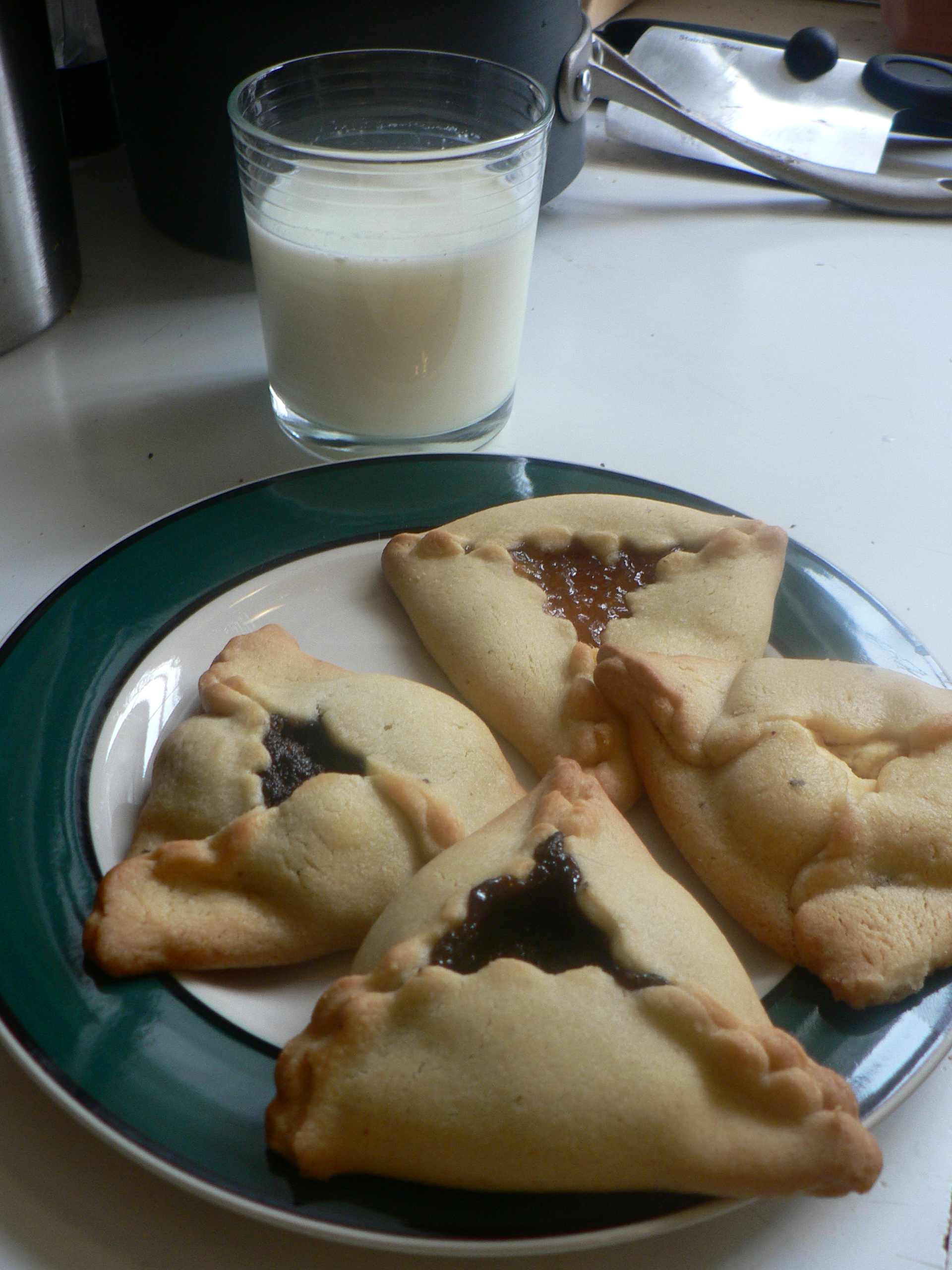
Hamantaschen mit Milch – Traditionelle Nachspeise an Purim

Da Milch in früheren Zeiten durchaus auch Milch von nicht erlaubten Tieren sein konnte, hat es sich eingebürgert, dass auch Milch bezüglich der Kaschrut genau beobachtet wird und nur Milch als koscher gilt, die ein entsprechendes Zertifikat aufweist. Da es heute allerdings gänzlich unüblich geworden ist, Kuhmilch mit Stutenmilch zu strecken (Stutenmilch ist mittlerweile sehr viel teurer), ist zertifizierte Milch, חלב ישראל Chalav Jisrael („jüdische Milch“), nur noch in ultraorthodoxen Kreisen üblich. Gleiches gilt für Butter, wobei akzeptierte Milch und Butter als hebräisch חלב סטם Chalav stam bezeichnet wird. Chalav stam ist eine Klassifizierung, die wörtlich übersetzt „normale Milch“ bedeutet. Dies gilt für Milch, die in einem Land hergestellt wird, in dem aus den staatlichen Vorschriften anzunehmen ist, dass Milch zu 100 % so ist, wie sie gekennzeichnet ist.
Um eine maximale Milchbildung für den menschlichen Verbrauch zu produzieren, werden die Kälber sofort nach der Geburt von den Muttertieren getrennt. Durch diesen Verstoß gegen die ethische Aussage des biblischen Verbots, ist eine solche Milch nicht koscher.
Wenn Kaffee oder Tee mit Milch zu einer fleischigen Mahlzeit getrunken werden soll, wird rein pflanzlicher Kaffeeweißer als Milchersatz verwendet.
Seit Mai 2019 stellt das israelische Start-up-Unternehmen Yofix einen Joghurt nur aus Hafer, Linsen, Sonnenblumenkernen, Sesam und Kokosnuss her, der als parve gilt.

### Käse und Milchprodukte

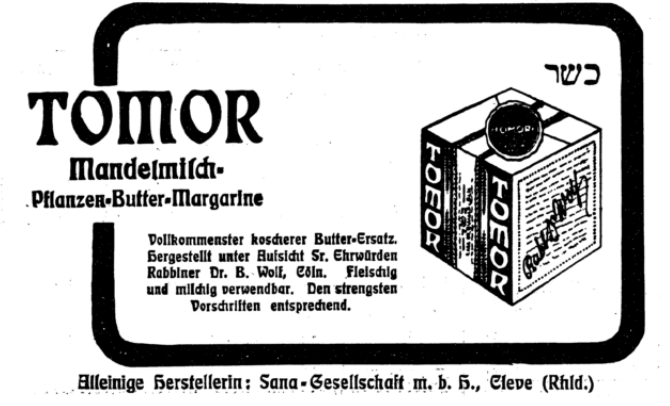
Als koscher gekennzeichnete Margarine aus Mandelmilch, 1912

Auch Käse gilt als ein sensibles Produkt im Blick auf die Kaschrut. Dies hat aber weniger mit der Problematik der Milch zu tun, als vielmehr mit dem Herstellungsverfahren. Käse benötigt zur Gerinnung Lab, das früher stets tierisch war. Dies bringt das Problem mit sich, dass bei der Verwendung von tierischem Lab die Trennung von Milchigem und Fleischigem nicht eingehalten wird. Heute wird Hartkäse aber oft mit mikrobiellem Lab hergestellt. Auch werden viele vegetarische Käse mit Lab-Ersatzprodukten hergestellt und können daher verzehrt werden. Weichkäse, wie beispielsweise Hüttenkäse, Quark oder Frischkäse, gelten nach der Halacha nicht als Käse und sind somit koscher. Saure Sahne, Schmand, Crème fraîche und ähnliche reine Sahneprodukte ohne weitere Zutaten haben denselben Status wie Butter und dürfen deshalb von »Chalaw Israel«-Kunden konsumiert werden. Als Butterersatz wird pflanzliche Margarine verwendet, auch aus Mandelmilch.

### Eier
Mit Rücksicht auf das Tierwohl bei der Tierhaltung dürfen keine Eier aus Legebatterien genossen werden. Eier von koscheren Tieren (z. B. Hühnern) gelten prinzipiell als koscher, allerdings nur, wenn das aufgeschlagene rohe Ei auf Blutspuren untersucht wird und keine vorhanden sind. Gleiches gilt vor der Verarbeitung von Eiern, beispielsweise beim Backen oder der Herstellung von Nudelteig. Etwa 15 % der braunen Eier weisen Gerinnsel wie Blutflecken gegenüber weniger als einem Prozent bei weißen Eiern auf. Weiße Eier dieser Art lassen sich durch eine Durchleuchtung (Schieren) problemlos aussortieren. Wenn eine Blutspur im Inneren des Hühnereis vorhanden ist, darf das Ei nicht gegessen werden. Da die in Eiernudeln enthaltenen Eier in der Regel nicht vorab auf Blutspuren untersucht wurden, sind Eiernudeln ohne Hechscher strittig. Das Gleiche gilt für Eierlikör.

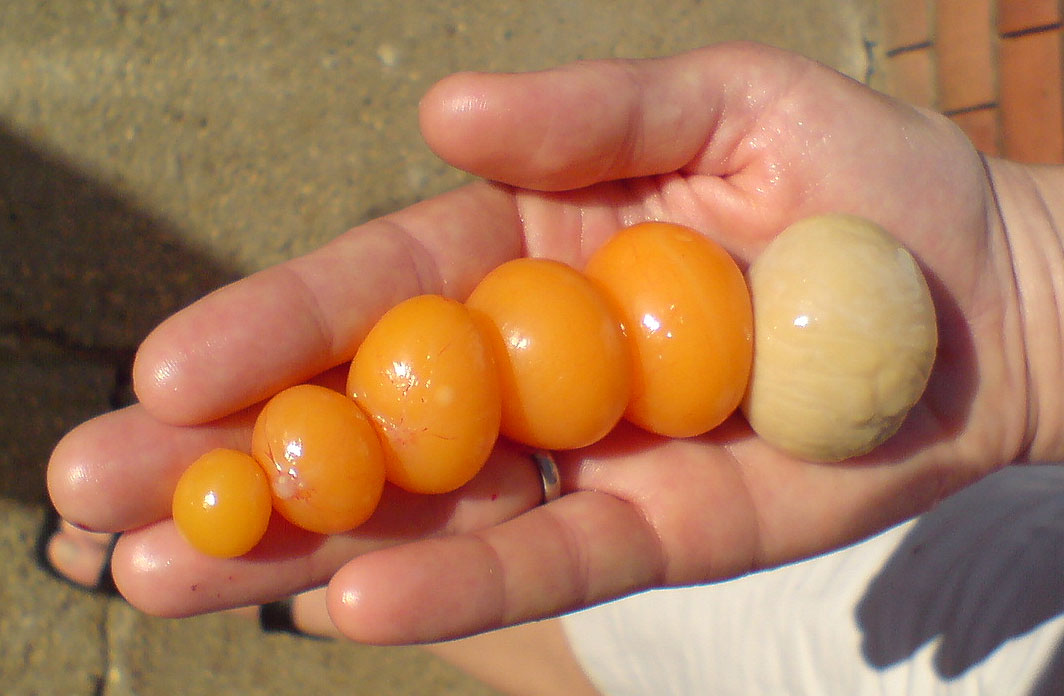
Hühnereier in verschiedenen Entwicklungsstadien, die in einer geschlachteten Henne gefunden wurden

Generell gelten aber Erleichterungen dahingehend, dass man beim Kochen von (weißen) Eiern davon ausgehen kann, dass sich allenfalls im Ausnahmefall ein Ei darunter befinden kann, das eventuell eine Blutspur enthält. Hier gilt ein Mehrheitsprinzip (ביטול ברוב Bitul baRow), das von der Mehrzahl problemloser Eier ausgeht (Schemot, 2. Buch Moses, 23:2). Beim Eierkochen im Haushalt wird deshalb eine ungerade Anzahl von Eiern gekocht und es wird davon ausgegangen, dass mittels Mehrheitsprinzip damit die Mehrzahl der Eier keine Blutspuren enthält und deshalb die Eier insgesamt koscher sind. Andernfalls wäre es unmöglich, ein Frühstücksei oder hartgekochte Eier zu essen. Bei der Zubereitung von Rühreiern, Spiegeleiern oder Omelette ist jedoch jedes rohe Ei einzeln vorab beim Aufschlagen zu prüfen.
Gelegte Eier gelten als parve, das heißt, sie können sowohl zusammen mit fleischigen als auch mit milchigen Gerichten verzehrt werden. Findet man jedoch im Inneren eines Huhns beim Schlachten Eier, so gelten solche Eier als fleischig.
Während Pessach dürfen gefärbte Eier oder Eier mit Stempel auf der Schale aufgrund problematischer Inhaltsstoffe in der Stempelfarbe nicht mit der Schale gekocht werden.

### Gemüse, Obst und Getreide

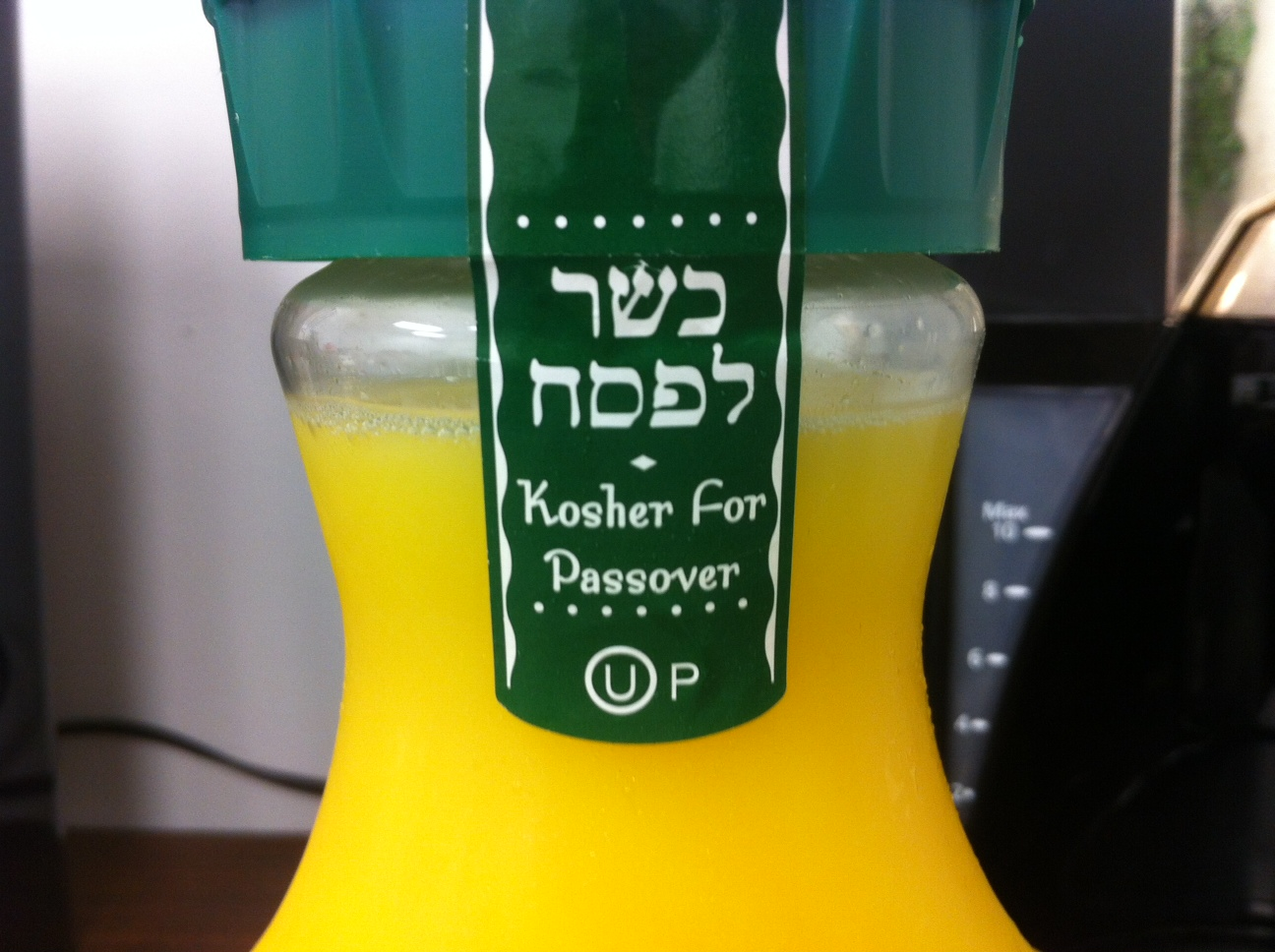
Ein mit dem Hechscher „Koscher für Pessach“ versehener Orangensaft

Obwohl Gemüse parve ist, muss es dennoch genau kontrolliert werden. Vor allem in Frischgemüse wie Feldsalat und Kohl können Insekten, Würmer und kleine Schnecken versteckt sein, die das Gemüse unkoscher machen würden. Die Frucht eines Baumes während seiner ersten drei Jahre heißt ערלה Orlah und darf nicht gegessen werden. Das שמיטה Schemitta (eingedeutscht Sabbatjahr) ist gemäß der Tora ein Ruhejahr für das Ackerland und sonstigen landwirtschaftlichen Anbau in Israel. Nach sechs Jahren der Bewirtschaftung wird das Land – in Analogie zum Schabbat als Ruhetag – ein Jahr lang brach liegen gelassen (Ex 23,10-11 ; Lev 25,1-7 ). Die Früchte unterliegen den Gesetzen von תְּרוּמָה Terumah und „Ma’assarot“, nach denen man den Boden nicht bearbeiten darf. Was verbotswidrig wächst, darf grundsätzlich nicht gegessen werden. Grundsätzlich bedeutet, dass aber Ausnahmen explizit zugelassen sind: Arme und bedürftige Menschen dürfen während der Schemitta Früchte, Gemüse und weitere Produkte ungestraft zum eigenen Verzehr im Brachland einsammeln. Auch in der übrigen Zeit wird an Arme und Bedürftige gedacht. In jedem Feld wird ein kleines Eck nicht geerntet, wo sich diese Personen bedienen können. Ein weiteres Konzept innerhalb der Kaschrut ist hebräisch חדש Chadasch (neues Getreide), das auf der biblischen Anforderung basiert, kein Getreide des neuen Jahres (oder daraus hergestellte Produkte) vor dem jährlichen Omer-Opfer am 16. Nisan (etwa Ende März) zu essen. Dies betrifft fünf Getreideprodukte: Weizen, Gerste, Dinkel, Roggen, Hafer. Getreide, das von diesem Gesetz nicht mehr betroffen ist, wird hebräisch ישן jaschan („alt“) bezeichnet. Biologischer Anbau ist wünschenswert.

### Kaffee, Tee, Gewürze
Kaffee, Tee oder Gewürze sind koscher, wenn es sich um unverarbeitete Produkte handelt, etwa schwarzer, grüner, weißer, Kamillen- oder Pfefferminztee. Demnach sind aromatisierte Tees nicht koscher. Diese Produkte dürfen nicht auf denselben Anlagen verarbeitet werden, die mit Milchbestandteilen in Kontakt kommen. Gewürzmischungen enthalten nicht selten Milchderivate. Darüber hinaus gibt es Tee und Kaffee, der für den Gebrauch an den Pessach-Feiertagen als koscher zertifiziert wird. Solche Tee- und Kaffeesorten enthalten keinerlei Zusätze, beispielsweise Maltodextrin, die aus Getreide gewonnen werden. Kaffeeprodukte enthalten eben oft nicht nur Kaffeebohnen. Als Zutaten werden von Monoglyzeriden bis Emulgatoren über Haltbarkeitsmittel verwendet. In diese Kategorie fallen übrigens auch „nicht-milchige“ Beiprodukte, die etwa Sodium Casenat (enthält Milchprotein) oder Lactose (Milchzucker) enthalten.

### Schokolade, Nutella, Marzipan
Schokolade ist koscher, jedoch darf Milchschokolade oder ein mit Milch hergestellter Kakao nicht im Zusammenhang mit Fleischgerichten genossen werden. Bitterschokolade wird überwiegend ohne Milchzusätze hergestellt. Nutella, eine Nuss-Nougat-Creme, ist ebenfalls koscher, jedoch für aschkenasische Juden nicht „koscher für Pessach“, da sie keine Nüsse und damit auch keine Nussprodukte während des Pessachfestes essen dürfen. Wegen der vorgeschriebenen zeitlichen Trennung von milchenthaltenden Produkten und Fleischgerichten darf jedoch Nutella nicht zeitgleich gegessen werden. Marzipan ist grundsätzlich koscher (jedoch wie Nutella nicht koscher für Pessach, da die Basis Mandeln sind). Beispielsweise hat das Unternehmen Niederegger seine Marzipanprodukte mit einem Hechscher zertifizieren lassen, wobei sie als milchig gelten, jedoch nicht Chalav Jisrael (s. o.) sind, damit in ultraorthodoxen Kreisen nicht verzehrt werden. Für solche grundsätzlich koscheren Produkte ist auch entscheidend, dass sie nicht am Schabbat hergestellt worden sind.

### Kreuzungen
Die Tora verbietet Kreuzungen von Tieren und Pflanzen (3. Mose 19,19 , 5. Mose 22,9-11 ). Dem Gebot, die Arten nicht zu mischen, unterliegt das tiefere Gebot des Respekts vor ihrer jeweiligen Identität. Heutzutage wird jedoch die Kreuzung von Obst- und Gemüsesorten geduldet. So gilt beispielsweise eine Grapefruit als koscher, obwohl sie aus einer Kreuzung einer Orange mit einer Pampelmuse entstanden ist. Gleiches gilt für die Pomelo.

### Honig
Bienenhonig ist koscher, da er kein Ausscheidungsprodukt der (unkoscheren) Biene ist, sondern lediglich ihr Sammelprodukt. Er besteht aus Nektar, der von Bienen eingesammelt, aufbewahrt und zu den Waben transportiert wird. Während des Transports durch die Biene wird der Nektar umgewandelt und durch Enzyme in Honig verwandelt (Brachot 6b). Umstritten ist jedoch der Verzehr von Wespenhonig. Für Schawuot hat der Honig eine besondere Bedeutung. Wegen seiner Süße und seiner Nahrhaftigkeit wird er gern als Metapher oder Symbol für die Tora benutzt. Ebenso an Rosch ha-Schana, dem Neujahrsfest, an dem man sich שנה טובה ומתוקה schana tova u'metuka, „ein gutes und süßes Jahr“, wünscht und das Brot (Challa) nicht, wie sonst üblich, während des Segensspruchs zu Beginn der Mahlzeit gesalzen, sondern in Honig getaucht wird (ebenso Äpfel). Traditionellerweise wird Honig von Rosch Haschana bis in die Zeit nach Sukkot zu jeder Hauptmahlzeit serviert. Ursprünglich war mit dem Honig im Land, wo „Milch und Honig fließen“, nicht der Bienenhonig gemeint. Der Honig der biblischen Zeit wurde hauptsächlich aus überreifen Datteln hergestellt.

### Nicht koschere Rohstoffe für die Lebensmittelindustrie

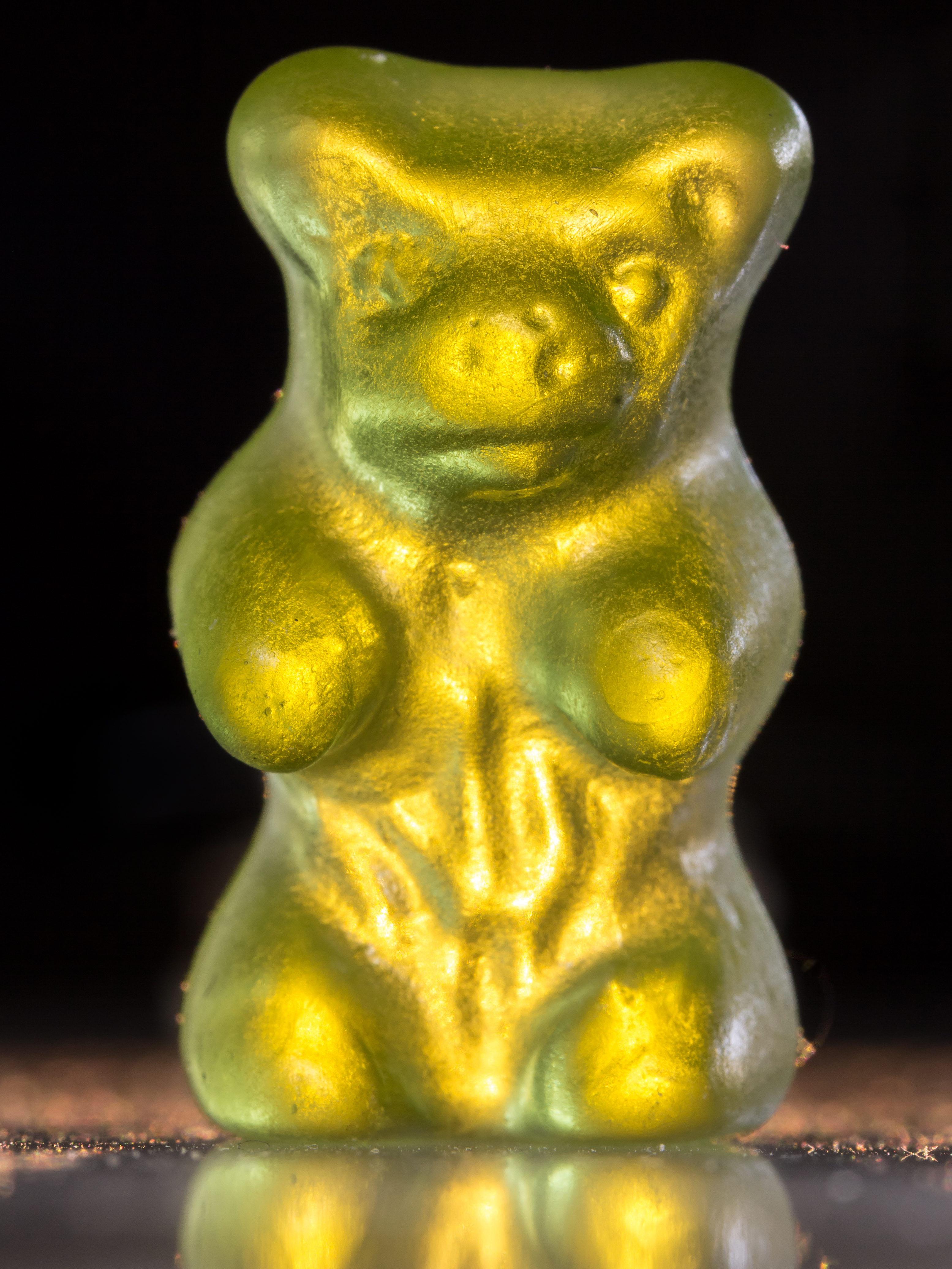
Gummibärchen

Alle Bestandteile die von nichtkoscheren tierische Fetten oder Wein hergestellt wurden z. B. Gelatine, Talg, Tierfett, Glycerin, Stearin, Emulgatoren, Polysorbate, Weinsäure (Tartarsäure), Schellack, Entschäumer (Antifoam Agent), Rieselhilfe (Anticaking Agent) und dergleichen, sind nicht koscher und müssen durch koschere Rohstoffe ersetzt werden, beispielsweise durch Fischgelatine oder pflanzliches Glyzerin oder pflanzlichen Emulgator. Die rote Nahrungsmittelfarbe Karmin wird aus der Cochenilleschildlaus hergestellt. Rosinen können mit tierischem Glyzerin überzogen und Bonbons mit tierischem Trennfett überzogen sein.

### Gummibären
In den Gummibären des Weltmarktführers Haribo wird zur Herstellung Gelatine aus Schweineschwarten verwendet, wodurch sie nicht koscher sind.
Seit 2000 produziert das Unternehmen speziell für den asiatischen, arabischen und israelischen Markt auch Gummibären, bei denen ein Geliermittel verwendet wird, das beim Abbau von Glukosesirup entsteht (Pektin), beziehungsweise das als Bindemittel koschere Fischgelatine verwendet. Die Fischgelatine wird aus den in Fischhäuten enthaltenen Kollagenen hergestellt, wobei die Fische koscher sein müssen, also Flossen und Schuppen haben müssen. Diese Gummibärchen sind mit der Aufschrift „kosher – parve“ gekennzeichnet und werden von orthodoxen Juden verzehrt. In Deutschland sind die koscheren Haribo-Produkte meist nur über online-Händler erhältlich. Inzwischen hat Haribo eine Produktlinie mit einem V-Label herausgegeben, wobei das „V“ für vegetarisch steht und damit keine Fleischprodukte enthält. Es kann aber auch für vegan stehen, in deren Produkten auch keine Milchprodukte enthalten sind. Der Konkurrent Katjes bietet die Süßigkeiten koscher an. Seit 2021 verzichten zahlreiche Hersteller im Rahmen des Trends Richtung vegan und vegetarisch auf Tierprodukte in den Gummibären.
Gelatine, die aus Hühnerknochen oder aus Knochen von geschächteten Rindern gewonnen wird, dürfe man ebenso essen. Nach der Halacha werden Verbote, die in der Tora begründet sind und Verbote, die von den Weisen verordnet wurden, teilweise unterschiedlich behandelt. Eine mildere Auslegung, die von vielen Rabbinern vertreten wird, besagt, dass Gelatine, die aus Knochen und Häuten von nicht koscheren Tieren gewonnen wird, unbedenklich, also koscher sei, weil sie durch lange physikalische Verfahren und chemische Prozesse entsteht und mit dem Tier kaum mehr etwas gemein hat. Nur Materialien, die der Speise einen spürbaren Geschmack geben, wären durch das Tora-Gesetz zusammen mit der Speise verboten, was bei der Gelatine nicht der Fall sei. Es sei ein neues Material, das mit dem ursprünglichen nicht identisch ist. Zudem seien Knochen kein Fleisch.

### Brot

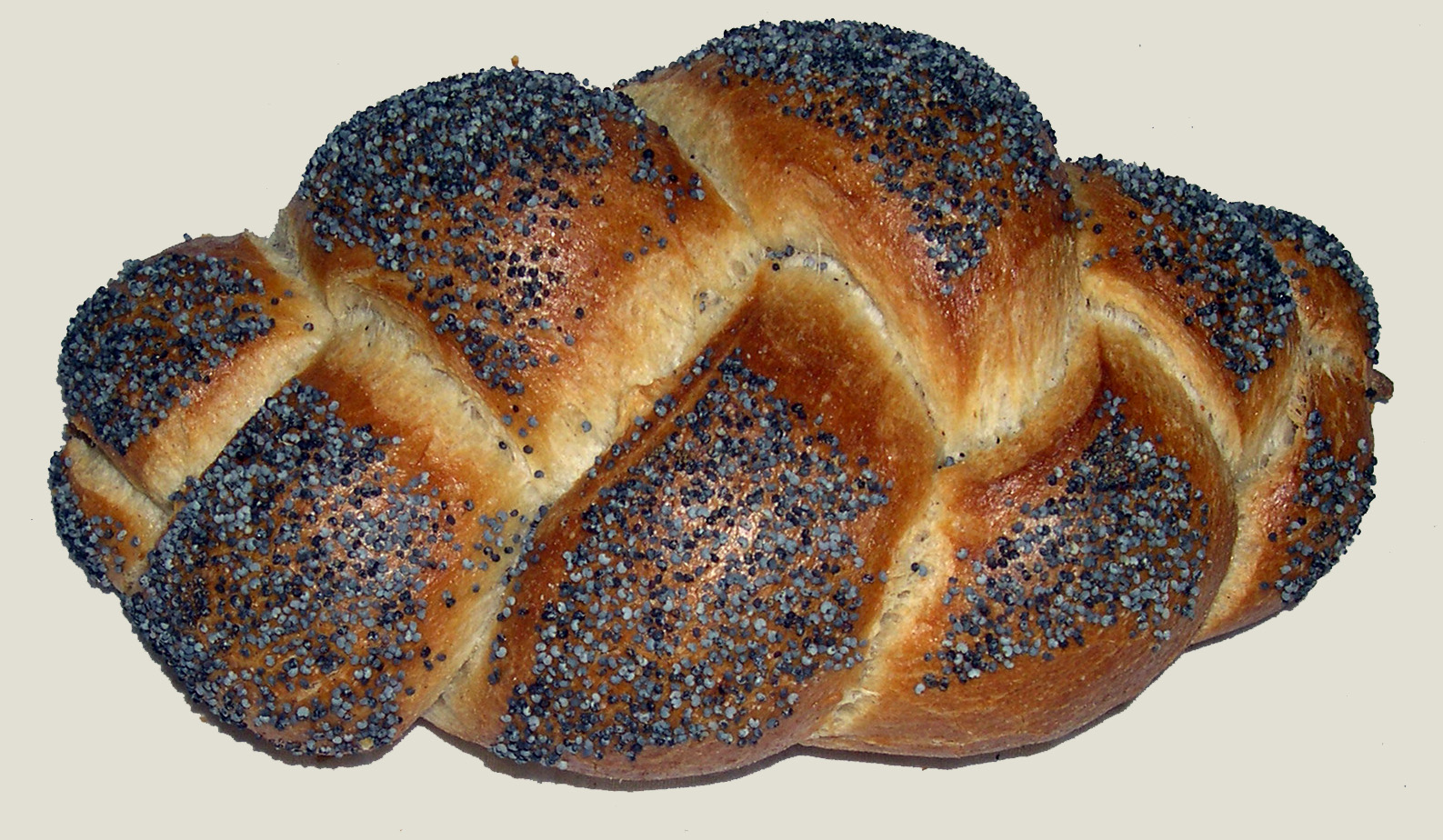
Challa in Form eines Mohnzopfs

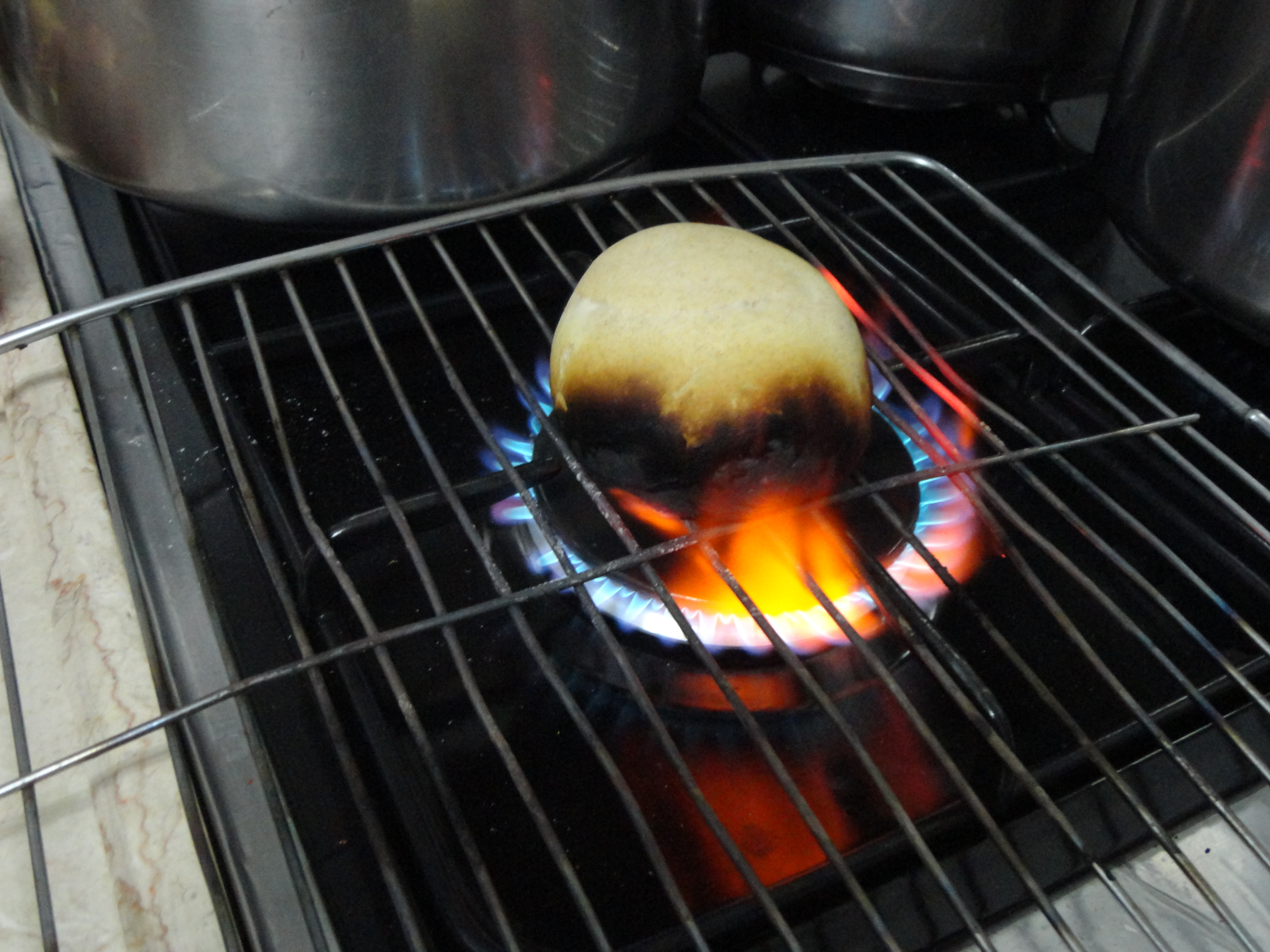
Hafraschat Challa – Verbrennen der Teighebe

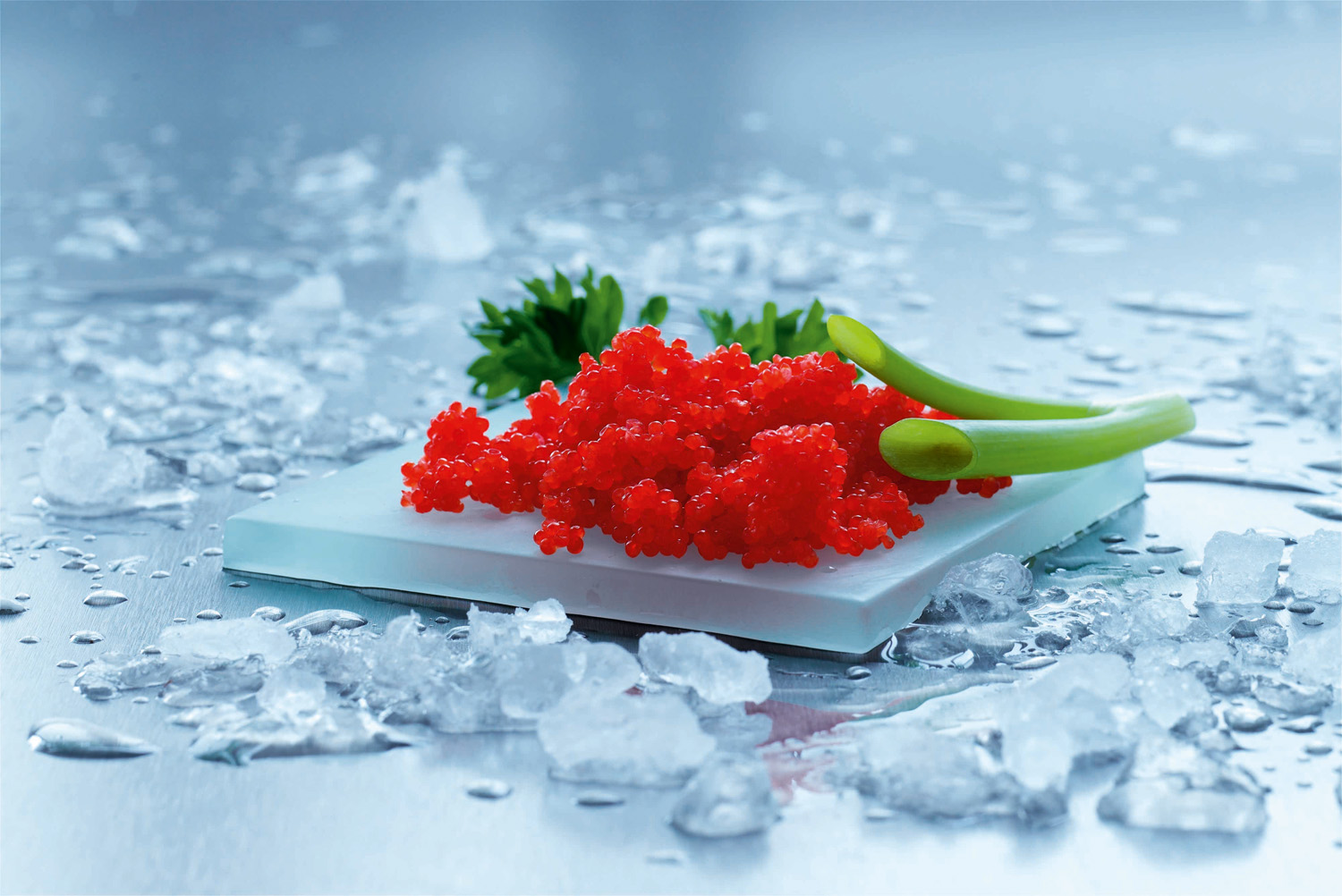
Roter, koscherer „Kaviar“

Brot, das lediglich aus Mehl, Wasser und Hefe hergestellt wird (חלה Challa), ist koscher, ebenso die meisten Schwarzbrotsorten. Heutzutage werden dem Brot diverse Zusätze beigemischt, um den Geschmack zu verbessern und es länger frisch zu halten. Daher muss darauf geachtet werden, dass dem Brot keine milchigen Zusätze beigefügt wurden, denn das Brot wird sowohl zu milchigen als auch zu fleischigen Mahlzeiten verzehrt und muss „parve“ sein. Es werden auch Zutaten verwendet, die Emulgatoren genannt werden und nicht-koschere tierische Fette enthalten können.
Bei der Zubereitung der Challa gilt es, eine sogenannte Teighebe abzusondern. Im 4. Buch Mose 15,17–21  sind die Erstlingsopfer beschrieben. Ein Teil des Brotteiges wurde als Opfergabe abgesondert (הפרשת חלה Hafraschat Challa) und den Priestern des Tempels gegeben. Nach der Zerstörung des zweiten Tempels im Jahre 70 u. Z. wurde von den Rabbinen festgelegt, dass ein olivengroßes Stück des Teiges auch weiterhin abzusondern ist (Biblisches Hebräisch תְּרוּמָה Teruma, deutsch ‚Hebopfer‘) Da es jedoch nicht mehr den Priestern gegeben werden kann, wird es stattdessen verbrannt. Das Challa-Nehmen gehört zur religiösen Pflicht der Frau – aber auch von gewerblichen Bäckern – bei der Einhaltung der Kaschrutvorschriften.
Zwei Challot werden zum Abendessen an Erev Schabbat (Freitag Abend) und anderen Feiertagen bereitgestellt. Sie sollen daran erinnern, dass während der Wüstenwanderung der Israeliten nach dem Auszug aus Ägypten freitags jeweils eine doppelte Ration Manna (מָן man) vom Himmel fiel, also auch eine für den Schabbat. Der Beginn wird mit den Segenssprüchen über Wein und Brot eingeleitet. Die Challe wird gesalzen und unter den Teilnehmenden geteilt.

### Fischrogen (Fischeier/Kaviar)

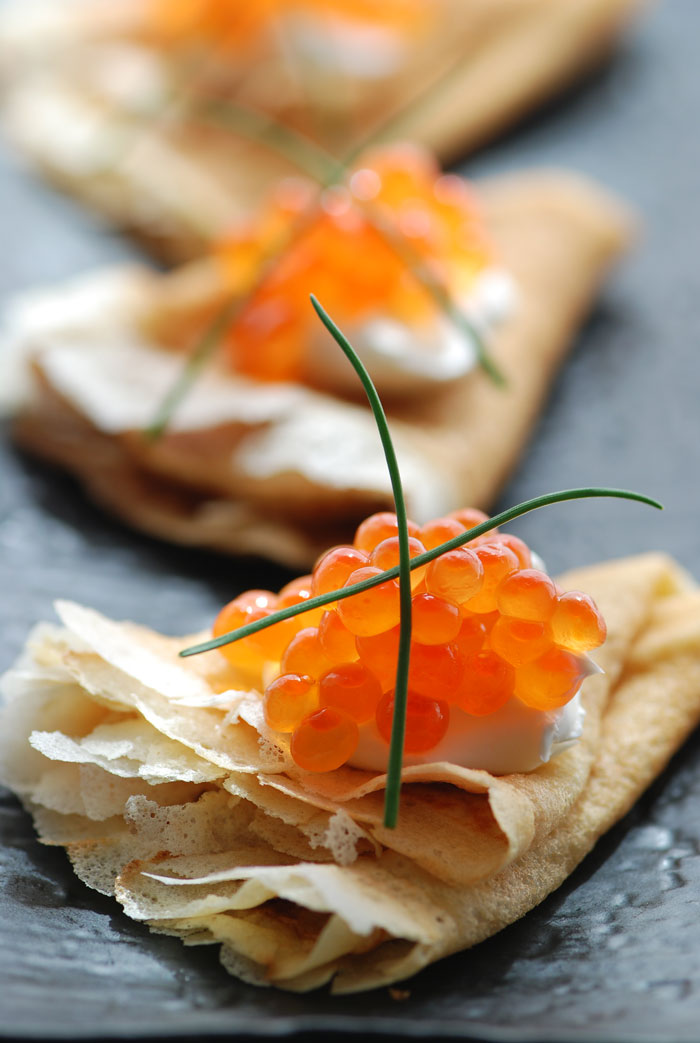
Blini mit Sauerrahm und Lachskaviar

Eine wichtige halachische Regel lautet: „Was aus dem Reinen hervorgeht, ist rein“. Das bedeutet: Rogen von koscherem Fisch ist koscher, Rogen von nicht koscherem Fisch ist verboten. Rogen vom koscheren Lachs oder der Forelle, deren Farbe rot ist, ist koscher, auch der vom Karpfen, Kabeljau, Hecht, Hering, Saibling oder von der Lodde (Kapelan), namens Masago, während schwarzgrauer Rogen, der vom nicht-koscheren Stör stammt, demnach Kaviar, nicht koscher ist, ebenso der gelblich-weiße Kaviar von Stören mit einer Pigmentstörung („Albinos“). Auch der sogenannte Deutsche Kaviar, der aus dem schwarzen Rogen des unkoscheren Seehasen gewonnen wird, ist nicht erlaubt. Gleiches gilt für den Schneckenkaviar aus frischen oder verarbeiteten Eiern von Landschnecken, üblicherweise von Weinbergschnecken, da Schnecken nicht koscher sind. International werden auch die Bezeichnungen Escargot-Kaviar oder Escargot-Perlen verwendet. In der jüdischen Küche sind beispielsweise Gerichte wie Taramosalata (auch: Salată de icre) bekannt, die griechischen beziehungsweise rumänischen Ursprungs sind. Aus der russischen Küche wurden Blini mit Sauerrahm und Lachskaviar übernommen.

### Salz
Für Rabbiner gilt eine Mahlzeit ohne Salz als keine Mahlzeit. Darüber hinaus symbolisiert Salz in der Thora den ewigen Bund zwischen Gott und Israel. Als Konservierungsmittel verdirbt oder zerfällt Salz niemals, was die Unsterblichkeit dieser Bindung bedeutet. Bevorzugt wird Meersalz verwendet.

### Bischul Akum – Bischul Israel
בשול עכו"ם Bischul Akum (wörtlich übersetzt „das Kochen eines Götzendienst-Praktizierenden“) ist ein rabbinisches Verbot, bestimmte Speisen zu verzehren, wenn sie von einem Nichtjuden gekocht wurden (Mischna Awoda Sara 35b). Wenn jedoch ein Jude beim Kochen der Speisen eine maßgebliche Rolle spielt, das heißt, die Flamme anzündet, den Herd anschaltet, die Speisen umrührt und das Kochen überwacht, so nennt man das בשול ישראל Bischul Israel (Jüdisches Kochen). Diese Speisen zu verzehren, ist erlaubt. Dies kann auch für die Zubereitung der Challe gelten, die פת ישראל Pas Jisroel (lit:„Brot eines Israeliten“) genannt wird. In der Zeit zwischen Rosch ha-Schana und Jom Kippur ist es für alle Juden Brauch, nur Brot zu essen, das „Pas Jisroel“ ist.

### Sefer Tora
Das Pergament, auf dem die „Sefer Tora“ (Torarolle), „Tefillin“ (Gebetsriemen) und „Mesusa“ (Schriftkapsel am Türpfosten) von einem Sofer geschrieben werden, muss von den Häuten rituell reiner Tiere stammen. Damit sind Tiere gemeint, die nach den jüdischen Speisevorschriften zum Verzehr geeignet sind, aber im Unterschied zu diesen nicht rituell geschlachtet sein müssen.

## Speisevorschriften für Pessach
Eine ganz andere Qualität von Kaschrut bringt das jüdische Pessach-Fest mit sich. Denn gemäß dem 2. Buch Mose ist es nicht erlaubt, während des sieben Tage dauernden Festes (acht Tage außerhalb Israels) „Gesäuertes“ (hebräisch חמץ Chametz) zu genießen oder auch nur zu besitzen. Matze wird zur Erinnerung an den biblisch überlieferten Auszug aus Ägypten der Israeliten gegessen. Gemäß der Überlieferung in der Tora blieb den Israeliten beim Aufbruch keine Zeit, den Teig für die Brote säuern zu lassen (Ex 12,33–34 ). In traditionellen Synagogen behandelt der Rabbiner am Schabbat ha-Gadol (שַׁבַּת הַגָּדוֹל ‚der Große Schabbat‘), dem Schabbat vor Pessach, in seiner Drascha (Predigt) ausschließlich die Kaschrutvorschriften, die speziell für die Pessachwoche gelten.

### Daten
| Jüdisches Jahr | Gregorianisches Datum  |
| -------------- | ---------------------- |
| 5784           | 23. bis 30. April 2024 |
| 5785           | 13. bis 20. April 2025 |
| 5786           | 2. bis 9. April 2026   |
| 5787           | 22. bis 29. April 2027 |

Jeder Festtag beginnt am Vorabend, denn im jüdischen Kalender dauert der Tag vom Vorabend bis zum Abend des Tages – nicht von 0 bis 24 Uhr. So fand etwa der Seder im Jahr 5785 am 12. April 2025 abends statt.

### Ungesäuertes

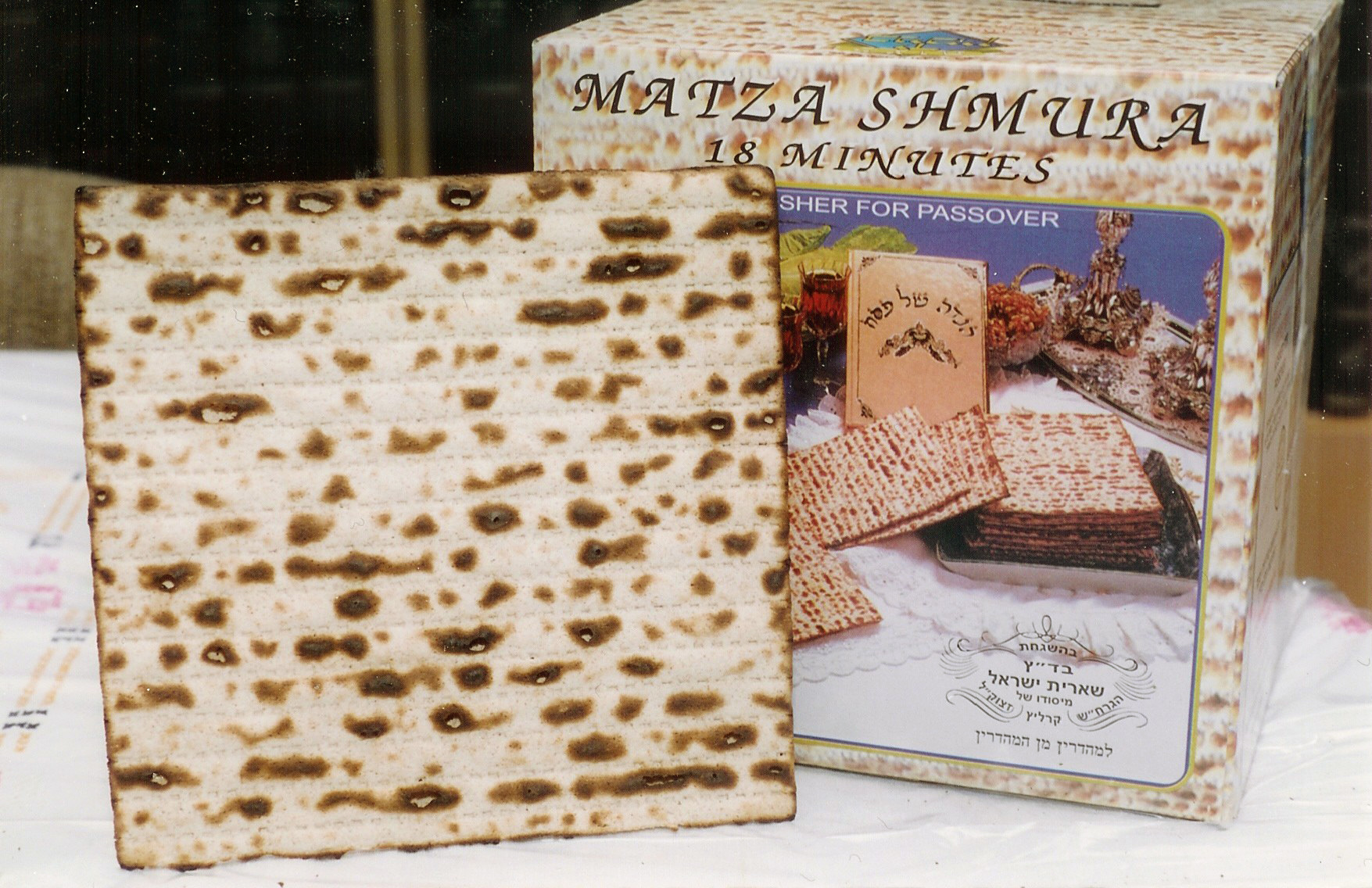
Maschinell gebackene Matza schmura. Eine Scheibe wiegt etwa 32 g, entspricht zwei Broteinheiten (BE) und enthält 125 kcal. An den Sederabenden soll jeder mindestens 45 g Matze essen, demnach etwa eineinhalb Scheiben.

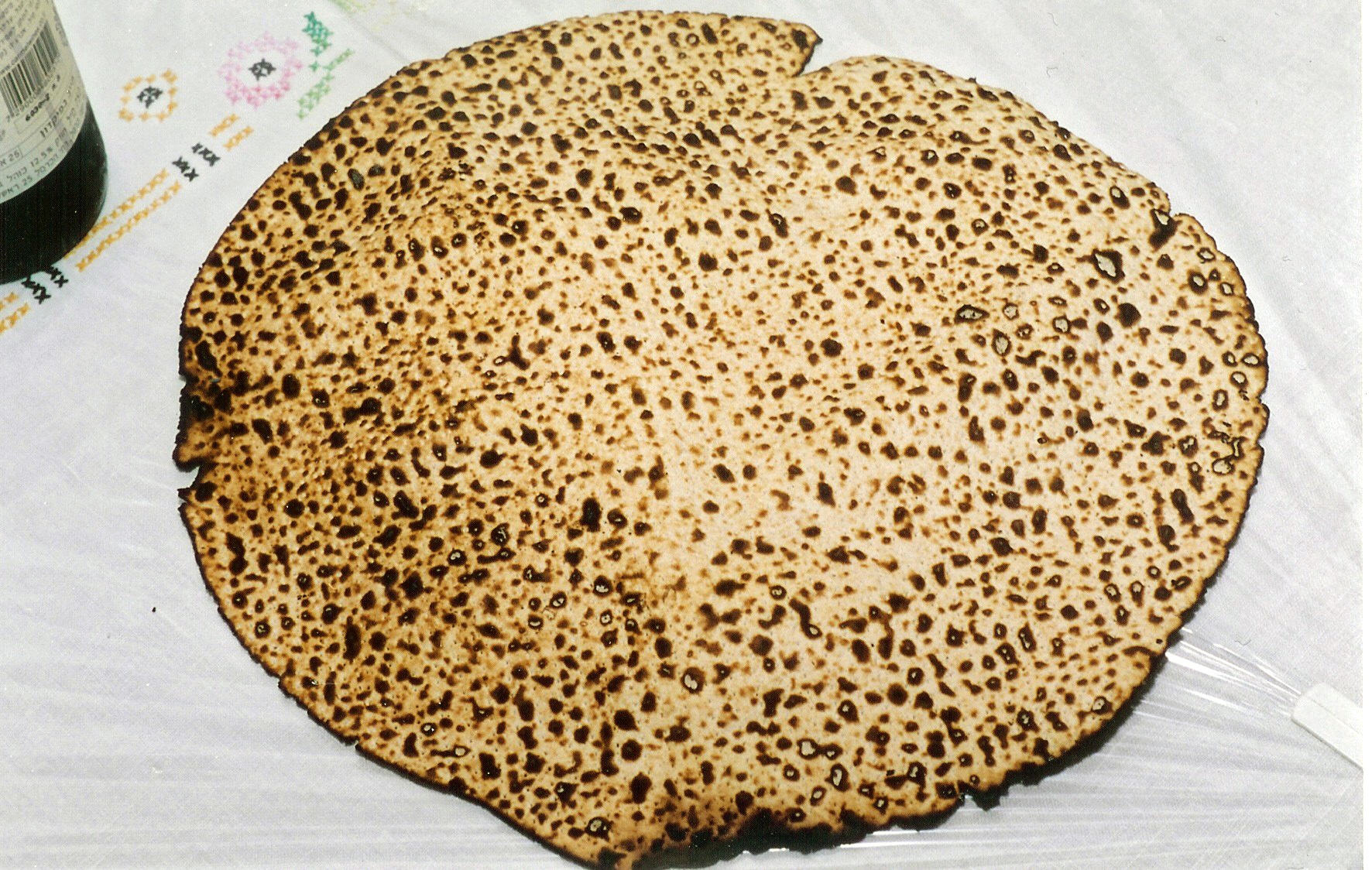
Handgebackene Matza schmura

Im Vordergrund steht der Verzehr von Matzen, „ungesäuertem Brot“. Jeder sollte angelehnt vor Mitternacht mindestens 45 g Matze gegessen haben. Das „angelehnte“ Essen war in der Antike nur freien Menschen vorbehalten. Sklaven durften sich nicht anlehnen. Es besteht das Gebot „Du sollst die Matzot bewachen“ (Exodus 12,17 ). Jede Matze muss „behütet“ werden. Nur so wird sichergestellt, dass sie nicht säuert und zu Chamez wird. Eine nicht „bewachte“ Matze darf an den Pessach-Sederabenden nicht gegessen werden.

### Matza schmura
Diese bewachte Matze heißt מַצָּה שְׁמוּרָה Matza schmura. Die Bewachung bezieht sich auf die Kontrolle des gesamten Herstellungsprozesses, ab dem Zeitpunkt, an dem das Getreide zum Mahlen in die Mühle gebracht wird. Andere halachische Obrigkeiten bestehen darauf, das Getreide ab dem Augenblick seiner Ernte zu bewachen. Matzot an den beiden Sederabenden zu essen, ist eine Pflicht. An den übrigen Chol-HaMoed-Tagen, den dem Seder nachfolgenden Pessachtagen, den Halbfeiertagen, ist das Matzot-Essen freiwillig, wird jedoch meist beibehalten, insbesondere, weil der Genuss von „normalem“ Brot ja verboten ist.

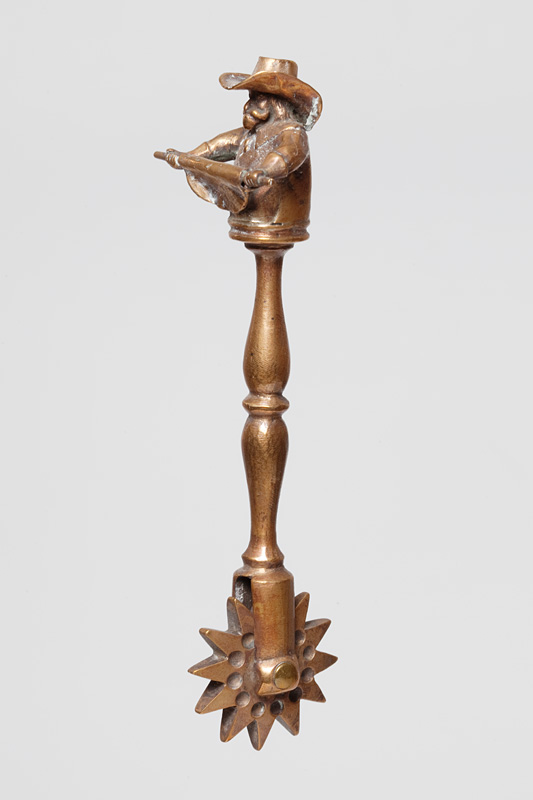
Matzeteigroller, 1840–1860, Jüdisches Museum der Schweiz

Das rabbinische Judentum hat ein ganzes System von Vorschriften deduziert, so dass heute alle Lebensmittel, in denen Getreide verarbeitet worden ist, für diese Zeit verboten sind. Alle Nahrungsmittel gehören dazu, die eine der fünf Getreidearten Weizen, Hafer, Roggen, Gerste und Dinkel enthalten und bei ihrer Herstellung mehr als 18 Minuten mit Wasser in Berührung waren, ohne gebacken zu werden. Diese Zeitspanne stammt aus der Berechnung der Zeit, die man braucht, um eine Entfernung von einem מיל „mil“ (ein Maß aus der Talmud-Ära, etwa 900 m, siehe auch Sabbatweg) zu gehen. Nach dieser Zeit beginnt der Teig aufzugehen (zu fermentieren), wenn er nicht geknetet wird. (Shulchan Aruch, Orach Chaim 459:2). Brot, Cerealien, Kuchen, Kekse, Pizza, Grieß und Nudeln gehören beispielsweise dazu. Allein Matzemehl, vorschriftsmäßig verarbeitetes Getreide, darf enthalten sein. Hierfür werden fertig gebackene Matzen feinst gemahlen. So gibt es zahlreiche Backwaren, die mit Matzemehl oder Kokosmehl gebacken werden und damit koscher für Pessach sind.
Während der Herstellung sollte jedes Stück kontinuierlich bearbeitet werden – es darf nicht einmal für kurze Zeit auf dem Tisch liegen. Das Kneten verhindert, dass der Teig aufgeht. Das Kneten dauert etwa 60 bis 90 Sekunden. Anschließend wird jedes Stück in Pfannkuchenform ausgerollt. Während die Matzen gerollt werden, sollten sie ständig aufgehoben werden, damit der Teig nicht am Tisch kleben bleibt. Das ist unter anderem deshalb wichtig, weil man anders als beim Brotkneten kein zusätzliches Mehl auf das Knetbrett streuen darf. Sobald der Teig sehr dünn geworden ist und einen Durchmesser von 25 bis 30 cm erreicht hat, wird er auf einem Nudelholz zu einer speziellen Stelle getragen, wo die Matze mit Hilfe einer speziellen Maschine, einem Matzeteigroller oder einer Gabel mit Löchern perforiert wird, damit der Teig während des Backens nicht aufquellt. Von hier aus wird der Teig in den Ofen gebracht und etwa zwei bis drei Minuten gebacken. Auch bei den Matzen muss wie bei der Herstellung einer Challe ein kleines Stück Teig als Teighebe abgesondert und verbrannt werden.
Heutzutage essen alle chassidischen Dynastien auf der ganzen Welt an Pessach ausschließlich handgefertigte Mazza, während der Rest des jüdischen Volkes, Aschkenasen und Sefarden in Israel und in der Diaspora, auch maschinengefertigte Mazza zu sich nimmt.

### Glutenfreie Matzen

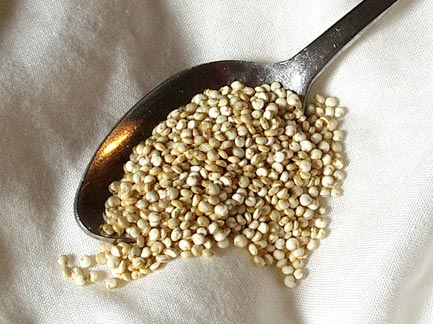
Quinoa

Einige Hersteller produzieren glutenfreie Matzen aus Kartoffelstärke, Tapioka und anderem nicht traditionellen Mehl, das an diejenigen vermarktet werden soll, die Gluten wegen Zöliakie und anderen Glutenunverträglichkeiten nicht essen. Die Agentur für Koscherzertifikate Orthodox Union hat im März 2014 offiziell bekannt gegeben, dass Quinoa, das auch Pseudogetreide genannt wird, koscher für Pessach ist. Der entsprechende Segensspruch endet dafür – wie für alle Obst- und Gemüsesorten – mit den Worten: בּוֹרֵא פְּרִי הָאֲדָמָה borei pri ha-adamah. Der Nachsegen בּוֹרֵא נְפָשׁוֹת borei nefaschot wird für alle Nahrungsmitteln, die nicht aus Getreide oder den Sieben Arten bestehen, gesprochen. Die Orthodox Union gibt an, dass all diese glutenfreien Produkte zwar an Pessach gegessen werden dürfen, aber dass sie das Gebot nicht erfüllen, Matze an den Sederabenden zu essen, weil Matze aus einem der fünf Körner (Weizen, Gerste, Hafer, Dinkel und Roggen) hergestellt sein muss. Es sollte deswegen zumindest an den beiden Sederabenden symbolisch ein kleines traditionelles Matzestück gegessen werden. Auch hier gilt, dass man gemäß פִּקּוּחַ נֶפֶשׁ Pikuach Nefesch religiöse Vorschriften nicht einhalten muss, wenn dadurch das Leben oder die Gesundheit gefährdet sind.

### Matza aschira
Es gibt eine Art Matza, die allgemein als Eier-Matza bekannt ist. Der Schulchan Aruch besagt, dass Chametz nur durch die Fermentation von Mehl aus einer der fünf Getreidearten in Gegenwart von Wasser entsteht. Die Gärung in Gegenwart aller anderen Flüssigkeiten, wie Fruchtsäfte, Wein und Eier, kann nicht zu Chametz werden. Eine Matza, die nur reine Fruchtsäfte und Mehl verwendet, wird Matza aschira (מַצָּה אשירה „reiche“ Matza) genannt. Obwohl allgemein als Eier-Matza bekannt, bei der rohe Eier mit Weizenmehl zum Teig gerührt oder mit Apfel- oder Traubensaft hergestellt werden, könnte sie theoretisch ohne Bedenken von Chametz an Pessach gegessen werden. Auf der anderen Seite sagt der Schulchan Aruch, dass man die Mizwa (Gebot) des Essens von Matza an Pessach mit Matza aschira nicht erfüllen darf. Wahre Matza ist als לחם עוני Lechem oni, (Brot der Armen) bekannt, und Matza aschira sei eben ein „Brot der Reichen“ und wird eher als Kuchen betrachtet. Eine alte Anekdote besagt, dass Mazza deshalb als „Brot der Armut“ bezeichnet wird (5. Buch Mose 16,3), weil sie so teuer ist und dem Käufer ein großes Loch in den Geldbeutel reißt.

### Kitnijot

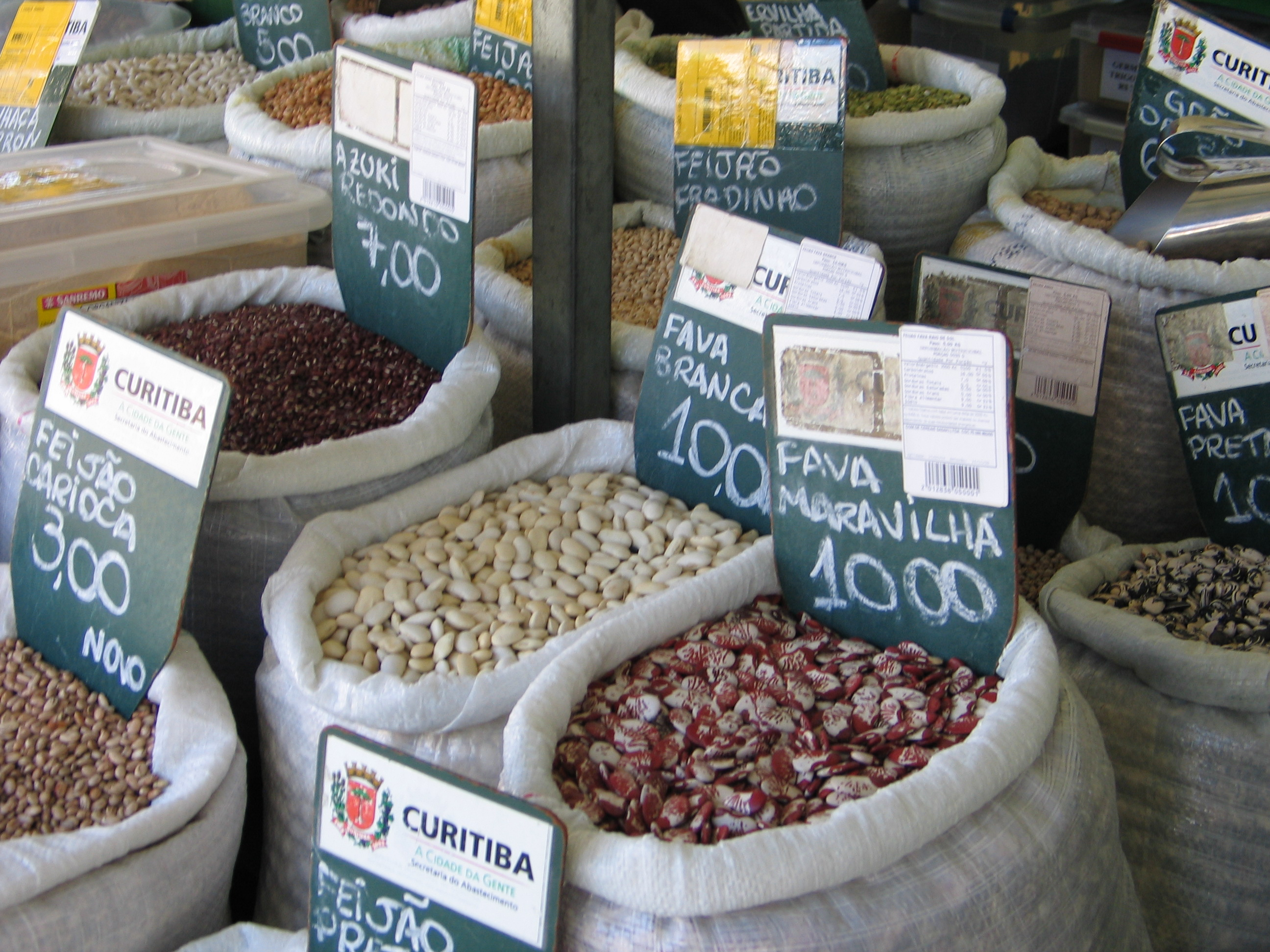
Verschiedene Kitnijot auf einem Markt

Im orthodoxen aschkenasischen Judentum sind erschwerend nicht nur Getreide aller Art verboten, sondern auch Hülsenfrüchte, Nüsse (damit auch Erdnussbutter, Nutella oder Marzipan), Reis und Mais (damit auch Polenta), קִטְנִיּוֹת Kitnijot, die von den meisten sephardischen Juden gegessen werden dürfen, beispielsweise (חומוס Hummus) aus Kichererbsen. In koscheren Lebensmittelgeschäften werden sie mit einem Hinweisetikett (Hechscher) als Kitnijot gekennzeichnet. In manchen Gemeinden wird auch auf Knoblauch, Rettiche und Ingwer verzichtet.
Bevorzugt werden an Pessach Kartoffeln als Beilage in allen Zubereitungsformen gegessen, dazu gehört auch ein etwas abgewandeltes Latkes-Rezept (Reibekuchen, Kartoffelpuffer, hebräisch לביבות Levivot). Latkes sind sonst eine traditionelle Speise an Chanukka, dem Lichterfest, das an das Ölwunder im Tempel erinnert und deshalb in Öl zubereitete Speisen in dieser Zeit gegessen werden.

### Fasten der Erstgeborenen
Das Fasten der Erstgeborenen (תענית בכורות Ta'anit Bechorot) ist die Verpflichtung eines jüdischen Erstgeborenen (בְּכוֹר bechor), am Tag vor Pessach zu fasten. Es soll den Dank bezeugen, dass die israelitischen Erstgeborenen bei der zehnten Plage verschont blieben, als die Erstgeborenen der Ägypter starben. Die Väter von Erstgeborenen unter 13 Jahren fasten an ihrer Stelle. Die Erstgeborenen können sich von der Verpflichtung zu fasten befreien, indem sie an einer Seudat Mizwa (סעודת מצוה Befohlene Mahlzeit, ein Mahl, das die Erfüllung einer Mizwa anzeigt) wie einem סיום Sijjum (Abschluss) – einem Fest, das den Abschluss des Studiums eines Abschnittes der Tora darstellt – teilnehmen. Das Sedermahl gilt dann als Seudat Mizwa.

### Seder

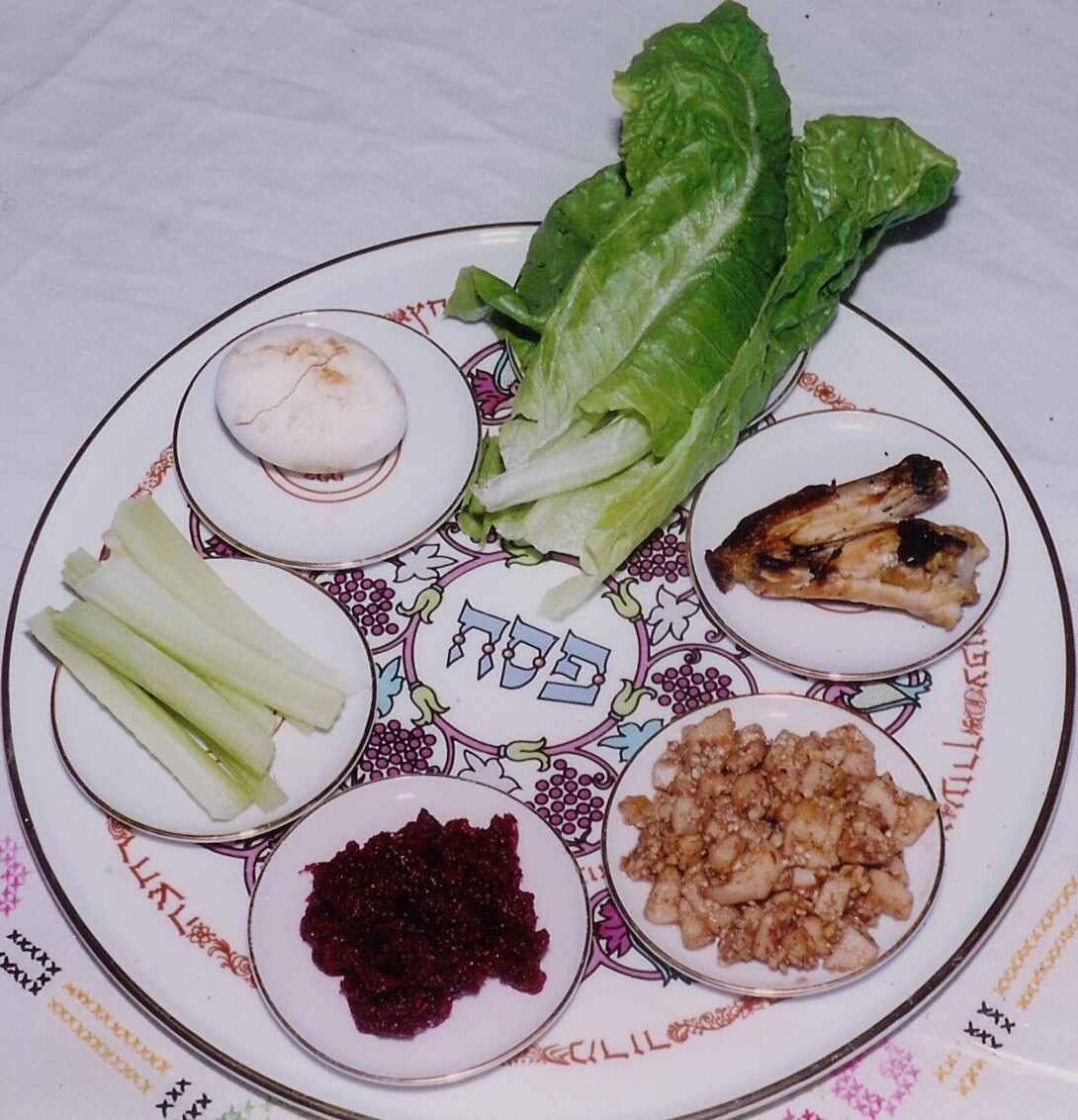
Der Sederteller mit den vorgeschriebenen Speisen

Gesäuertes darf nur noch im ersten Drittel des Vortages gegessen werden. Man darf den ganzen Tag keine Mazza essen. Im letzten Viertel des Tages soll man gar nichts mehr zu sich nehmen, damit man auf die Mazza besonderen Appetit hat. Am Vorabend von Pessach wird festlich der Seder (סדר „Ordnung“) gefeiert, an dem der Tisch mit Speisen von symbolischer Bedeutung gedeckt wird. Ein Sederteller (hebräisch קערה ka'ara) enthält alle vorgeschriebenen Speisen, die in einer bestimmten Reihenfolge während des Lesens der Pessach-Haggada gegessen werden. Hierzu gehören Maror (מָרוֹר, Bittere Kräuter – in der Regel Meerrettich, die an die „bittere“ Sklaverei in Ägypten erinnern), Seroa (זרוֹע, steht für das Pessachlamm, das am ersten Abend des Auszugs der Israeliten aus Ägypten geopfert wurde), Charosset (חֲרֽוֹסֶת, der einzige süße Bestandteil auf dem Sederteller, als Symbol für den Lehm, aus dem in der ägyptischen Knechtschaft Ziegel hergestellt werden mussten), Chaseret (חזרת, steht für das Exil, das für die Israeliten in bitterer Sklaverei endete), Karpas (כרפס) und Beitzah (ביצה, steht für Chagiga, das Festopfer, das jeder Pilger an den drei Wallfahrtsfesten (Pessach, Schawuot, Sukkot) im Tempel von Jerusalem darbringen musste. Einen großen Teil seines Opfertiers bekam der Pilger zurück. Es war das Hauptgericht am Sederabend), sowie eine Schale mit Salzwasser (מי מלח mi melach). Das Salzwasser repräsentiert die Tränen der Juden in Ägypten. Das Wort „Karpas“ spielt auf die zermürbende Arbeit an, die von den 600.000 versklavten Juden in Ägypten verrichtet wurde. Dies wird auch dadurch symbolisiert, dass umgestellt die hebräischen Buchstaben des Wortes »Karpas« das Wort (hebräisch פרך) „Parech“ ergeben, was so viel bedeutet wie „ermüdende Schufterei“. Neben dem Wein werden statt zwei Challot drei Matzen bereitgestellt – symbolisch jeweils eine für die drei jüdischen „Schichten“. Die oberste Matze symbolisiert die כהן Kohanim (Tempelpriester), die mittlere die לֵוִי Leviten (die Tempeldiener) und die unterste schließlich das Volk der יִשְׂרָאֵל Israeliten. Jede dieser drei Matzot ist von den anderen durch ein Tuch getrennt. Die mittlere Mazza des Sedertellers wird in 2 Stücke zerbrochen. Der größere Teil wird zur Seite gelegt und später als אַפִיקוֹמָן Afikoman verwendet. Der Rotwein soll an das Blut der Opfertiere erinnern, das bei der Feier des Bundesschlusses von Sinai vergossen wurde. Es bedeutet symbolisch sein Leben hinzugeben und gleichzeitig Lebensfreude zu erfahren. Nach dem Sederteller, der für jede teilnehmende Person vorbereitet wurde, folgt das eigentliche Festessen (שולחן עורך Schulchan Orech). Ein weiterer Becher steht seit dem Mittelalter in manchen Traditionen (nicht aber im Ritus nach den gängigen Standardausgaben der Haggada) für den Propheten Elija bereit, der erwartet wird, um das Kommen des Messias anzukündigen. Die allerletzte „Nachspeise“ (צפון Zafun) ist das Afikoman, nach dem an diesem Abend nichts mehr gegessen werden darf, sondern nur noch zwei Becher Wein (zu ברך Bairach und הלל Hallel, zwei Abschnitten der Haggada) getrunken werden. Das Afikoman symbolisiert das Pessachlamm, das am Ende des Mahls verspeist wurde. Er wird während des Mahls beiseitegeschafft bzw. versteckt, um als Nachspeise nach dem eigentlichen Mahl vor dem Dankgebet für die Speisen gegessen zu werden. Die Prozedur des „Wiederauffindens“ des Afikomans nach dem Verstecken der anderen Hälfte der Matze ist auch ein willkommener Spaß für die am Seder teilnehmenden Kinder und dient dazu, sie während des lang dauernden Sederabends wach zu halten. Das Kind, das das Afikoman findet, wird mit einem kleinen Geschenk belohnt.
In den letzten Jahrzehnten wurde speziell in liberalen Kreisen eine weitere Mulde im Sederteller eingeführt, in die eine Mandarine oder Orange gelegt wird. Die Einbeziehung dieser süßen, saftigen Frucht mit ihren bitteren Kernen steht für die wertvollen Beiträge von Homosexuellen und Frauen zum Judentum und zugleich für deren historische Ausgrenzung, Menschen, die von der Gesellschaft marginalisiert wurden und die heute noch um Anerkennung kämpfen müssen. Im liberalen Glauben wird neben dem Becher für Elija zusätzlich ein Becher Wasser für Mirjam, die Schwester des Moses, bereitgestellt, symbolisch für die Gleichberechtigung der Frau.

### Speisen aus Matzen

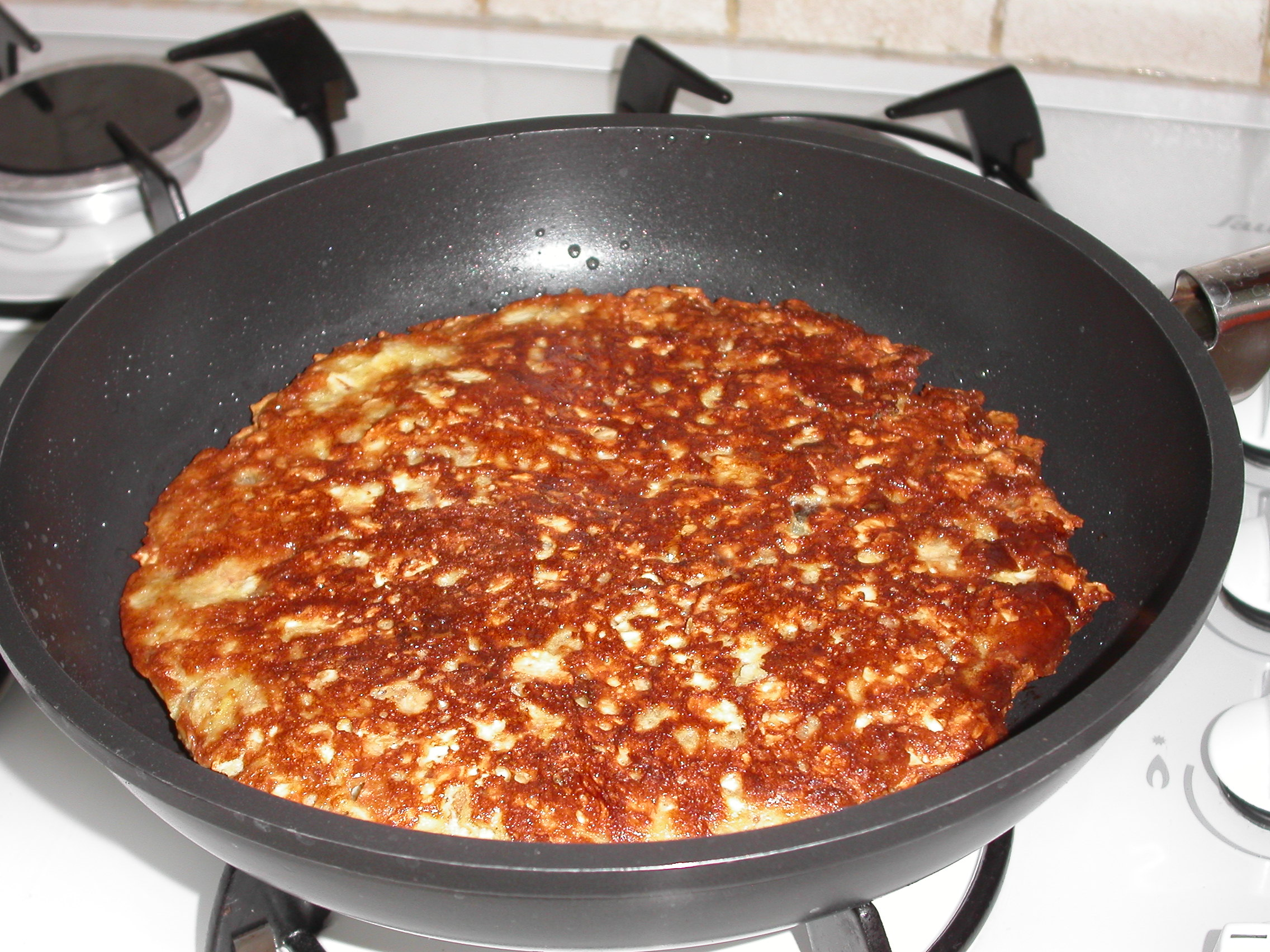
Matzenbrei

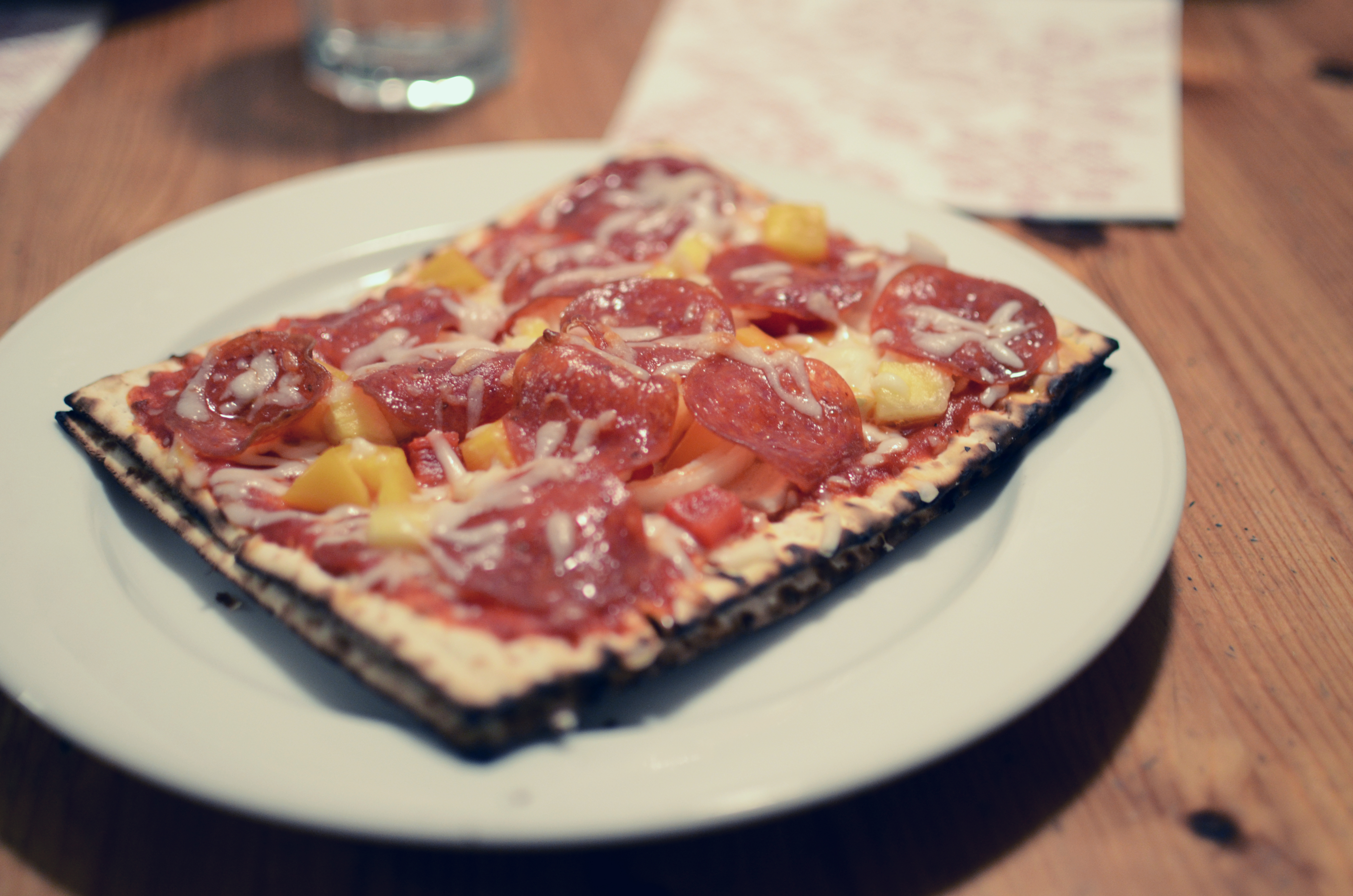
Matze-„Pizza“

Matzenmehl und Matzen werden beim Kochen und Backen als Ersatz für einige Speisen aus verbotenem Getreide verwendet. Zum Frühstück ist Matzenbrei (מצה בריי) beliebt, eine Art Omelett aus Rühreiern mit eingeweichten Matzestückchen. Der Matzenbrei kann süß, beispielsweise mit Honig oder Marmelade bestrichen, oder salzig genossen werden. Eine Variante besteht aus einer Mischung von Eiern, Matzestückchen und Kartoffelpüree. Diesen Kartoffel-Matzenbrei kann man würzen und mit koscherer Mayonnaise bestreichen. In chassidischen Kreisen wird jedoch während des sieben Tage dauernden Pessachfestes kein Matzenbrei gegessen. Der Grund ist, dass befürchtet wird, dass in den verwendeten Matzen noch Reste von Mehl enthalten sein könnten, die nicht vollständig bei der Herstellung der Matze gebacken wurden und die durch den neuerlichen Kontakt mit Wasser/Milch die Matze zu verbotenem Chametz („Gebrochts“, – jiddisch für „gebrochenes Gesetz“; hebräisch מצה שְׁרוּיָה Matza schruja – eingeweichte Matze) werden könnten. Nur am achten Tag des Pessachfestes und auch nur außerhalb Israels dürften die ultraorthodoxen Juden Matzenbrei essen, denn der achte Tag ist „nur“ eine rabbinische Vorschrift. Gleiches gilt für Matzeknödel (jiddisch קניידלעך Knaidlech), eine bei aschkenasischen Juden beliebte Suppeneinlage. Eine Variante sind Matze-Farfel. כרעמזלעך Chremslach (auch Bubula oder Bubuleh) sind ein Siedegebäck – eine Art Matzepfannkuchen. Sie können mit salzigen oder süßen Zutaten, die „koscher für Pessach“ sind, belegt oder gefüllt werden. Eine eher humorvolle Bezeichnung ist die Matze-„Pizza“, die mit einer echten Pizza kaum mehr etwas gemein hat. Als Pizzaersatz werden Matzescheiben übereinander gelegt und mit koscherem Käse, Tomaten und verschiedenem Gemüse und Zwiebeln belegt. Sie gilt als milchig. Ähnlich produziert man eine Matze-„Lasagne“. Als fleischige Variante kann man eine Matzescheibe in Wasser einweichen und sie um ein koscheres Würstchen wickeln, woraus ein Matze-„Hotdog“, entsteht.

### Cola-Getränke

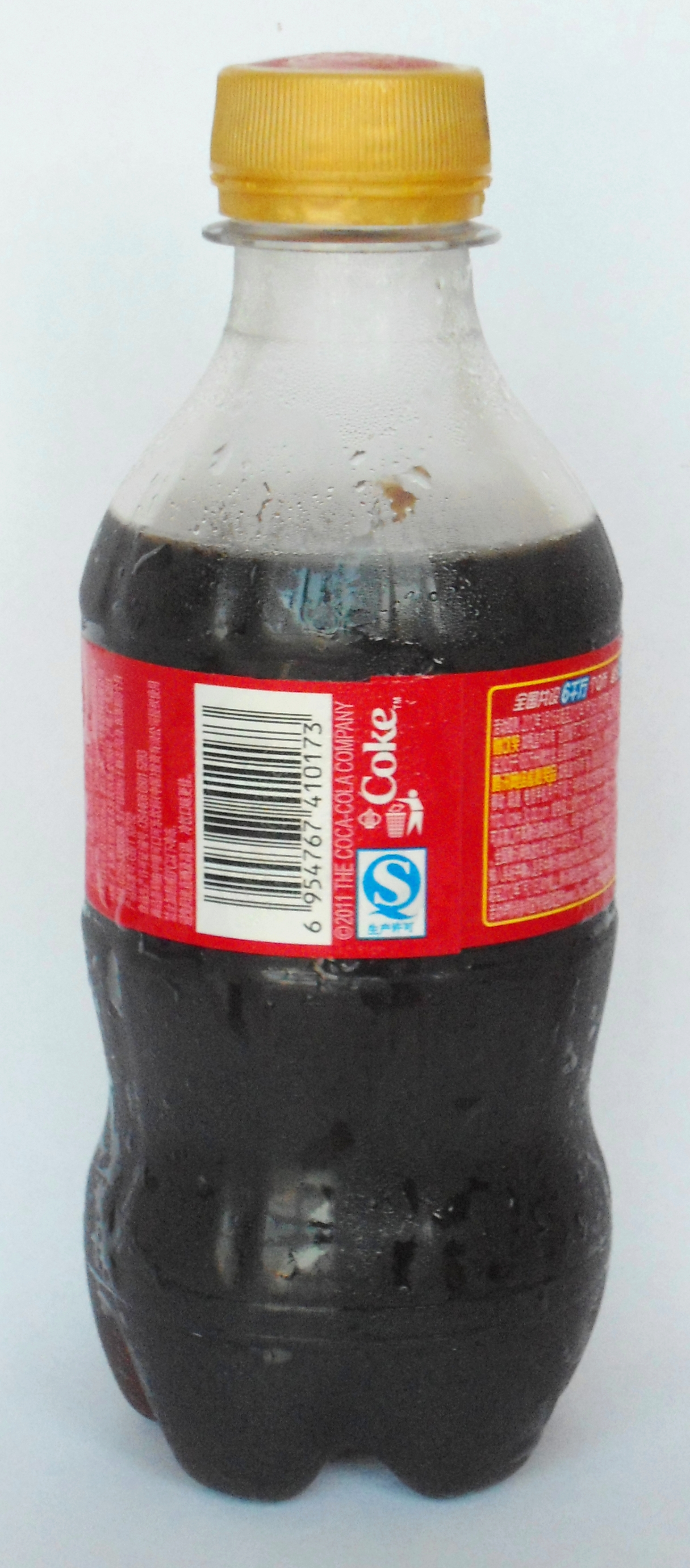
Cola-Flasche mit gelbem Verschluss

Juden machten es insbesondere in den USA zur Sitte, ihren Kindern Cola statt Traubensaft (als Ersatz für Wein) am Pessach-Fest zu geben. Da das Rezept strikt geheim gehalten wird, war zunächst eine Überprüfung, ob Cola die allgemeinen Kaschrutvorschriften erfüllt, nicht möglich. In den 1930ern versprach Rabbiner Tobias Geffen aus Atlanta dem Hersteller von Coca-Cola, das Rezept nicht weiterzugeben, und durfte das Getränk entsprechend überprüfen. Zunächst fand er (unkoscheres) talgbasiertes Glycerin, worauf Coca-Cola es durch ein von Procter & Gamble entwickeltes Glycerin aus Baumwollsamen und Kokosöl ersetzte. Nachdem die Getränkefirma für eine spezielle Koscher-für-Pessach-Linie außerdem den Fruktose-Mais-Sirup durch Zucker ersetzt hatte (Mais ist für streng religiöse Aschkenasim während des Pessachfestes verboten), vergab Geffen ein offizielles „Koscher für Pessach“-Zertifikat an Coca-Cola, was zu einem Verkaufserfolg führte. Die Orthodox Union (O-U) vergibt seit 1989 ein solches Zertifikat „Koscher für Pessach“. Diese Flaschen sind heute für ihre gelben Verschlussdeckel bekannt, in die „O-U-P“ als Hechscher geprägt ist. Der größte Konkurrent Pepsi hat nachgezogen und stellt seine Getränke speziell für Pessach mit Zucker her. Ultraorthodoxe Kreise meiden trotzdem die Getränke, weil ihnen die Rahmenbedingungen missfallen, beispielsweise Pepsis Werbekampagnen, deren Aussagen der Thora widersprechen oder mit leicht bekleideten Frauen werben oder in Israel auf Konzerten am Schabbat oder hohen Feiertagen angeboten werden, obwohl jeglicher Handel an diesen Tagen verboten ist. Die Cola, die in Israel verkauft wird, wird vom Rabbinat in Tel Aviv und dem »Badatz (Beit Din Zedek Landau)« in Bnei Brak zertifiziert.

### Tofu
Sojabohnen gehören zur allgemeinen Klasse der Kitnijot, Lebensmittel, die Aschkenasim (und einige Sephardim) an Pessach nicht essen dürfen. Dies bedeutet, dass Tofu, Sojamilch, Sojaburger, Edamame, Miso, Tempeh und Sojasauce für Aschkenasim während des Pessachfestes verboten sind. Für Sephardim müssten sie als Koscher-für-Pessach zertifiziert sein.

### Tapioka
Tapioka ist eine nahezu geschmacksneutrale Stärke, die aus der bearbeiteten und getrockneten Maniokwurzel hergestellt wird. Ohne Glutenzusätze gilt Tapioka als koscher für Pessach.

### Essgeschirr
In der Regel werden für das Pessachfest zwei andere als die üblichen Essgeschirre und Küchengeräte – jeweils für milchige und fleischige Gerichte – verwendet. Alternativ können das Geschirr und die Küchengeräte, die vorher mit Getreideprodukten in Berührung gekommen sind, speziell für das Pessachfest „gekaschert“ werden. Nachdem der Besitz von Chametz während des Pessachfests verboten ist, werden auch Haustiere mit Futter, die kein Chametz enthalten, gefüttert. Kitnijot sind jedoch für die Fütterung auch in aschkenasischen Kreisen erlaubt. All die Vorschriften sind sehr kompliziert und werden von Rabbinerkonferenzen erarbeitet. Die Vorschriften gehen so weit, dass jede Berührung mit fraglichen Produkten verboten ist. So muss etwa an Pessach ein neuer Lippenstift verwendet werden. Einen „Koscher-für Pessach“ Stempel erhalten nicht nur Speisen, sondern sogar Zigaretten und Klopapier. So werde sichergestellt, dass sich in dem Klebstoff bei den Zigaretten kein „Chametz“, befinde und dass die Zigaretten, wie auch das Klopapier, nicht am wöchentlichen Ruhetag, dem Sabbat, hergestellt wurden. Zahlreiche Papierwaren, wie Servietten, Küchenrollen, Papierteller enthalten Stärke. Es darf deshalb gemäß Auslegung der פוסקים Posskim (rabbinische Gelehrte für die Einhaltung der Speisegesetze) zu keiner Berührung mit Speisen kommen. Wenn nichts Gesäuertes gegessen werden darf, also keine aus Getreide hergestellten Produkte, sind deshalb Bier, Wodka und Whisky nicht koscher, es sei denn, der Wodka wurde aus Kartoffeln gebrannt.

### Kaschern für Pessach
Im Wesentlichen werden Kochgegenstände in heißem Wasser gekocht (הגעלת כלים hag'alat kelim). Die Gegenstände müssen sorgfältig gereinigt werden und dürfen 24 Stunden vor dem Kaschern nicht benutzt werden. Gegenstände, die Chametz direkt durch Feuer aufgenommen haben, wie eine Bratpfanne oder ein Grill, werden durch direktes Feuer gekaschert (ליבון חמור Libun chamur – rotglühend), indem sie zum Glühen gebracht werden. Um einen normalen Ofen für Pessach zu kaschern, darf man ihn 24 Stunden lang nicht benutzen. Danach muss er gründlich gereinigt und für ein paar Stunden auf die höchste Stufe gestellt werden. Ähnlich wird ein Geschirrspüler oder ein Mikrowellenherd vorbereitet. Spülbecken werden gründlich gereinigt. Danach wird Wasser in einem sauberen Topf, der während der vergangenen 24 Stunden nicht benutzt wurde, gekocht und das Wasser je dreimal auf alle Seiten des Beckens, inklusive des Abflusses, gegossen. Meist werden zusätzlich alle Flächen, wie etwa die Küchentheke, mittels Stanniolpapier abgedeckt. Glasgeschirr muss nicht gekaschert werden. Es genügt, es dreimal gründlich auszuspülen.
Es gibt einige Gegenstände, die man nicht kaschern kann, wie Porzellan, Töpferware oder Emaille-Kochtöpfe. Bestimmte Gegenstände können ebenfalls nicht vollständig gereinigt werden, wie Siebe, Raspeln, Mühlen oder Taschenmesser etc., ebenso Gegenstände, die durch die Hitze des Kascherisierungsprozesses beschädigt werden können, etwa Messer mit angeklebten Griffen.

## Speisevorschriften für den Schabbat

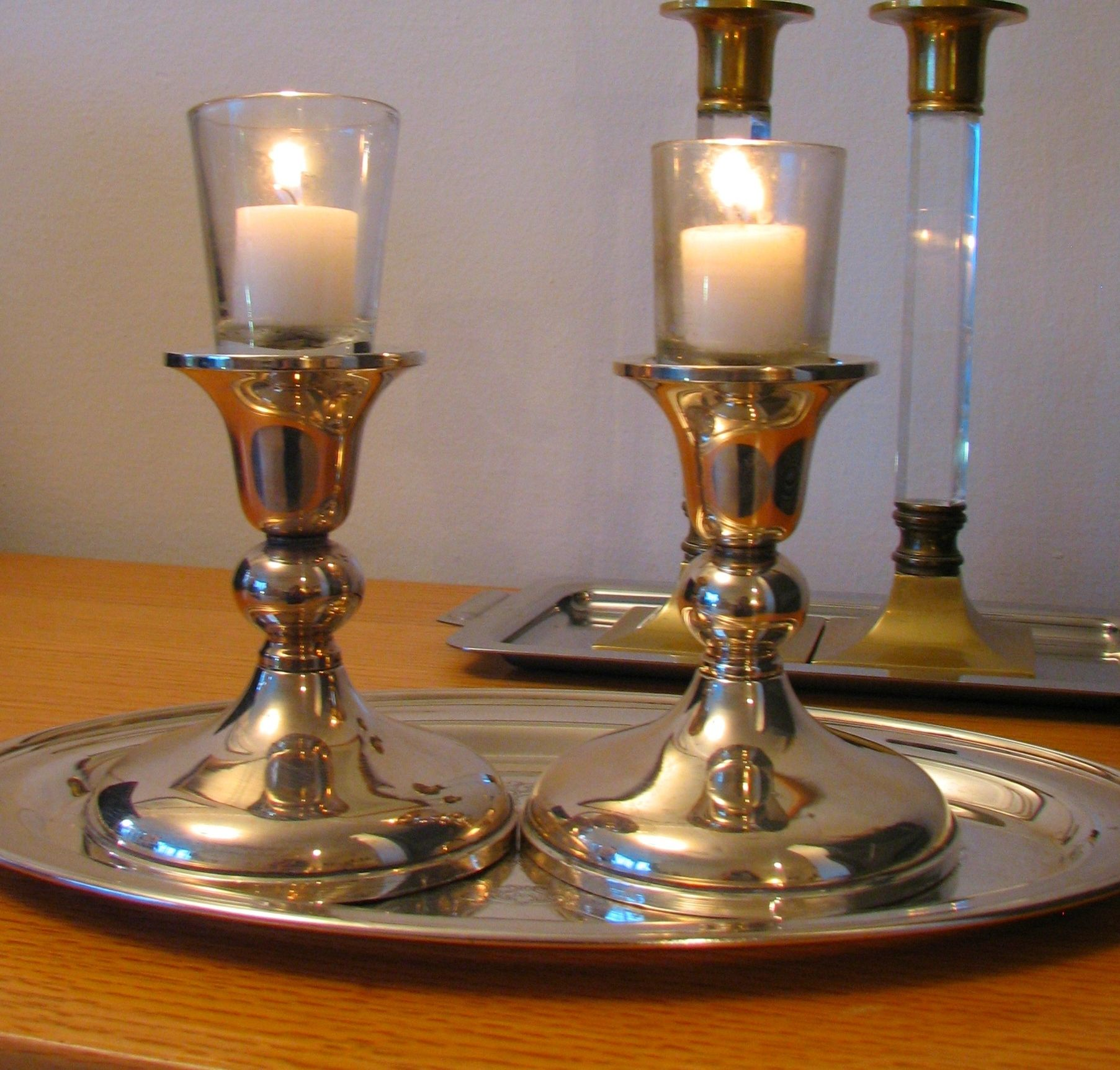
Nach dem Entzünden der Schabbatkerzen an Erev Schabbat (Freitag Abend) ist Kochen verboten

Am Schabbat genügt es nicht, die Vorschriften für die zulässigen Speisen und die Trennung von milchigen und fleischigen Speisen einzuhalten, sondern es gilt zusätzlich das Verbot des Kochens. Orthodoxe Juden verrichten am Schabbat keine Tätigkeiten, die gemäß der Halacha als Arbeit definiert sind. Dem liegt einerseits die Heiligkeit des Schabbats als eines der wichtigsten Gebote zu Grunde, als auch das absolute Verbot der Arbeit, das eine Erholung jedes Menschen nach sechs Tagen Arbeit sicherstellen soll. Die betreffenden Tätigkeitsbereiche sind in den 39 Melachot definiert. Zu vermeiden während des Feiertages ist es, ein Kochfeuer zu betreiben, Essen zuzubereiten oder einen Schalter zu betätigen. Elektrischer Strom wird mit Feuer gleichgesetzt, das am Schabbat weder entzündet noch gelöscht werden darf. Am Schabbat während des Pessach-Festes, dem Schabbat Chol HaMoed (שַבָּת חול המועד), werden die Vorschriften für Schabbat und Pessach gemeinsam beachtet.

### Eruv Tavschilin
Wenn ein Feiertag (hebräisch יום טוב Jom Tov) auf Erev Schabbat fällt (Erev Schabbat ist in diesem Sinne der gesamte Freitag), so darf man nicht am Jom Tov für den Schabbat kochen. Es ist jedoch erlaubt, eine Speise am Vortag, das heißt am Donnerstag, für das Kochen an Jom Tov vorzubereiten, um es dann am Freitag für Schabbat vorkochen zu dürfen. Diese Speise nennt man hebräisch עירוב תבשילין Eruv Tavschilin.

### Speisen

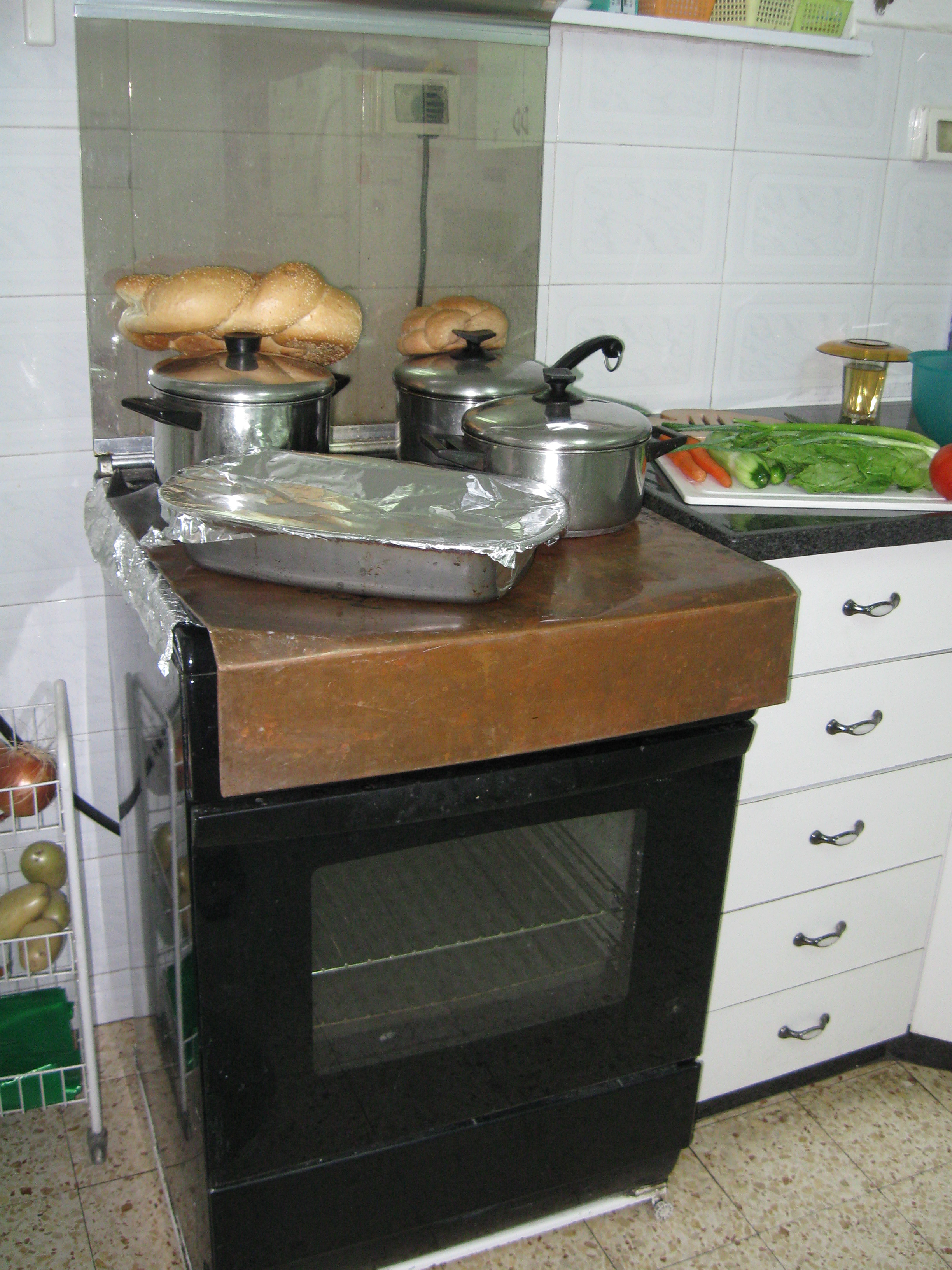
Ein Blech bedeckt eingeschaltete Herdplatten, um Speisen für das Schabbatmahl warm zu halten.

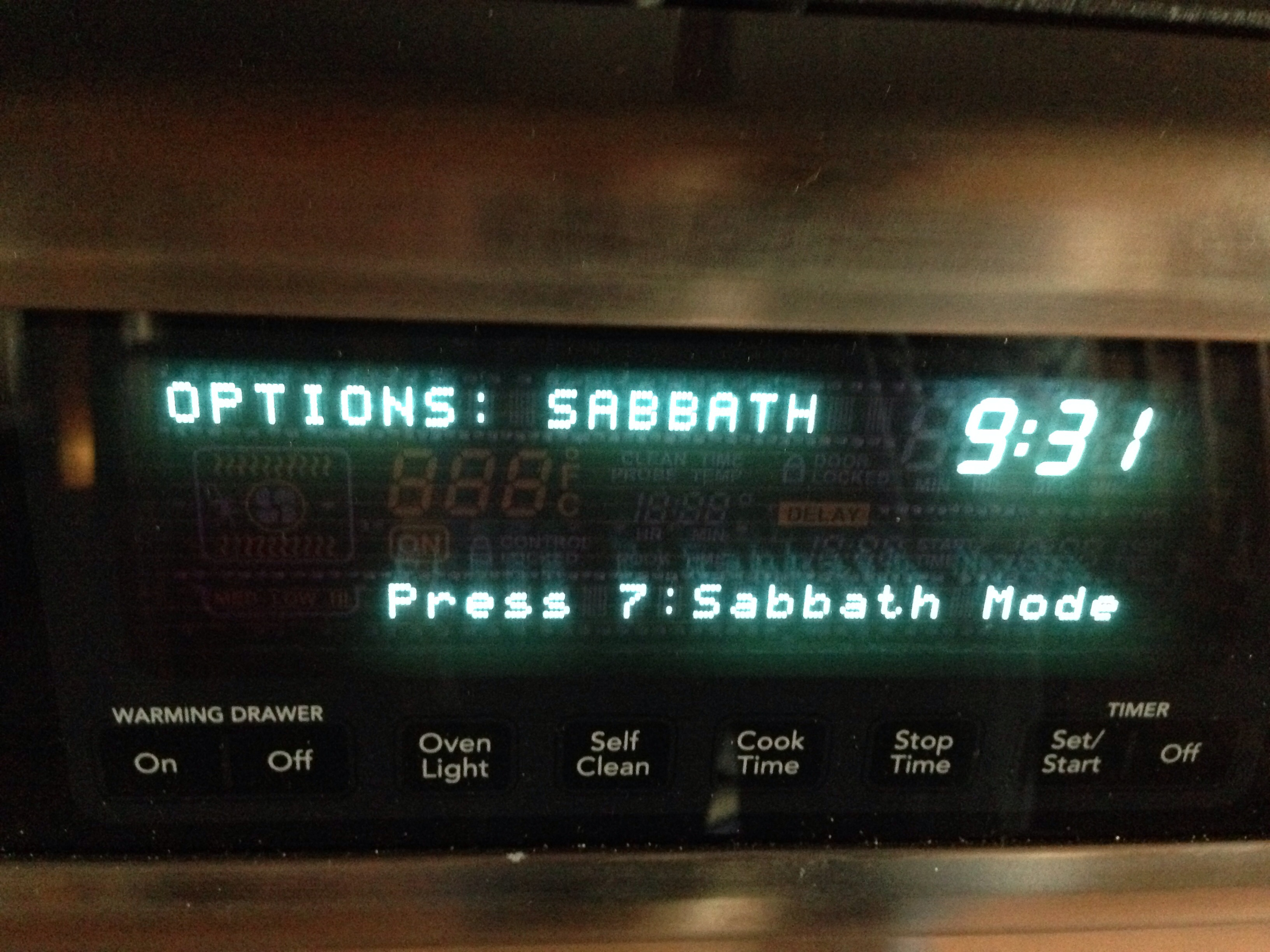
Ein Herd von Miele, der in den Schabbat Modus eingestellt werden kann

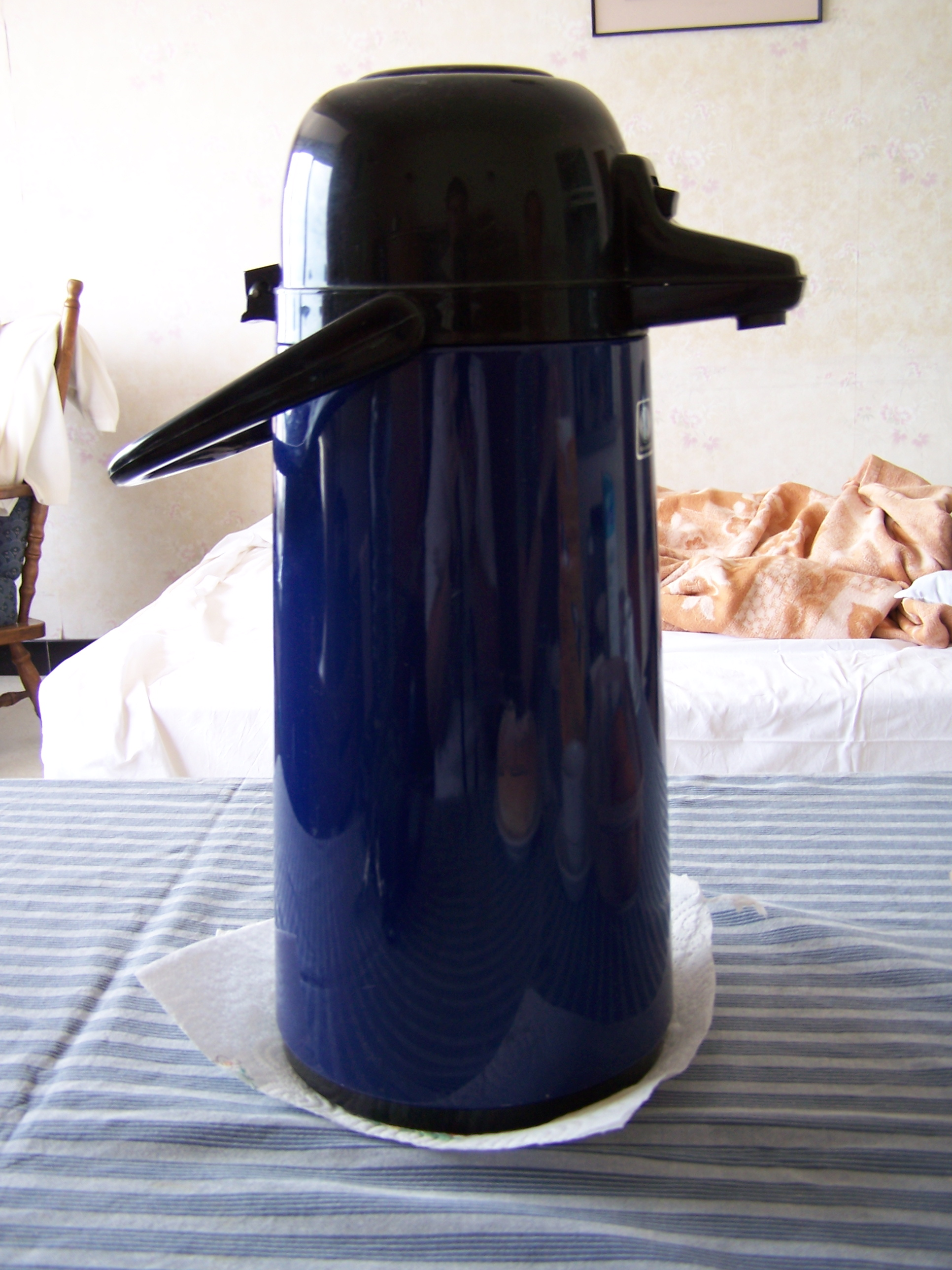
Isolierkanne, in der am Freitag vorgekochtes heißes Wasser aufbewahrt wird.

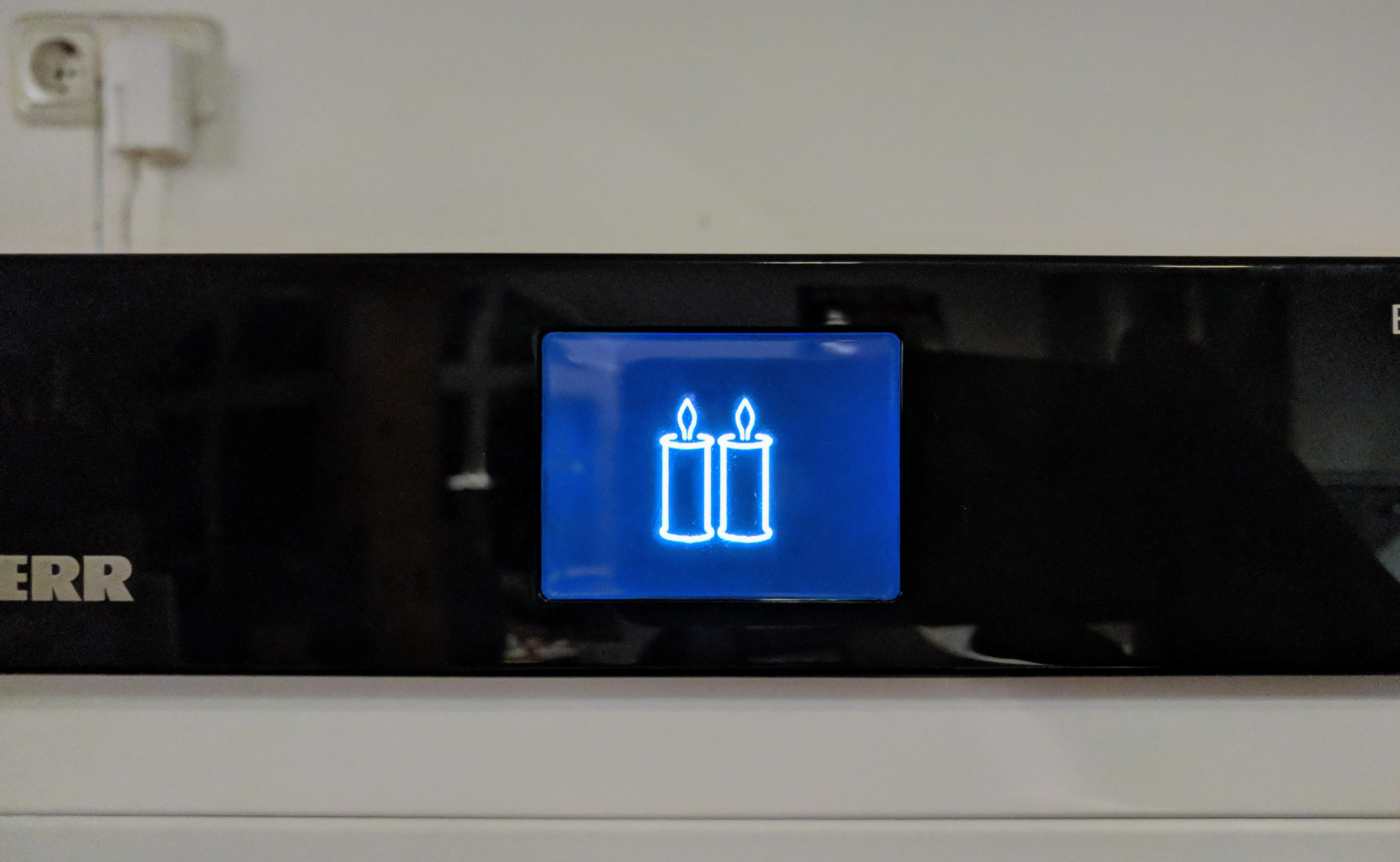
Liebherr-Kühlschrank im Sabbat-Modus, der durch zwei Kerzen symbolisiert wird.

Schabbat-Mahlzeiten סעודות שבת Seudot Schabbat sind die drei Mahlzeiten, die von Schabbat-treuen Juden eingenommen werden, die erste am Freitagabend, die zweite am Samstag und die dritte am späten Samstagnachmittag. Die dritte Mahlzeit, die am Samstagnachmittag stattfindet, wird שָׁלֹשׁ סְעֻדוֹת Schalosh Seudos genannt. Die jeweilige Hauptspeise soll warm gegessen werden.
Erlaubt ist deshalb das Warmhalten von am Freitag vorgekochten Speisen. Das bekannteste Gericht ist der Tscholent, eine Art Eintopf, der problemlos stundenlang vor sich hin köcheln kann. Die Kischke, eine Wurstware, oder das gefüllte Hälsel kann man zum Schabbat vorköcheln lassen. Das Pendant zum Tscholent bei den Sephardim heißt Haminados. Daneben existiert Hamin und weitere Varianten, wie T'beet bei irakischen Juden, Dafina bei marokkanischen Juden oder Cocido bei spanischen Juden. Bucharische Juden servieren einen ähnlichen Eintopf namens Osh Sovo (auch „ussvo“).
Kalt servierte Speisen sind ebenfalls problemlos, wie beispielsweise der Gefilte Fisch, der als kalte Vorspeise gegessen wird, die am Freitag vorgekocht und kalt gestellt wird, meist ein Karpfen, der je nach Sitte süßlich (polnischer Art) oder salzig (russischer Art) zubereitet wird. Dazu wird Rote Beete-Meerrettich (jiddisch כריין chrein) gereicht. Eine weitere beliebte kalte Vorspeise ist die Gehackte Leber, die ebenfalls am Freitag vorgekocht und kaltgestellt wird. Serviert werden auch Salzheringe mit Äpfeln sowie Zwiebeleier, kleingehackte Eier und Zwiebeln.
Besonders religiöse Juden essen nach Beendigung des Schabbats noch eine weitere Mahlzeit, מלווה מלכּה Melawe Malka, deutsch ‚„Begleiten der Königin“‘ genannt. Sie sollte frisch zubereitet sein und nicht etwa aus Resten der Schabbatgerichte bestehen.

### Warmhalten
Zum Warmhalten wird der Herd mit einer oder mehreren Platten eingeschaltet und anschließend mit dem Blech (בלעך), einer Herdabdeckung, abgedeckt. Danach werden die Töpfe mit dem fertig zubereiteten Essen zum Warmhalten obenauf gestellt, wo sie bis zum Ende des Schabbats verbleiben. Die Abdeckung der Heizstelle vermeidet die direkte Wirkung des Herdes auf die Speise, verhindert den Blick auf die Wärmequelle und schließt eine Kochtätigkeit des Menschen aus. Alternativen für das Blech sind das „Unblech“ oder Schongarer („Slow Cooker“) mit Keramikeinsatz, die ebenfalls ein langes Warmhalten von Speisen ermöglichen, elektrische Warmhalteplatten oder Wärmeschränke. Diese Geräte funktionieren unabhängig vom normalen Küchenherd. Bevorzugt werden nicht regulierbare Geräte oder solche, bei denen Regler abdeckbar oder entfernbar sind. Um Speisen im Backofen warm zu halten, verfügen viele moderne Geräte über einen Sabbat-Modus, der einen sicheren Dauerbetrieb ohne Eingreifen der üblichen Abschaltautomatik nach einigen Stunden ermöglicht. Viele moderne, elektronisch gesteuerte Geräte haben aus Brandschutz- und Energiespargründen eine zeitgesteuerte Abschaltautomatik. Diese Einschränkung kann durch einen Sabbat-Modus aufgehoben werden, sodass der Ofen eine gewählte Temperatur für mehrere Tage halten kann. Möglich ist auch das Abschalten von Signaltönen, Zeit- oder Temperaturanzeigen während des Sabbatprogrammes. Grama (Jüdisch-babylonisches Aramäisch: גרמא‎ indirekte Verursachung) ist eine weitere, neu entwickelte Technologie, die das Einschalten von Geräten unter Wahrung der Sabbatruhe ermöglicht. Dabei schließt oder unterbricht ein Schalter nicht sofort den Stromkreis, sondern ein interner Scanner überprüft, ob ein solcher Schalter betätigt wurde und schließt oder unterbricht den Stromkreis mit zeitlicher Verzögerung.
Heißes Wasser, beispielsweise für die Zubereitung von Kaffee, wird in Thermoskannen aufbewahrt. Verwendet wird Instantkaffee.

### Kühlen

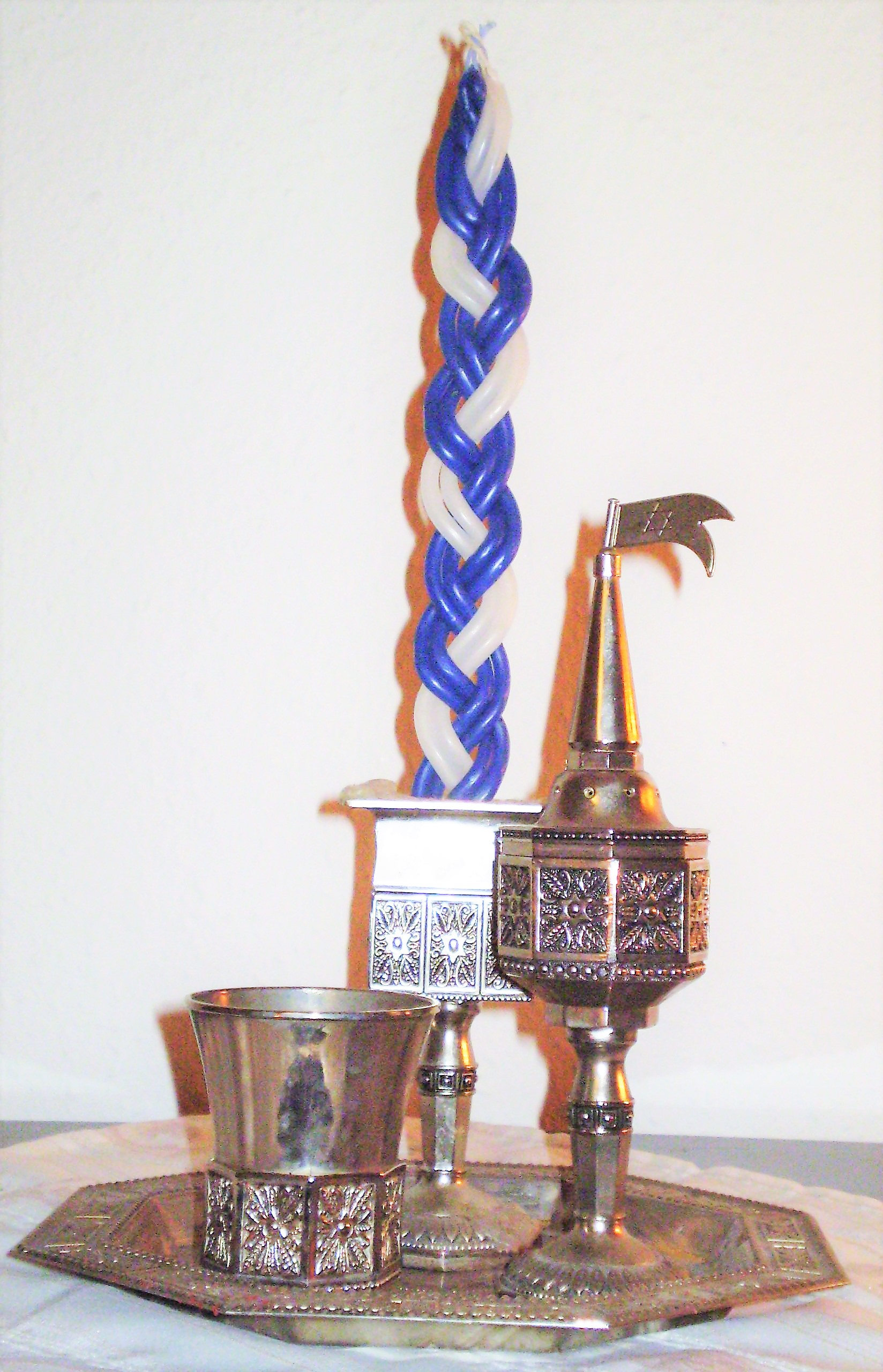
Hawdala-Kerze mit Besamimbüchse und Becher für Kidduschwein

Werden kalte Speisen im Kühlschrank aufbewahrt, müssen bei der Entnahme an Schabbat zwei Dinge beachtet werden. Beim Öffnen der Kühlschranktür muss der Kühlschrank so eingestellt sein, dass die Innenbeleuchtung nicht durch das Öffnen der Kühlschranktür angeht. Hierfür gibt es Kühlschränke, die in einen Schabbat-Modus eingestellt werden können. Ferner darf die Kühlschranktür nur geöffnet werden, während das Kühlaggregat läuft. Andernfalls würde durch das Einfließen warmer Luft das Einschalten des Kühlaggregats bewirkt werden. Alle Tätigkeiten, die Strom fließen lassen könnten, sind verboten. Während das Kühlaggregat läuft, wird durch das Öffnen ja das Einschalten des Kühlschranks nicht bewirkt. Allenfalls läuft das Kühlaggregat dadurch etwas länger, was aber unschädlich ist. Im Kühlschrank dürfen milchige und fleischige Speisen gemeinsam aufbewahrt werden. Sie dürfen sich jedoch nicht berühren.

### Geschirrspülen
Geschirr darf am Schabbat vom Tisch abgeräumt werden. Ebenso ist das Decken des Tisches erlaubt. Geschirrspülen fällt jedoch unter das Arbeitsverbot am Schabbat und darf deshalb erst nach Beendigung des Schabbats erfolgen, genauer nach Erlöschen der Hawdala-Kerze.

## Speisevorschriften für weitere Feiertage

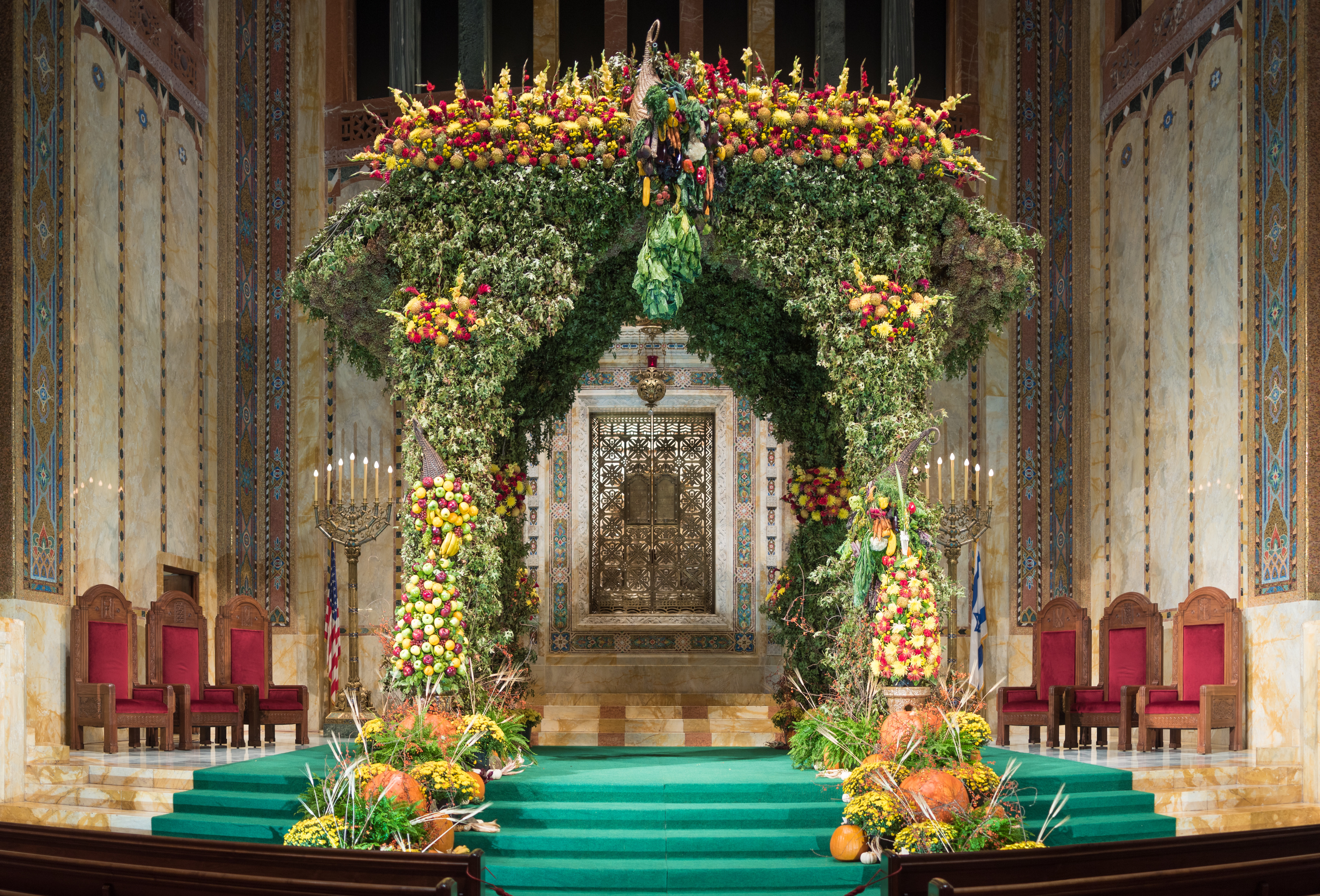
Festlich geschmückte Sukka zum Laubhüttenfest in der Emanu-El-Synagoge in Manhattan, New York. Es handelt sich um eine Reform-Synagoge, denn in orthodoxen Kreisen muss die Sukka unter freiem Himmel aufgestellt werden.

An einigen biblischen Feiertagen darf wie am Schabbat keine Arbeit verrichtet werden, jedoch ist das Kochen erlaubt.
Jeder Festtag beginnt am Vorabend, denn im jüdischen Kalender dauert der Tag vom Vorabend bis zum Abend des Tages – nicht von 0 bis 24 Uhr.

### Sukkot
In Erinnerung an den Auszug aus Ägypten, als die Israeliten in provisorischen Behausungen wohnten, wird jedes Jahr zu Sukkot (סוכות) eine Sukka (Laubhütte) gebaut, eine mit Ästen, Stroh oder Laub gedeckte Hütte, die unter freiem Himmel stehen muss. In ihr werden, wenn es das Wetter erlaubt, die Mahlzeiten während der siebentägigen Dauer des Festes eingenommen. Es ist Vorschrift, zumindest am ersten Abend des Festes etwas – mindestens von der Größe einer Olive – in der Sukka zu essen.
| Jüdisches Jahr | Gregorianisches Datum           |
| -------------- | ------------------------------- |
| 5784           | 30. September – 7. Oktober 2023 |
| 5785           | 17. – 24. Oktober 2024          |
| 5786           | 21. – 28. September 2025        |
| 5787           | 26. September – 3. Oktober 2026 |

### Schawuot
An Schawuot (שָׁבוּעוֹת), dem jüdischen Erntedankfest, wird traditionell Milch getrunken, dazu werden süße milchige Speisen (Eierkuchen mit Quark, Käsekuchen usw.) und Honig serviert, da die Tora mit Milch verglichen wird, die das Volk Israel wie ein unschuldiges Kind begierig trinkt. Durch die vorgeschriebene Trennung von Fleisch- und Milchgerichten wird kein Fleisch gegessen.
| Jüdisches Jahr | Gregorianisches Datum |
| -------------- | --------------------- |
| 5784           | 12. bis 13. Juni 2024 |
| 5785           | 2. bis 3. Juni 2025   |
| 5786           | 22. bis 23. Mai 2026  |
| 5787           | 11. bis 12. Juni 2027 |

### Die drei Wochen
„Die drei Wochen“ (hebräisch שלושת השבועות schloschet haschawuot) sind die Periode zwischen dem 17. Tammus und dem 9. Av im jüdischen Kalender. Sie sind Tage der Trauer über die Zerstörung des Jerusalemer Tempels. Während dieser Periode schreibt die Halacha mehrere Verbote vor, darunter vom 1. bis zum 9. Av weder Fleisch noch Wein zu genießen, mit Ausnahme von Schabbat und einer religiösen Feier (סְעוּדָה מצוה Se’udat Mitzwa).
| Jüdisches Jahr | Die drei Wochen            | 1. bis 9. Aw                  |
| -------------- | -------------------------- | ----------------------------- |
| 5784           | 23. Juli – 13. August 2024 | 5. bis 13. August 2024        |
| 5785           | 13. Juli – 3. August 2025  | 27. Juli bis 3. August 2025   |
| 5786           | 2. Juli – 23. Juli 2026    | 15. Juli bis 23. Juli 2026    |
| 5787           | 22. Juli – 12. August 2027 | 4. August bis 12. August 2027 |

### Tischa beAv
Bei der Mahlzeit vor dem Fastenbeginn (סְעוּדָה מַפְסֶקֶת Se‘uda Mafseket) von Tischa beAv, einem Fast- und Trauertag, an dem der Zerstörung des Jerusalemer Tempels gedacht wird, ist es verboten, Fleisch zu essen. Traditionell wird zusätzlich ein hartgekochtes Ei, das mit Asche bestäubt wurde, als Zeichen der Trauer und in Erinnerung an die Asche des Tempels verzehrt. Bei dieser Mahlzeit sind alkoholische Getränke, einschließlich Wein, verboten. Die Vorschriften für die Mahlzeit vor dem Fasten gelten nicht, wenn der Tag auf einen Schabbat oder Sonntag fällt. (Mischna, Taanit 26b; Babylonischer Talmud Taanit 30a). Bis zum Mittag des Folgetages, dem 10. Aw, isst man kein Fleisch und trinkt keinen Wein. Dies ist eine Erinnerung daran, dass der Tempel auch noch am 10. Aw gebrannt hatte.
| Jüdisches Jahr | Gregorianisches Datum |
| -------------- | --------------------- |
| 5784           | 13. August 2024       |
| 5785           | 3. August 2025        |
| 5786           | 23. Juli 2026         |
| 5787           | 12. August 2027       |

### Tu biSchevat

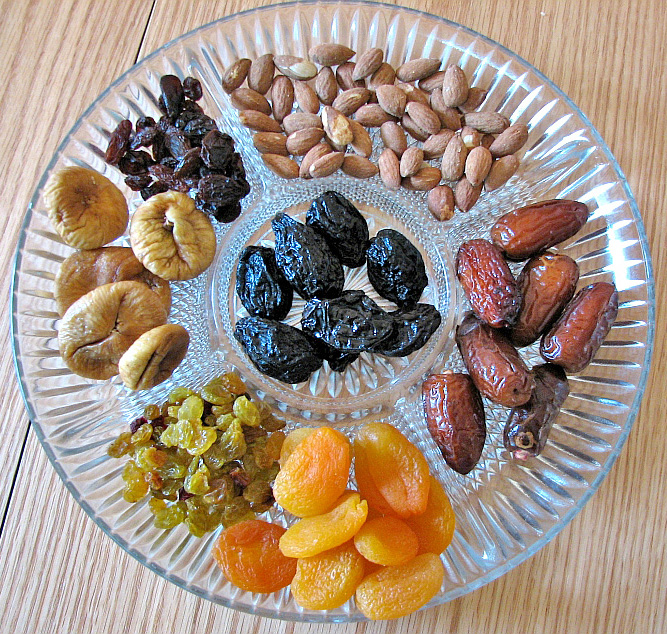
Sederteller mit zahlreichen getrockneten Früchten für Tu biSchevat

Tu biSchevat (ט״ו בשבט) ist das Neujahrsfest der Bäume (ראש השנה לאילנות Rosch ha-Schana La'illanot), im Februar ist ein kleiner Feiertag, an dem Früchte/Fruchtsalat gegessen werden. Am Vorabend wird ein Seder abgehalten, an dem es in der Diaspora Brauch ist, möglichst fünfzehn Früchte, die an das Land Israel erinnern, zusammenzustellen und zu verzehren. Man deckt am 15. Schevat den Tisch, indem man die schönsten Früchte aus dem Land Israel aufträgt, insbesondere jedoch die „sieben Arten“ mit denen das Land gesegnet war.
| Jüdisches Jahr | Gregorianisches Datum |
| -------------- | --------------------- |
| 5784           | 25. Januar 2024       |
| 5785           | 13. Februar 2025      |
| 5786           | 2. Februar 2026       |
| 5787           | 23. Januar 2027       |

### Schiv’a
Während der שבעה Schiv’a, der siebentägige Trauerwoche nach dem Ableben nächster Angehöriger, darf weder Wein, noch andere Alkoholika getrunken und kein Fleisch gegessen werden. In der Regel wird in dieser Zeit nicht gekocht. Angehörige und Freunde bringen den Trauernden Speisen und Trank.

### Chanukka

Chanukka-Leuchter

Für Chanukka gibt es keine Speisevorschriften, jedoch werden Traditionen zelebriert, die mit dem Ölwunder zu tun haben. So werden Speisen gegessen, die in reichlich Öl gesotten werden, quasi als Quelle für das innere Licht, das aus jedem Menschen strahlen soll. Hierzu gehören Kartoffel-Latkes (Kartoffelpuffer) und Sufganijot (Krapfen). Dass Nahrung manchmal lebensgefährlich sein kann, beweist einer der größten Siege der Makkabäer durch Verfüttern von Käse an den Feind. Deshalb werden zu Chanukka auch bevorzugt milchige Speisen gegessen.
| Jüdisches Jahr | Gregorianisches Datum                |
| -------------- | ------------------------------------ |
| 5785           | 26. Dezember 2024 bis 3. Januar 2025 |
| 5786           | 15. bis 22. Dezember 2025            |
| 5787           | 5. bis 12. Dezember 2026             |
| 5788           | 25. Dezember 2027 bis 2. Januar 2028 |

## Fasten

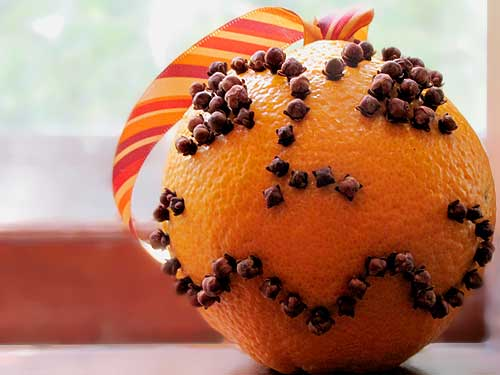
Orange mit Nelken gespickt

Fasten bedeutet im Judentum am Fasttag vom Vorabend bis zum Abend des Tages (etwa 25 Stunden, aber nicht länger) nichts zu essen und nichts zu trinken. Selbst das Zähneputzen oder ein Ausspülen des Mundes ist verboten. Auch Rauchen ist untersagt. Zur Erleichterung ist nur das Riechen von Wohlgerüchen erlaubt. Dazu wird beispielsweise eine Orange mit Nelken gespickt. Als diese „langen“ Fasttage gelten Tischa beAv und Jom Kippur. Am Ende von Jom Kippur eilen die Betenden aus der Synagoge zum „Ausfasten“ nach Hause, womit das Fasten im Kreis der Familie mit einem kleinen Festmahl beendet wird, das hauptsächlich aus kalten Speisen besteht, da das Kochverbot beachtet werden musste. In einigen Synagogen gibt es einen kleinen Imbiss im Kreis der Synagogengemeinde. Äthiopische Juden (Beta Israel) fasten am Sigd-Fest. Es gibt daneben vier „kurze“ Fasttage, Assara beTevet, Ta’anit Esther, Schiwa Assar beTammus und Zom Gedalja. An ihnen beginnt das Fasten nicht schon am Vorabend, sondern erst mit der Morgenröte.
Am Tag der Hochzeit fastet das Brautpaar ab dem Morgengrauen. Wenn die Hochzeitszeremonie beendet ist, begeben sich die Brautleute in einen geschlossenen Raum, in dem sie alleine gelassen werden. Das ist das ייחוד „Jichud“, das erstmals „Miteinander-alleine-gelassen-werden“, die Erfüllung der dritten Bedingung für eine gültige Heirat. In der Regel dauert dies kurz, ist mehr symbolisch. In dem Raum werden Speisen bereitgestellt, das Brautpaar beendet das Fasten und isst eine Kleinigkeit.

## Koschere Medikamente
Die recht strengen jüdischen Speisegesetze gelten auch für Arzneimittel. Ein Emulgator, dessen Fettsäuren vom Schwein stammen, ist nicht koscher. Gleiches gilt für Gelatine vom Schwein. Sämtliche Arzneimittel, die tierische Bestandteile enthalten, sind suspekt. Dazu zählen auch von Tieren gewonnene Aminosäuren, Enzyme, Proteine oder Hormone. Besonders problematisch ist die Einstufung der Lactose wegen der vorgeschriebenen Trennung von Milch- und Fleischprodukten, da sie Bestandteil vieler Tabletten ist. Diese enthalten oft Hilfsstoffe, wie Mais- oder Weizenstärke, wodurch das Verbot von Chametz an Pessach übertreten würde. Sorbit kann Dextrose oder Glucose enthalten. Bei allen Siruparten besteht der Verdacht, dass darin Glycerin enthalten ist. Koschere Alternativmedikamente sind vielfach in Israel erhältlich. In Deutschland gibt es koschere Arzneimittel, die beispielsweise von der Firma Merck seit 2009 hergestellt und vertrieben werden. Im Talmud steht unter פִּקּוּחַ נֶפֶשׁ Pikuach Nefesch, dass man religiöse Vorschriften jedoch nicht einhalten muss, wenn dadurch das Leben oder die Gesundheit gefährdet sind. Die Vorschriften gelten auch nur für peroral eingenommene Medikamente.

## Der Begriff „koscher“
Obwohl der Begriff koscher vorwiegend für erlaubte Lebensmittel im Judentum steht, ist er nicht auf die Speisegesetze beschränkt. In der Bedeutung „rein“ steht er auch für einen „koscheren Mensch“, einen Juden, der in jeder Hinsicht ein der Religionslehre entsprechendes Leben führt. Koscher bezieht sich auch auf Gegenstände, beispielsweise ob eine Küche koscher ist, oder etwa die Schwimmkleidung einer Frau koscher ist, demnach mindestens Knie und Ellenbogen bedeckt. Als Eigenschaftswort bezeichnet es beispielsweise eine koschere Metzgerei, die nur Fleisch geschächteter Tiere anbietet.

## „Koscher“ in übertragener Bedeutung
Das jiddische Wort koscher hat in übertragener Bedeutung Eingang in die allgemeine Sprache gefunden. Im deutschen Sprachgebrauch bedeutet es „einwandfrei“, „unbedenklich“. Mit den Bezeichnungen nicht koscher oder nicht ganz koscher, wird „bedenklich“ oder „nicht geheuer“ gemeint.

## „Die Koscher“
„Die Koscher“ bezeichnet im pfälzischen Dialekt und in Hessen die Rindswurst, eine geräucherte Rohwurst. Die Bezeichnung stammt aus dem 19. Jahrhundert, als Metzger versuchten, die jüdische Klientel mit einer Wurst zu bedienen, die nur Rindfleisch enthielt. Die Metzger glaubten, damit alleine eine koschere Wurst herzustellen. Teilweise wird dem Rindfleisch heutzutage auch Pferdefleisch zugesetzt und ist alles andere als koscher gemäß den jüdischen Speisegesetzen.

## Kosher style
Insbesondere in den USA und Kanada gibt es zahlreiche Restaurants, die Speisen „kosher style“ anbieten. Dabei sind jüdische Gerichte kein reiner „Kochstil“. Hierzu gehören etwa Knisches (Teigpasteten mit einer Füllung aus Erdäpfeln, Zwiebeln und Ei, auch Fleisch), Bagels, Blintzes und Matzenbällchensuppe, bei denen zwar die zugehörigen traditionellen Rezepte verwendet, aber die Kaschrutregeln nicht eingehalten werden. Solche Restaurants nennen sich oftmals Delicatessen oder Deli.

## Jüdische Küche
Die jüdische Küche ist im Kern aus den jüdischen Speisegesetzen hervorgegangen und beinhaltet eine ganze Reihe von Spezialitäten. Darüber hinaus existiert eine Anzahl jüdischer Speisen, die von der Küche der Länder, in denen die Juden lebten und leben, beeinflusst sind. Man kann zwischen einer aschkenasischen und einer sephardisch-orientalischen Küche unterscheiden.

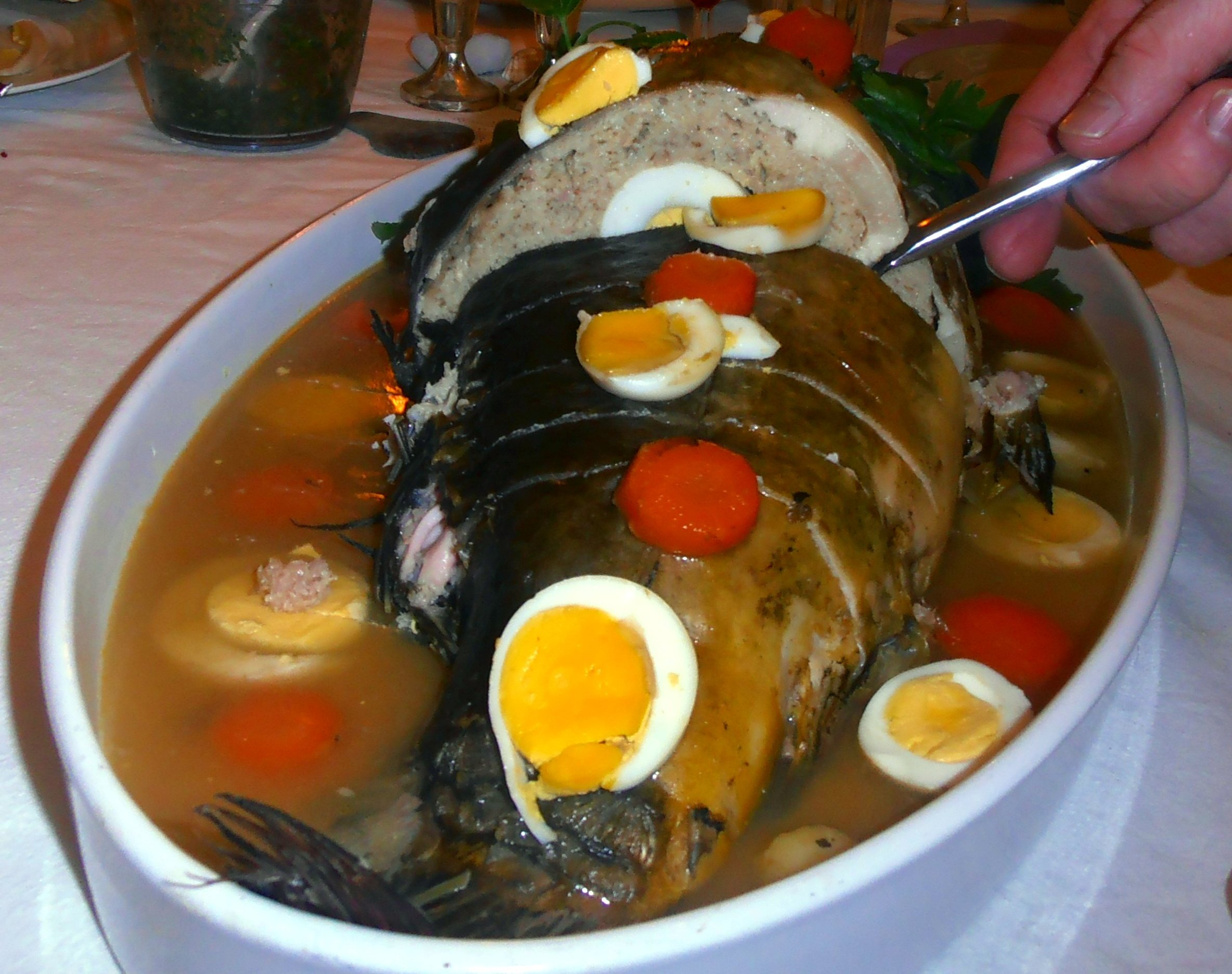
Gefilte Fisch
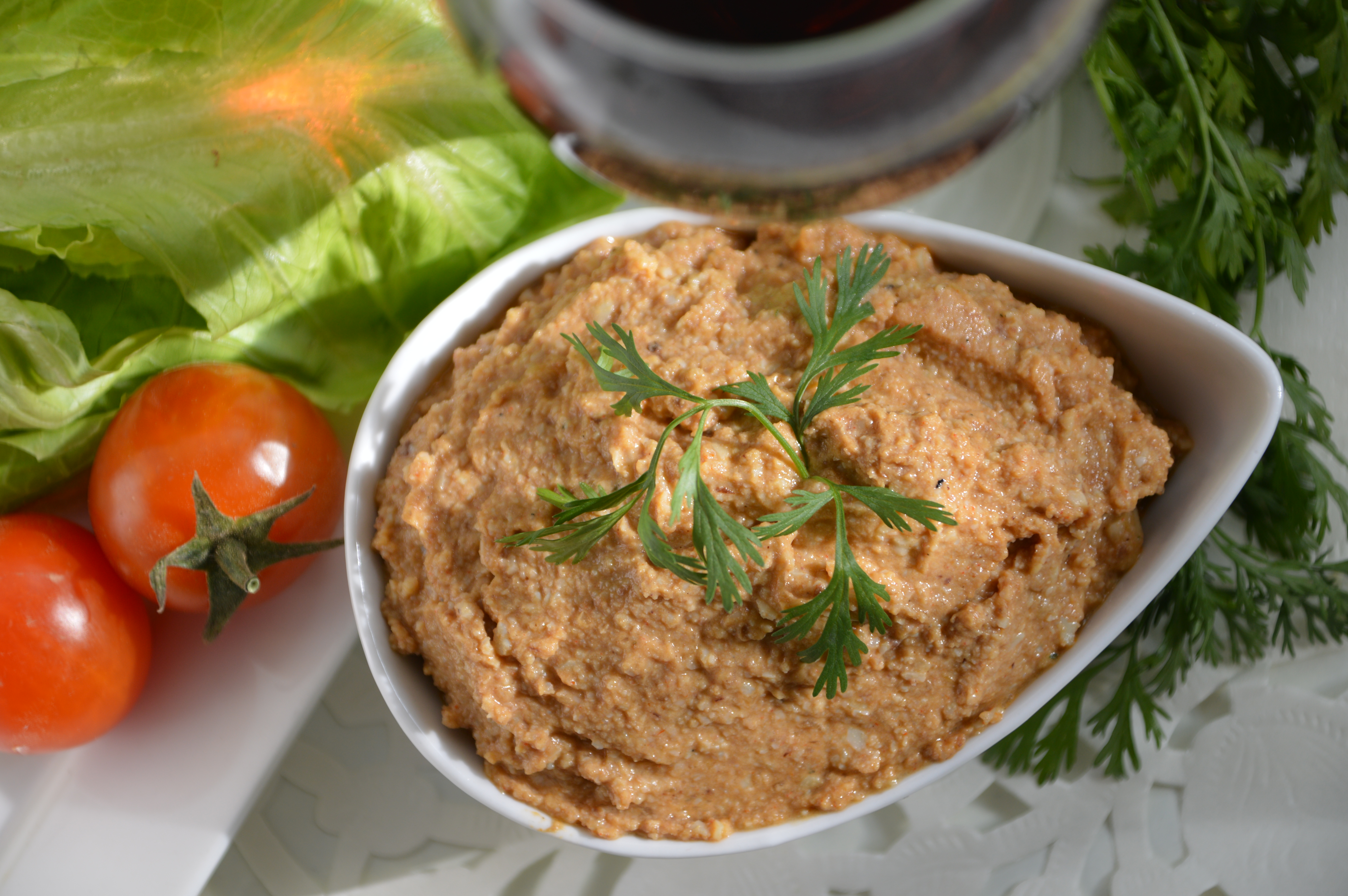
Gehackte Leber
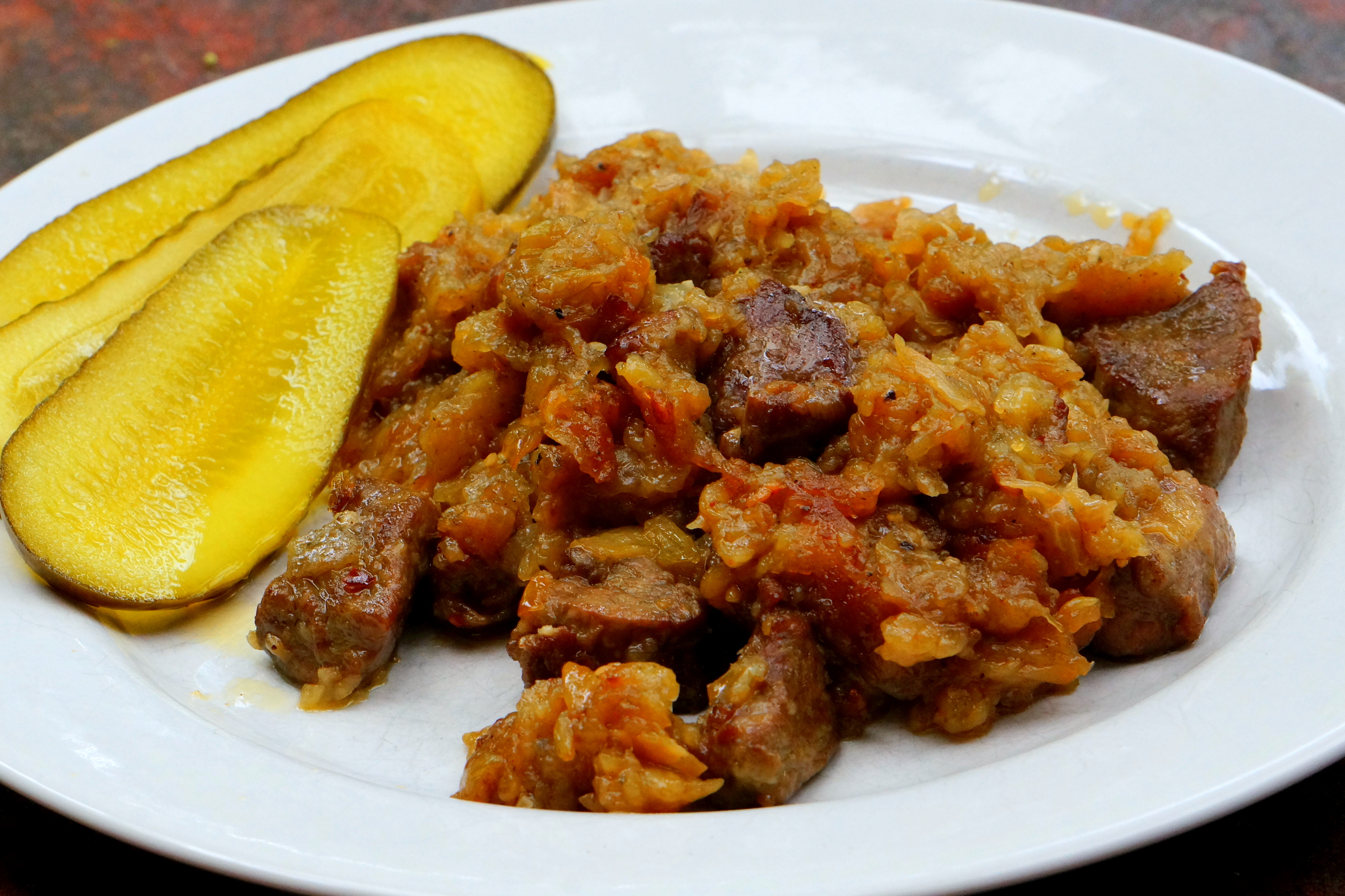
Tscholent mit Kartoffeln und Lamm
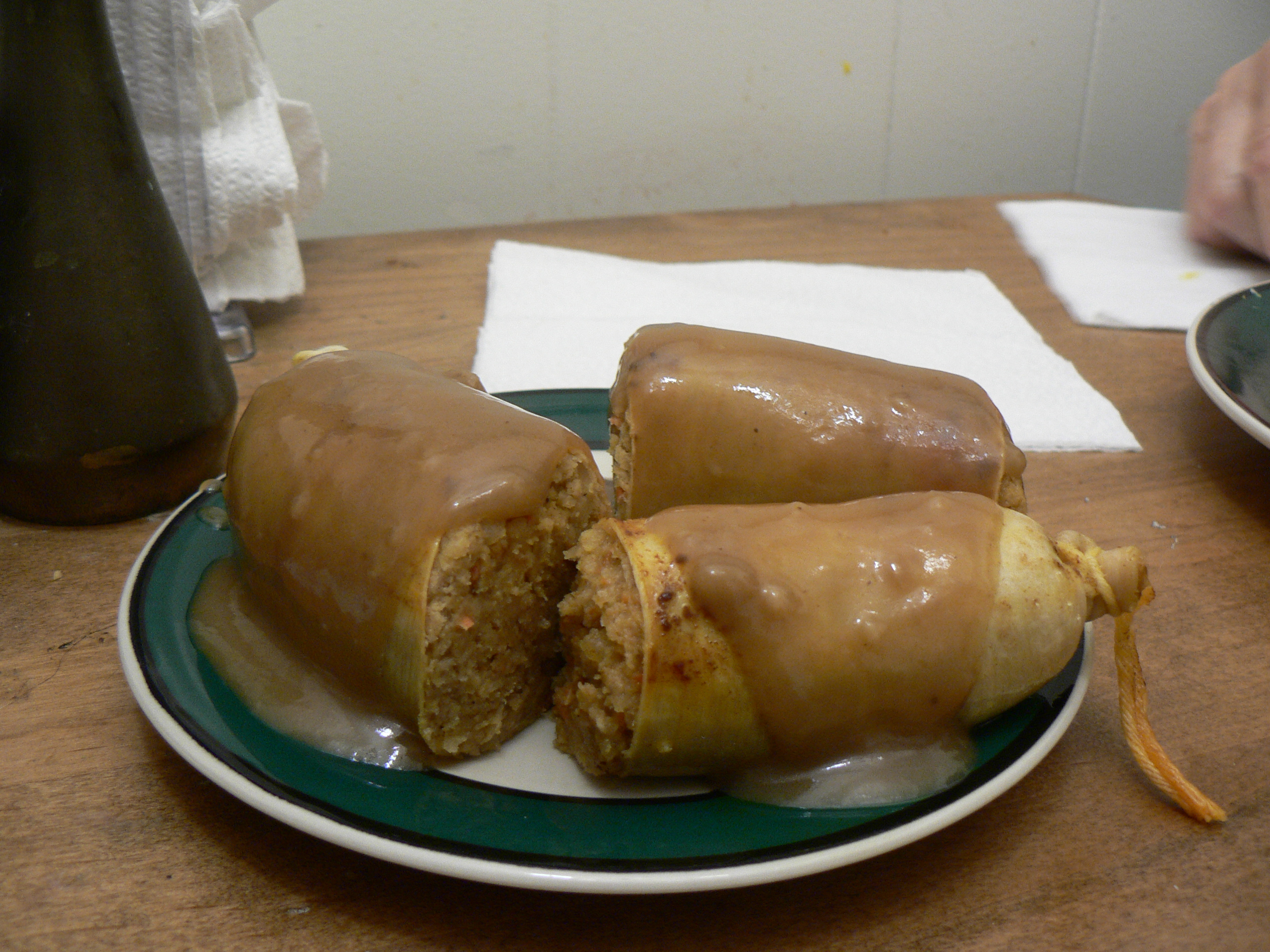
Kischke
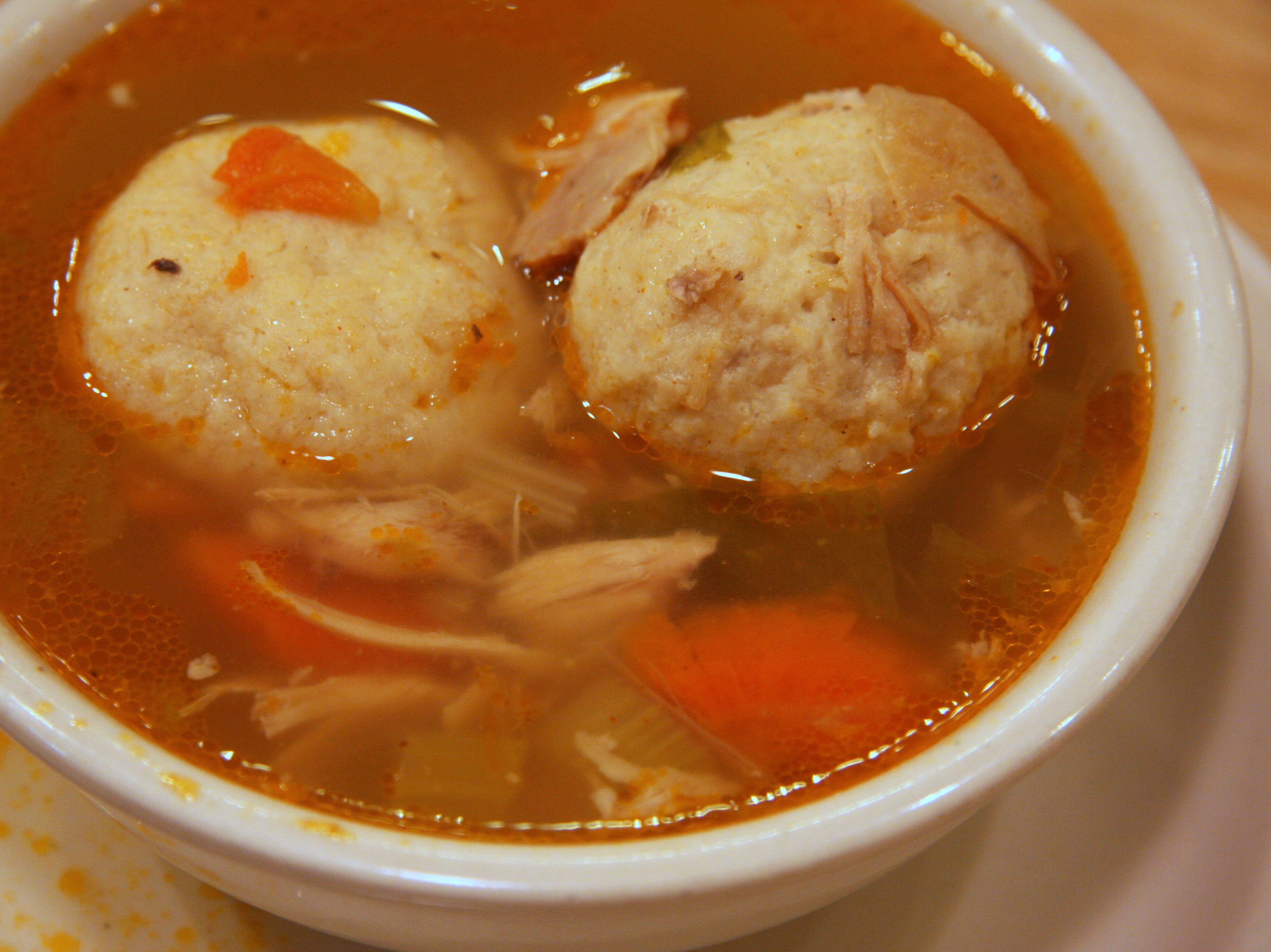
Matzeknödel in Suppe
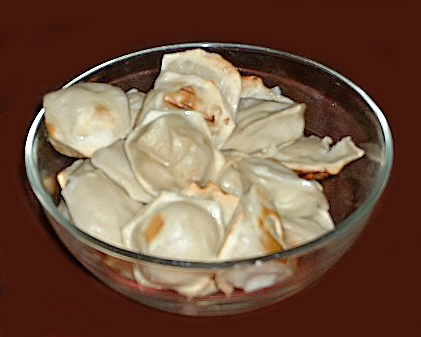
Kreplach
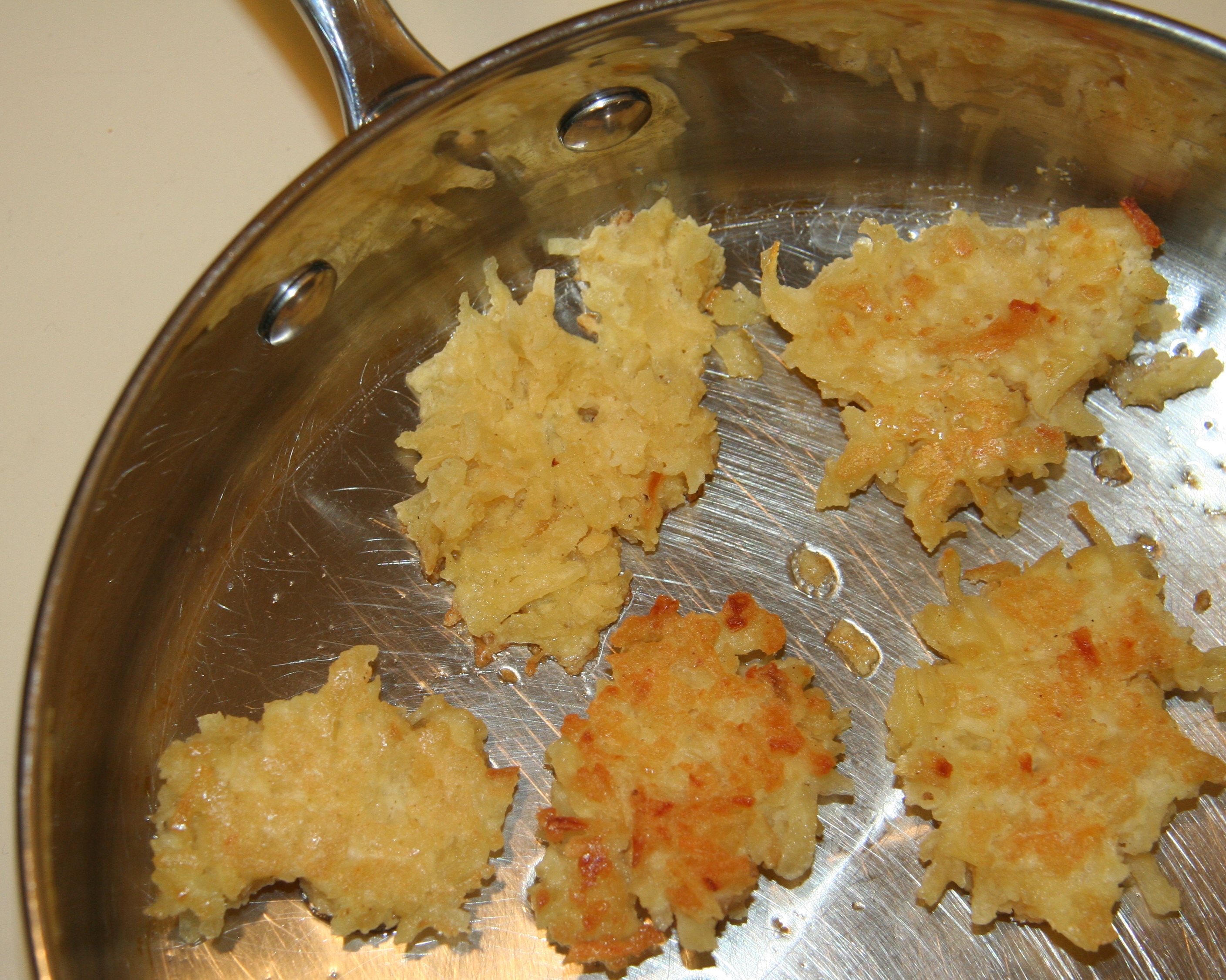
Latkes
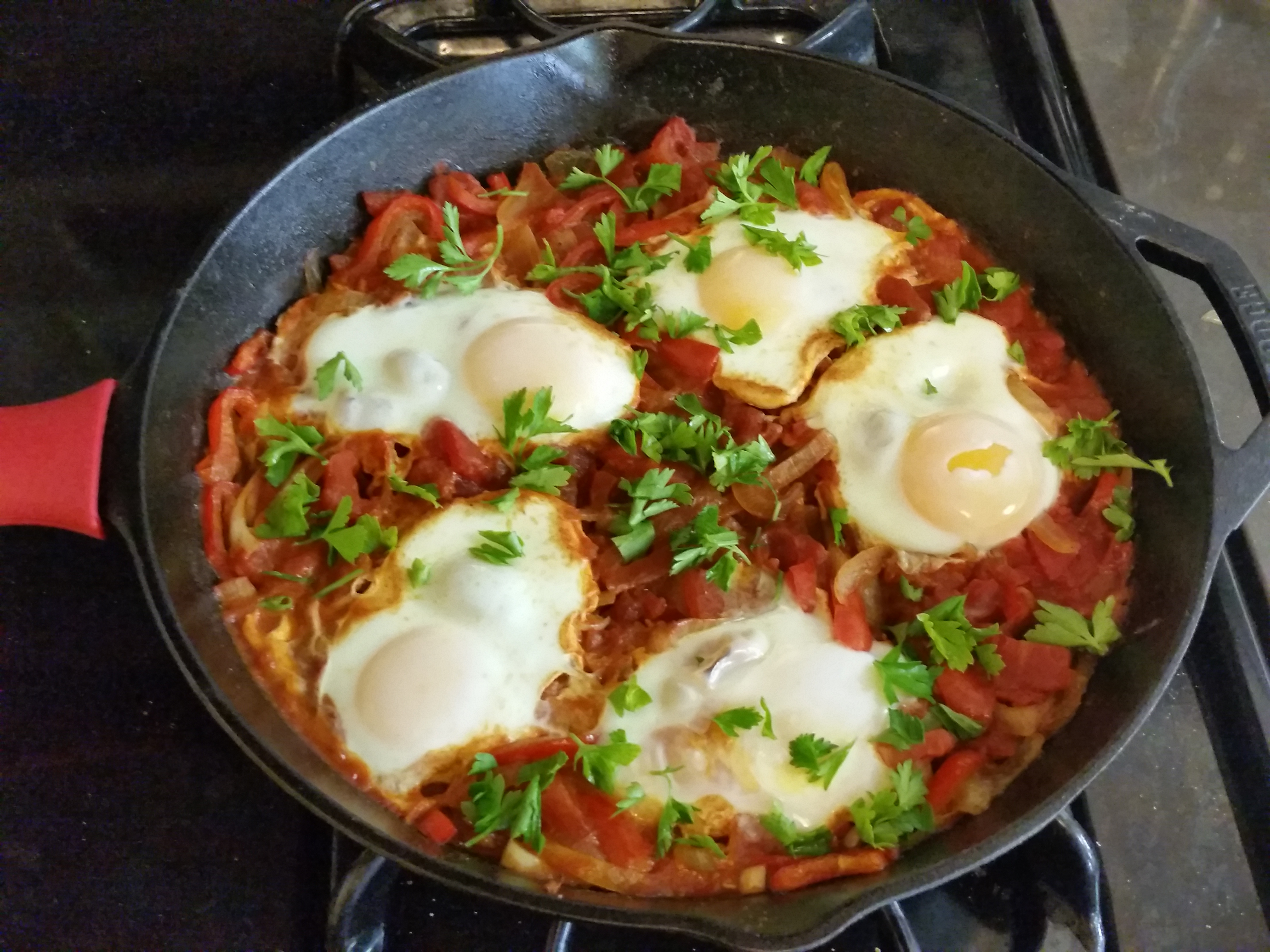
Schakschuka
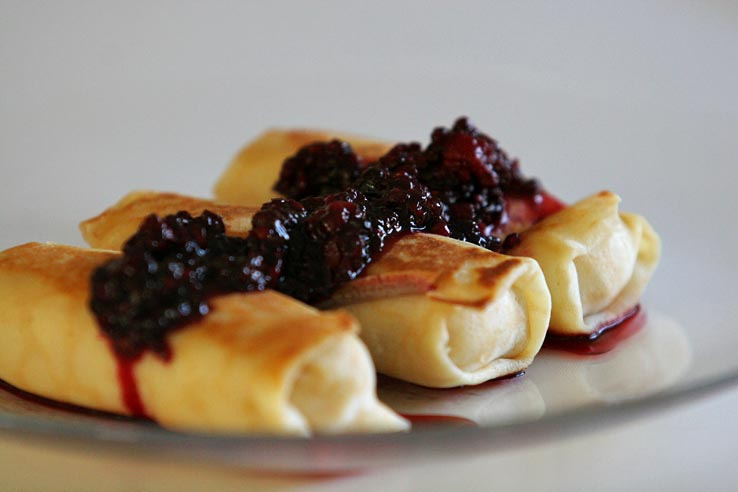
Käse-Blintzes mit Brombeeren
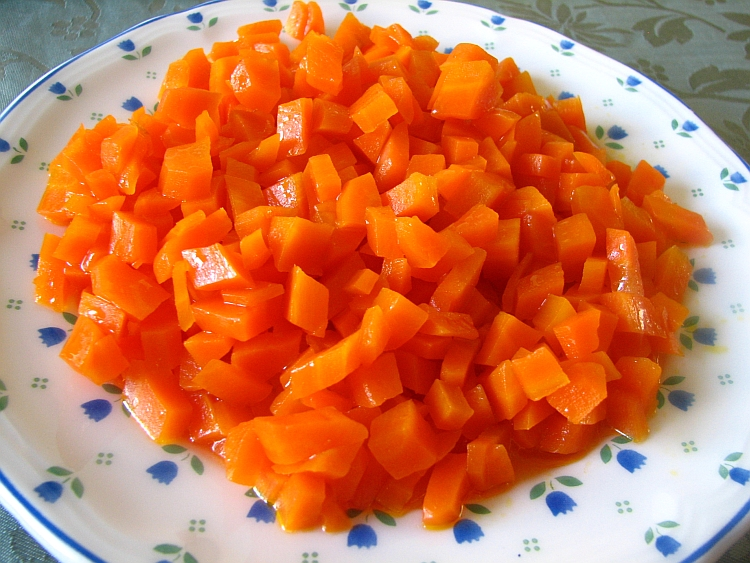
Tsimmes
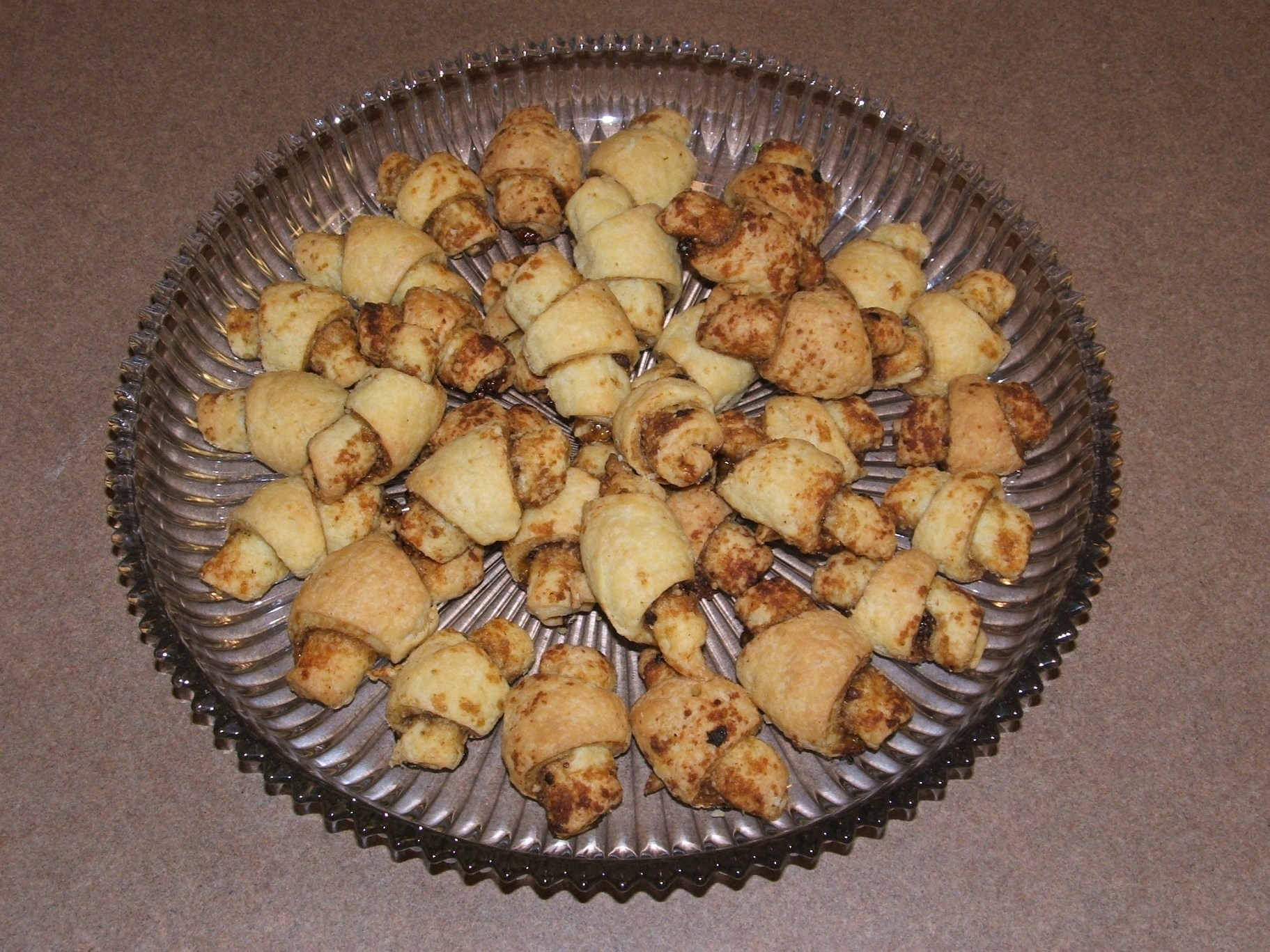
Rugelach
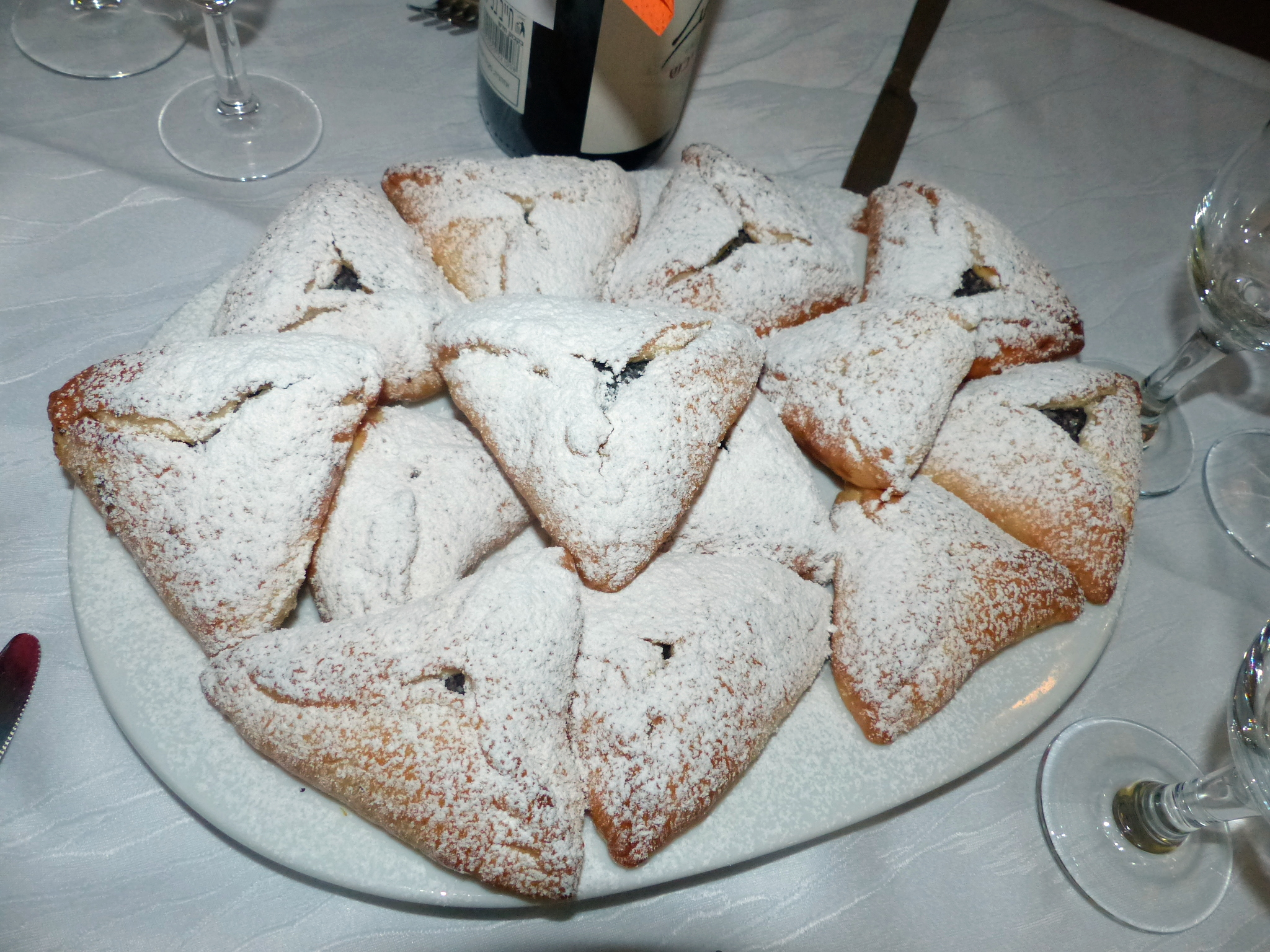
Hamantaschen
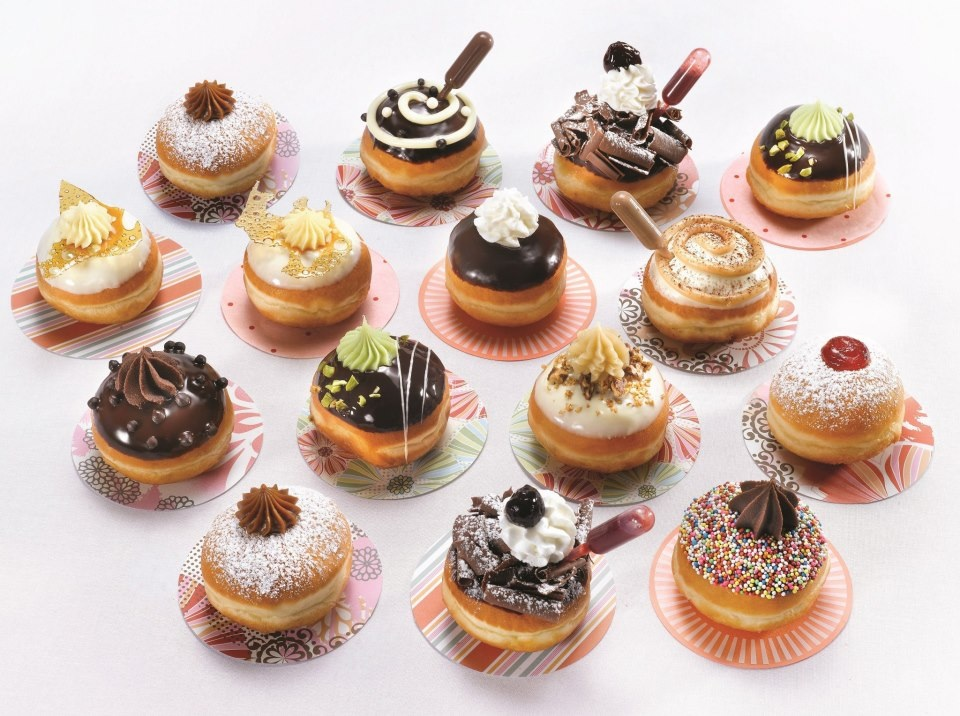
Sufganijot

Bei verschiedenen Fluggesellschaften kann man – vor allem auf Mittel- und Langstreckenflügen – koscheres Essen bestellen. Die Vorbestellzeit beträgt zwischen 24 und 36 Stunden. Auf Flügen der israelischen Fluglinien, wie El Al, Arkia Israeli Airlines, Israir oder Sun d’Or International Airlines wird ausschließlich koscheres Essen serviert.

## Abgrenzung koscher – halāl
Der dem Begriff koscher vergleichbare islamische Begriff zur Regelung der islamischen Speisevorschriften ist arabisch حلال halāl. Es bezeichnet alle Dinge und Handlungen, die nach islamischem Recht zulässig sind. Teilweise sind die Vorschriften in beiden Religionen deckungsgleich, teilweise verschieden. Die jüdischen Speisegesetze sind in Teilen wesentlich restriktiver als die islamischen Speisevorschriften (Verwendung bestimmter Teile und Auswahl des Schlachttieres, Reinigung der Küchengeräte, Behandlung des Fleisches zur Entfernung des darin verbliebenen Blutes), so dass als koscher deklarierte Lebensmittel im Islam größtenteils akzeptiert werden, jedoch nicht umgekehrt. Allerdings gibt es im Islam ein Alkoholverbot, so dass z. B. Wein durchaus koscher, niemals aber halāl sein kann.